# Myrte en de demonen

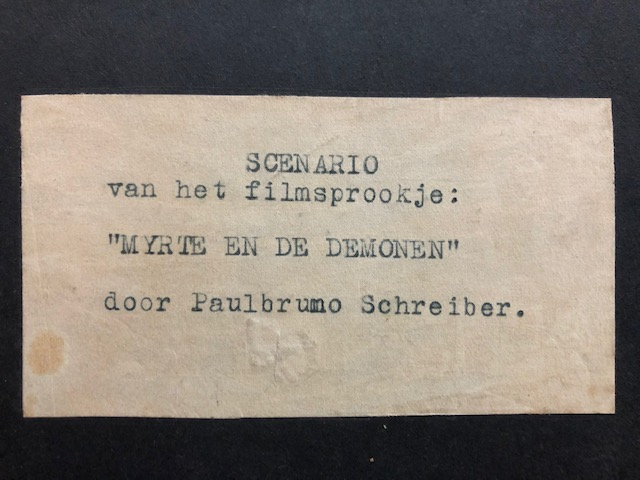
Filmscenario van Myrte en de demonen

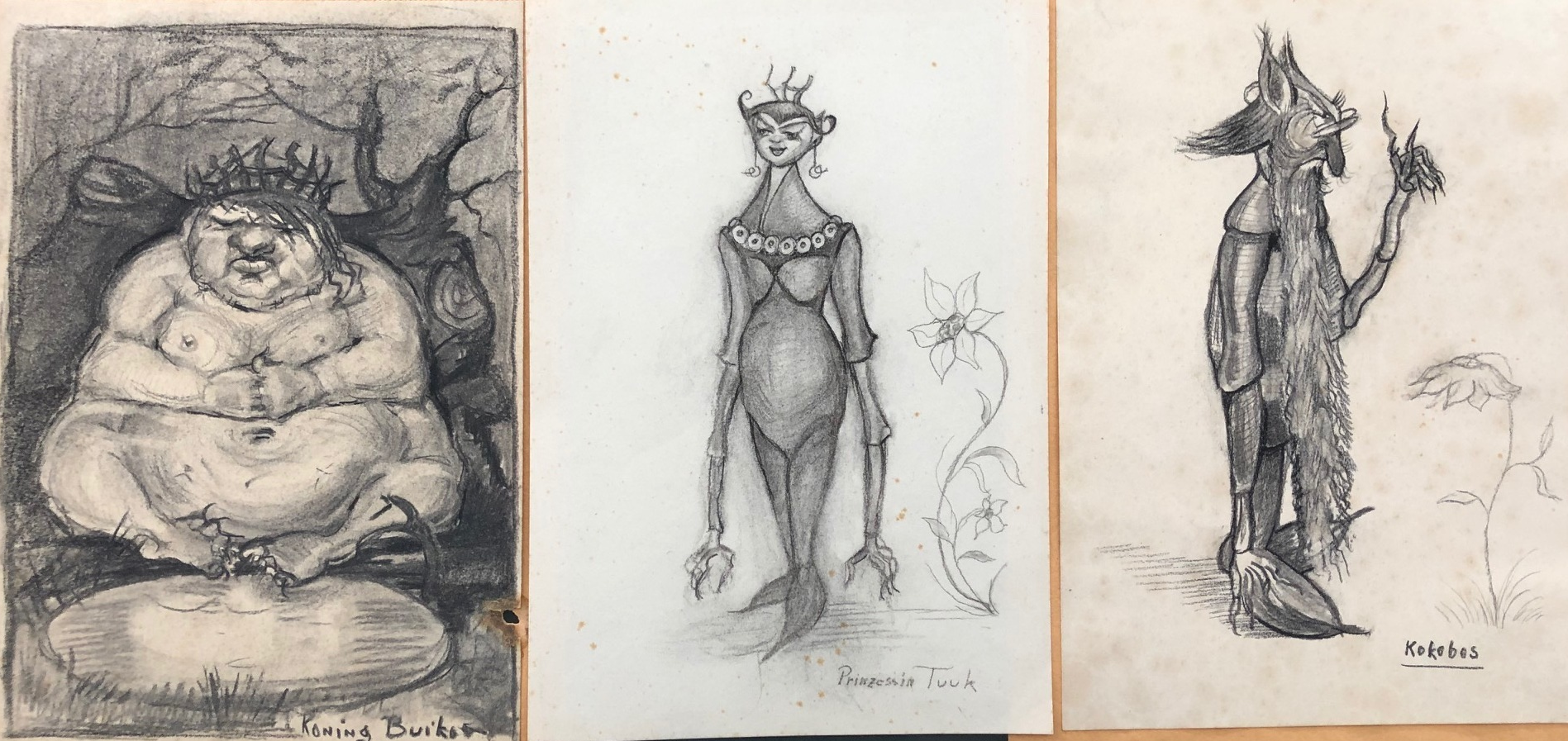
voorstudie Paul Schreiber Myrte en de demonen. Links Koning Buikos - midden Prinses Tuuk - rechts Kokobos

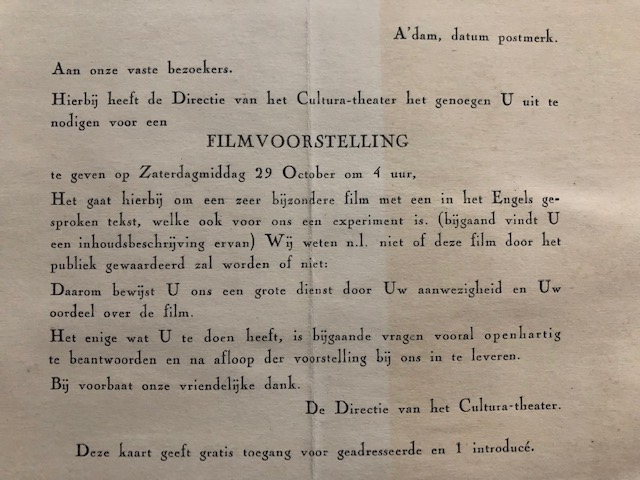
Uitnodiging van het Cultura Theater Amsterdam voor de première van Myrte en de demonen

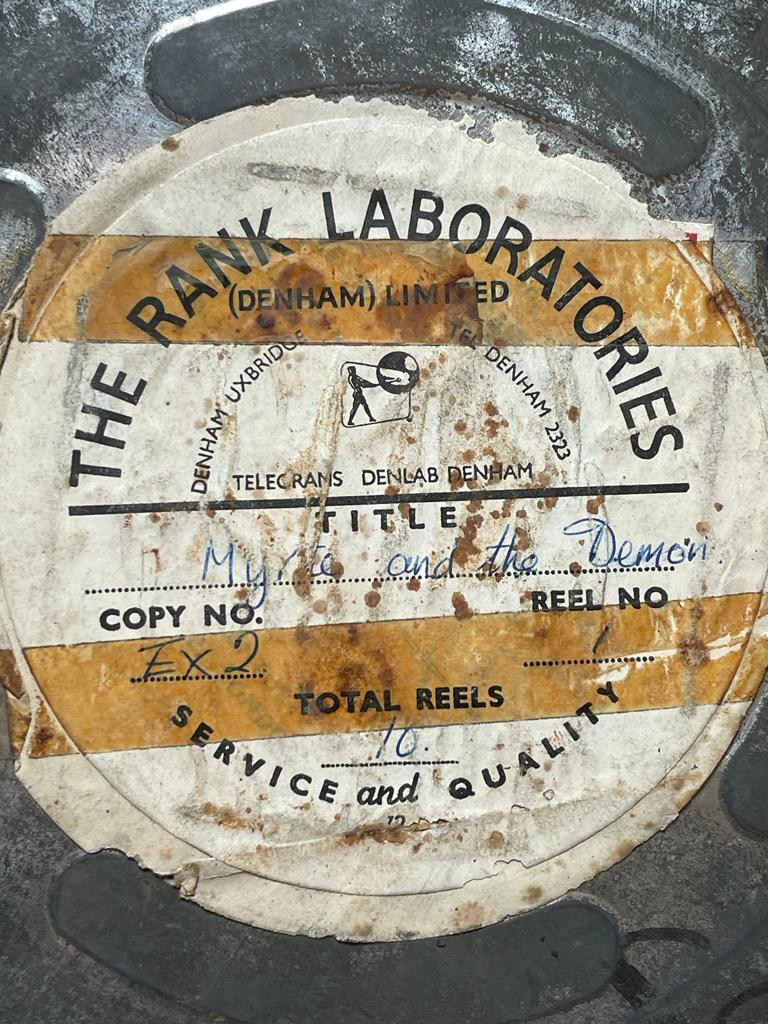
The Rank Laboratories (Denkham) Limited - Title Myrte and the Demon

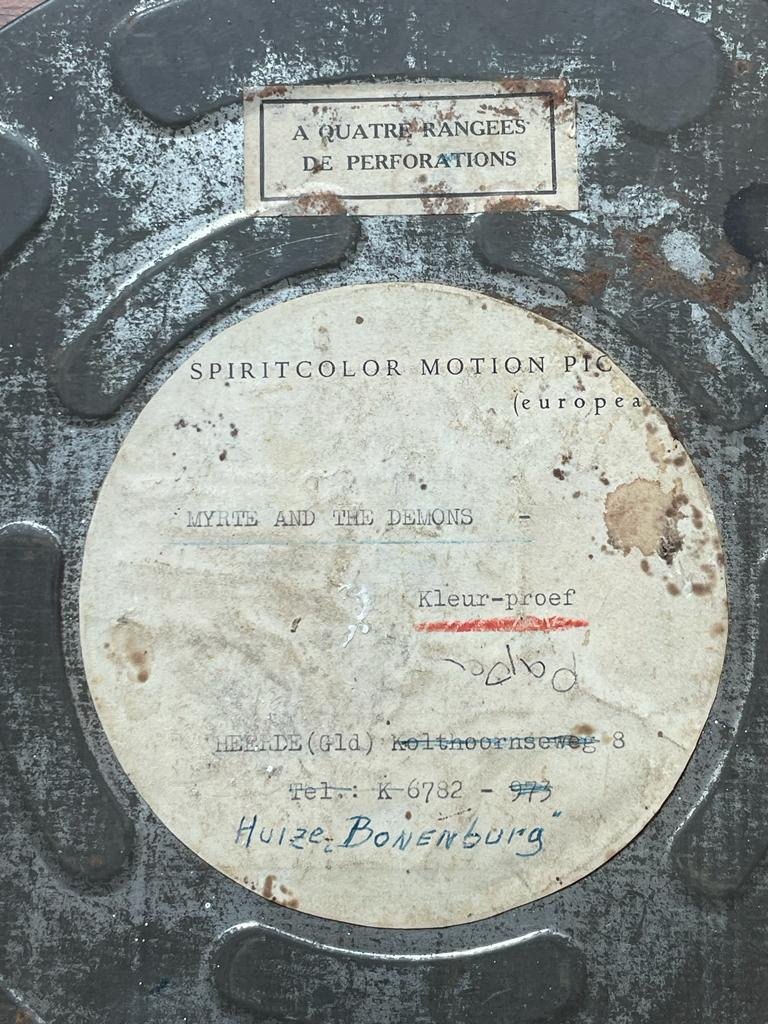
Spiritcolor Motion PTC Label: Myrte and the demons

Myrte en de demonen is de eerste Nederlandse sprookjesfilm na de Tweede Wereldoorlog, geproduceerd tussen 1946 en 1950 door de Europese Kunst Unie van de Duitse regisseur Paul Bruno Schreiber. Het camerawerk is van Bert Haanstra en Dirk de Herder.

## Verhaal
Het verhaal is mythologisch en gebaseerd op de strijd tussen goed en kwaad. De film drukt de strijd tussen licht en duisternis, goed en kwaad op symbolische wijze uit. Myrte wordt gespeeld door Paulida Weggelaar.
De demonen zijn jaloers op de vrolijke Myrte. Horribos, de tovenaar verandert haar poppen en dieren in stenen. De demonen hebben menselijke gedaanten van middernacht tot zonsopgang. In die tijd proberen ze Myrte in hun macht te krijgen door de kaars te doven, die haar door een goede weidegeest ter bescherming is meegegeven. Twee dwergen (Bokkel en Nokkel) en ook de maan komen haar te hulp.
Door haar onschuld overwint ze ten slotte de boze bedoelingen van de demonen, zodat ze haar zelfs te hulp snellen, wanneer de heks het op Myrte heeft gemunt. Met de prinses, die uit jaloezie haar konijn wilde doden en daardoor zelf verwond wordt, sluit Myrte vriendschap, waarna de prinses (Tuuk) in vrede kan sterven.
De dageraad breekt aan, de maan vertrekt naar de hemel en de demonen moeten ook verdwijnen. 
De betovering is verbroken.

## Achtergrond
De film is gebaseerd op het gelijknamige boek Myrte en de demonen, geschreven door Paul Schreiber.
Voor Bert Haanstra was het zijn eerste opdracht als cameraman van een langspeelfilm. Dirk de Herder was zijn assistent. De opnames zijn gemaakt op het buitengoed Huis te Manpad te Heemstede. De film is in het Nederlands nagesynchroniseerd (Stem: Doreen Buckner) in Groot-Brittannië en was oorspronkelijk Engels gesproken. Marinus Adam (dirigent-componist van het Noord-Hollands Philharmonisch orkest) was verantwoordelijke voor de muziek die werd uitgevoerd door het London Philharmonic Orchestra, Helene Ludolph en The Wardour Singers. Het muzikale thema keert gedurende de film steeds weer terug. D.A. Boer was de opnameleider en Studio Manpad was verantwoordelijk voor het decorontwerp. Mevrouw Alph. Bigot fabriceerde de poppen en maskers. De fa. Michels (Karel Bronkhorst) verzorgde de grimage. Op 14 mei 1948 werd in het Gebouw voor Kunsten en Wetenschappen (Den Haag) een geluidloze werkcopie voorvertoond. De voorvertoning werd muzikaal geïllustreerd door de Haarlemse Orkest Vereniging (H.O.V.) (later Noordhollands Philharmonisch Orkest) onder leiding van de componist met medewerking van Helene Ludolph en het jongenskoor "De Liduina Boys". De Nederlandse première vond op 17 maart 1950 in het Cultura-theater (nu: Cinetol) in Amsterdam plaats. De film werd na een week Cultura en een week in theater De Uitkijk (Amsterdam) uit de roulatie gehaald. 
Voor Bert Haanstra was het zijn eerste opdracht als cameraman van een langspeelfilm. Dirk de Herder was zijn assistent. De opnames zijn gemaakt op het buitengoed Huis te Manpad te Heemstede. De film is in het Nederlands nagesynchroniseerd (Stem: Doreen Buckner) in Groot-Brittannië en was oorspronkelijk Engels gesproken. Marinus Adam (dirigent-componist van het Noord-Hollands Philharmonisch orkest) was verantwoordelijke voor de muziek die werd uitgevoerd door het London Philharmonic Orchestra, Helene Ludolph en The Wardour Singers. Het muzikale thema keert gedurende de film steeds weer terug. D.A. Boer was de opnameleider en Studio Manpad was verantwoordelijk voor het decorontwerp. Mevrouw Alph. Bigot fabriceerde de poppen en maskers. De fa. Michels (Karel Bronkhorst) verzorgde de grimage. Op 14 mei 1948 werd in het Gebouw voor Kunsten en Wetenschappen (Den Haag) een geluidloze werkcopie voorvertoond. De voorvertoning werd muzikaal geïllustreerd door de Haarlemse Orkest Vereniging (H.O.V.) (later Noordhollands Philharmonisch Orkest) onder leiding van de componist met medewerking van Helene Ludolph en het jongenskoor "De Liduina Boys". De Nederlandse première vond op 17 maart 1950 in het Cultura-theater (nu: Cinetol) in Amsterdam plaats. De film werd na een week Cultura en een week in theater De Uitkijk (Amsterdam) uit de roulatie gehaald.

## Cast
- Paulida Weggelaar (Myrte)
- Ludzer Eringa (de maan)
- Theo van Vliet (Tovenaar Horribos)
- Ida Weggelaar (Wamli, bosgeest)
- Dick Versluis (Bokkel)
- Kees Kick (Nokkel)
- Sonja Mabel Jap Tjong (Prinses Tuuk)
- J. Stolk (Kokobos, raadsheer des Konings)
- Harry Berg (Menelak, ceremoniemeester)
- Jan Musch (Paperlak, Hofkok)
- Mascha ter Weeme (de Heks)
- Marie Jeanne van der Veen (de ballerina)
- Johan Mittertreiner (Kromlak, Hofnar)
- G. Beerenbroek (Buikos VII, Koning van Demonie)
- Max Dooyes (Balduin)

## Overig
- De hele film is buiten opgenomen, voornamelijk in de vroege avond en nacht.
- In 1948 verscheen de gelijknamige boekuitgave, met illustraties door Rie Reinderhoff.
- De film was in juni 2017 gedurende een week te zien bij Filmtheater Kriterion in Amsterdam[5]
- Oorspronkelijk was de film zwart-wit, een deel van de film is later in kleur omgezet. Spirit-color (S.C.O.R.P. = Spirit Color Optical Reduction Process) Spirit-color.
- De film is opgenomen in 35mm en later gedigitaliseerd (youtube).
- Post-synchronisatie en dubbing: Denham Film Studios Denham-Pinewood Studios). J. A. Rank, Engeland
- Engelse dialoog: Gyles Adams.
- Engelse sprekers: Richard Walter, John Bailey, Alec Finter, Richard George, Hugh Buckner, David Page en Doreen Buckner (Myrte)
- Zowel het originele "Dreh-Buch" Musik (Duits) als het filmscenario is in het bezit van de erven Schreiber en is gearchiveerd in Schloss Möhren, Beieren, Duitsland.
- Verwarring: Van zowel het boek als de film Myrte en de demonen wordt vaak gedacht dat het voor kinderen is. Dit is een misvatting. Myrte en de demonen is een sprookje voor volwassenen.

## Fotogalerie - Filmfoto's
De onderstaande foto's zijn in privébezit en gearchiveerd in Schloss Möhren in Treuchtlingen, Duitsland.

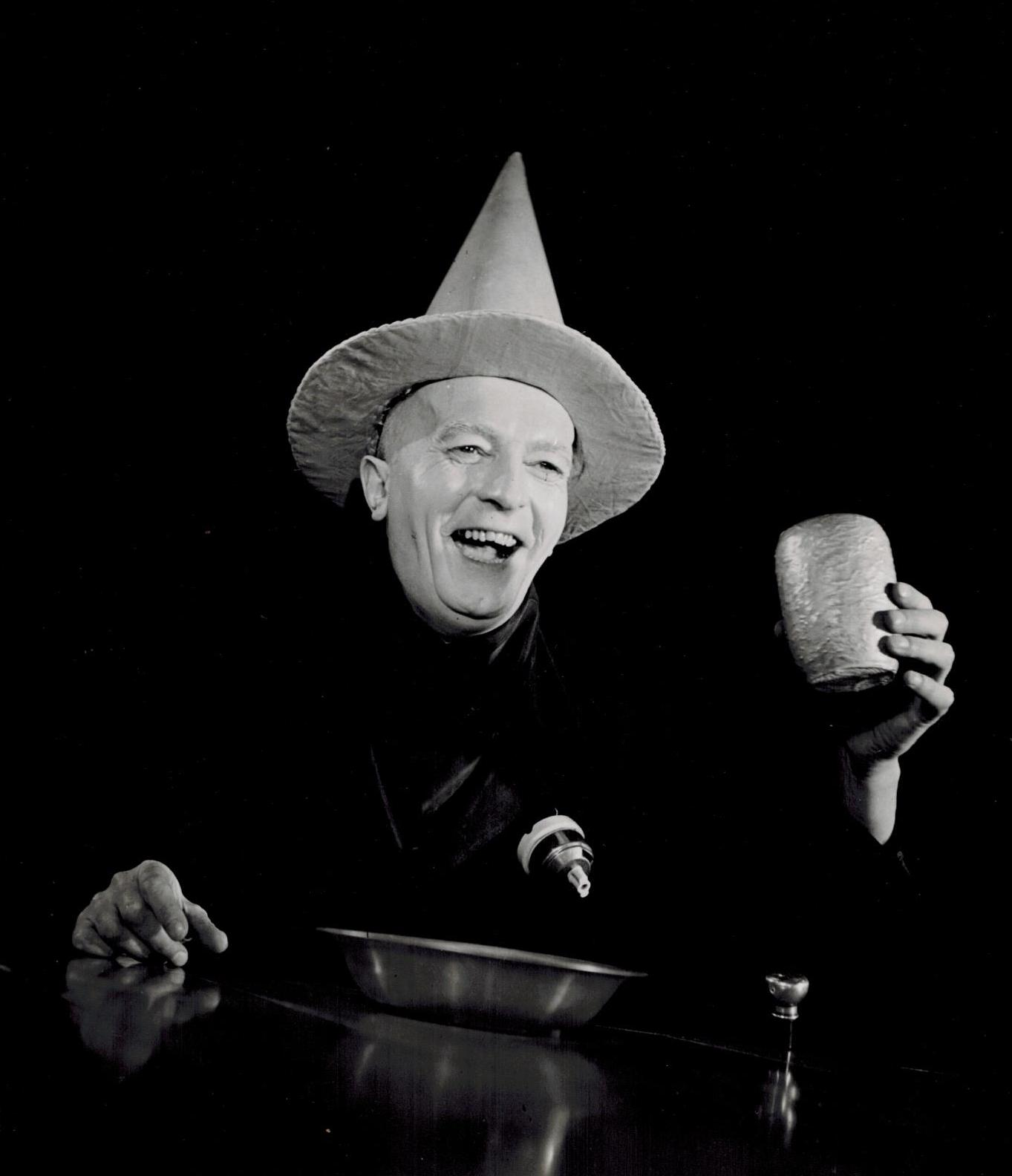
Ludzer Eringa - De Maan
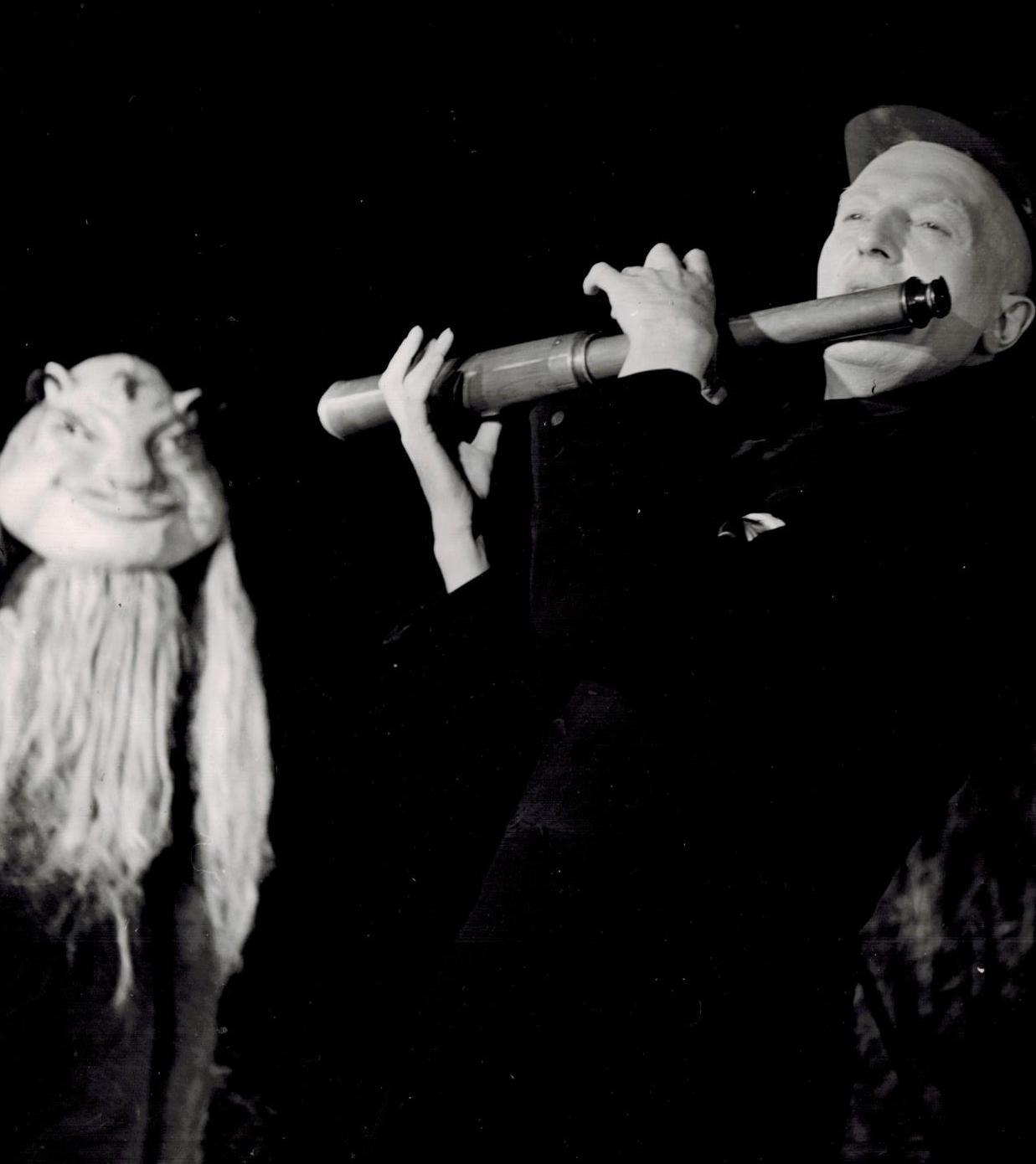
Ludzer Eringa - De Maan
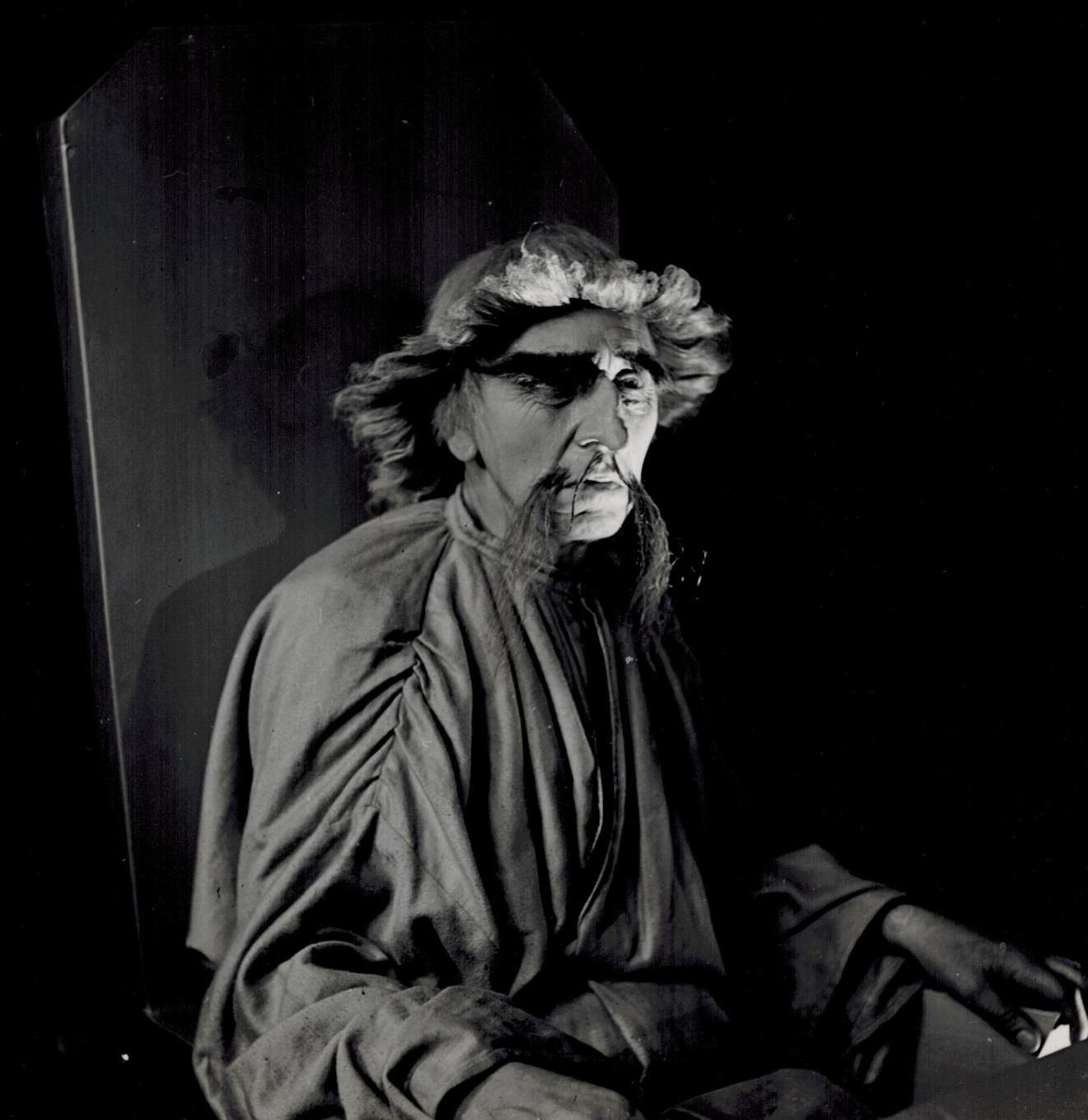
Theo van Vliet - Tovenaar Horribos
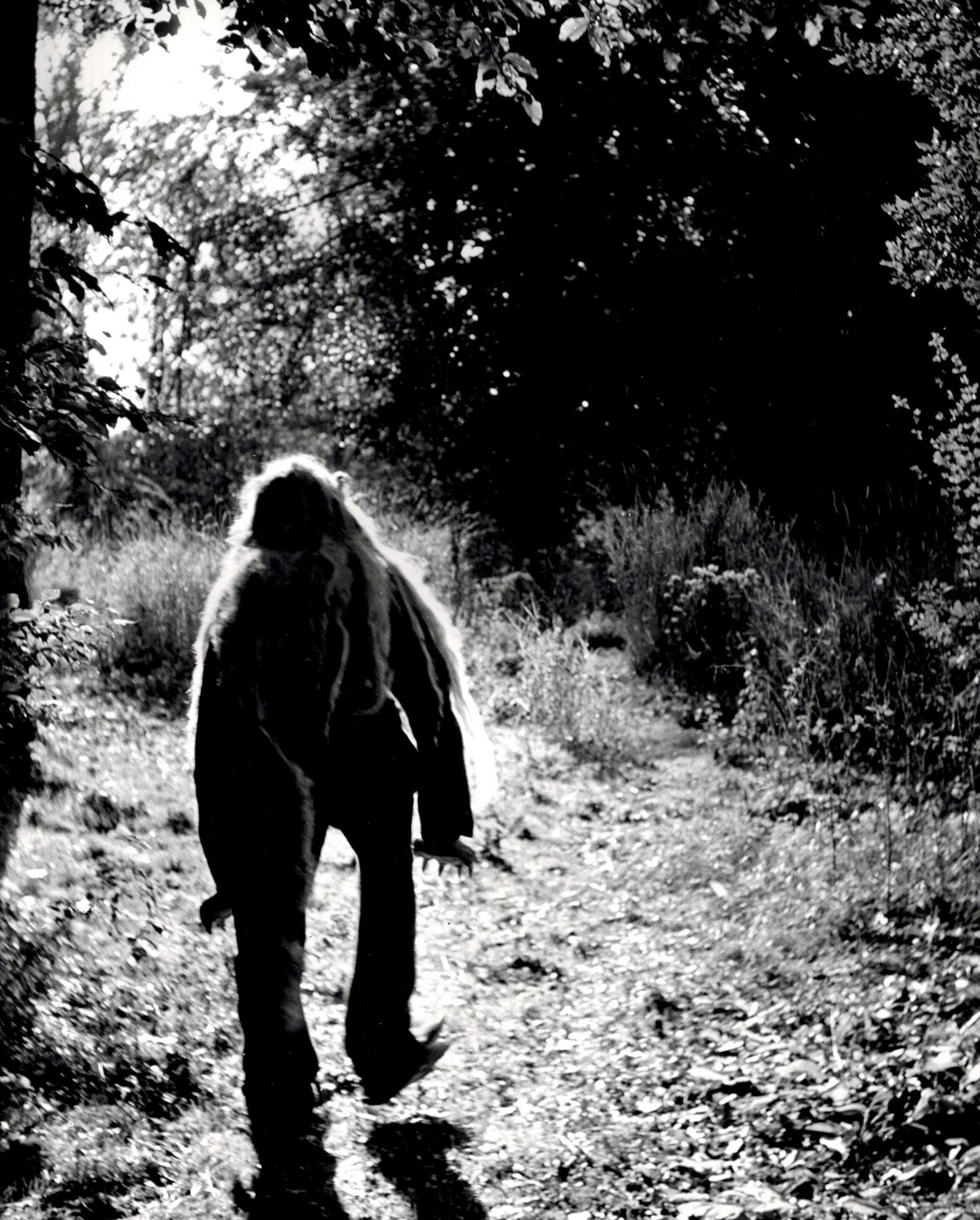
Ida Weggelaar - Wamli
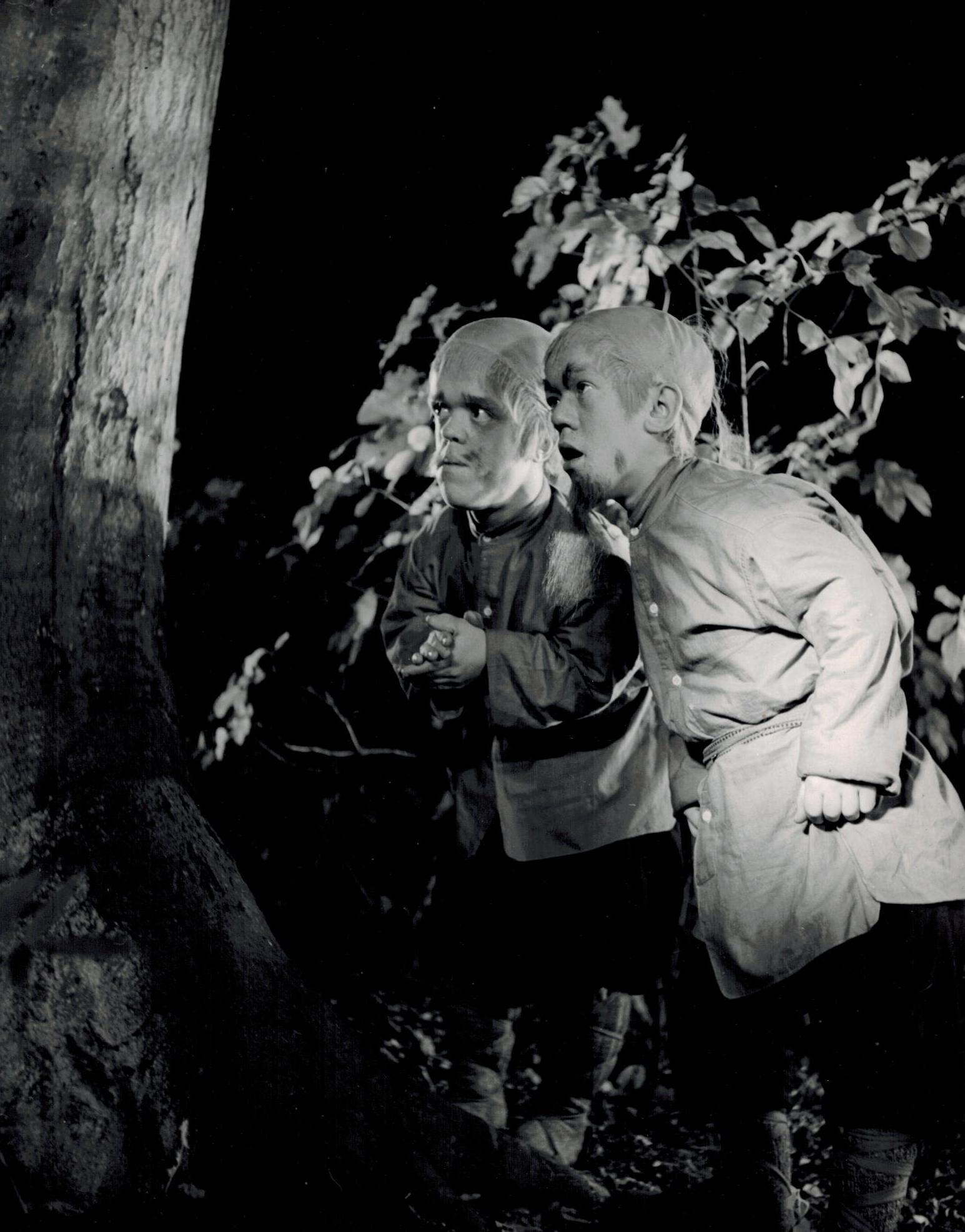
Dick Versluis en Kees Kick - Bokkel en Nokkel
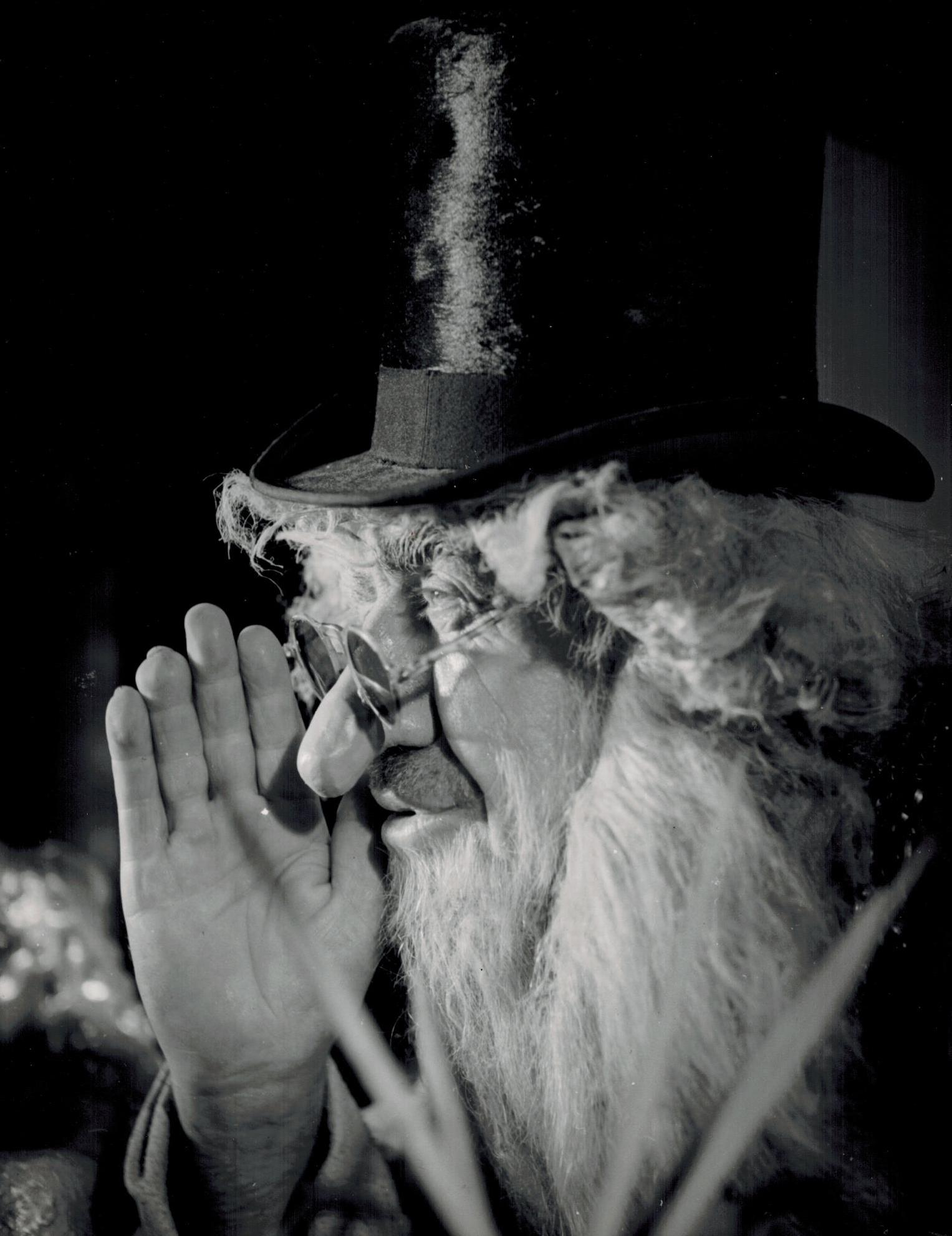
J. Stolk - Kokobos
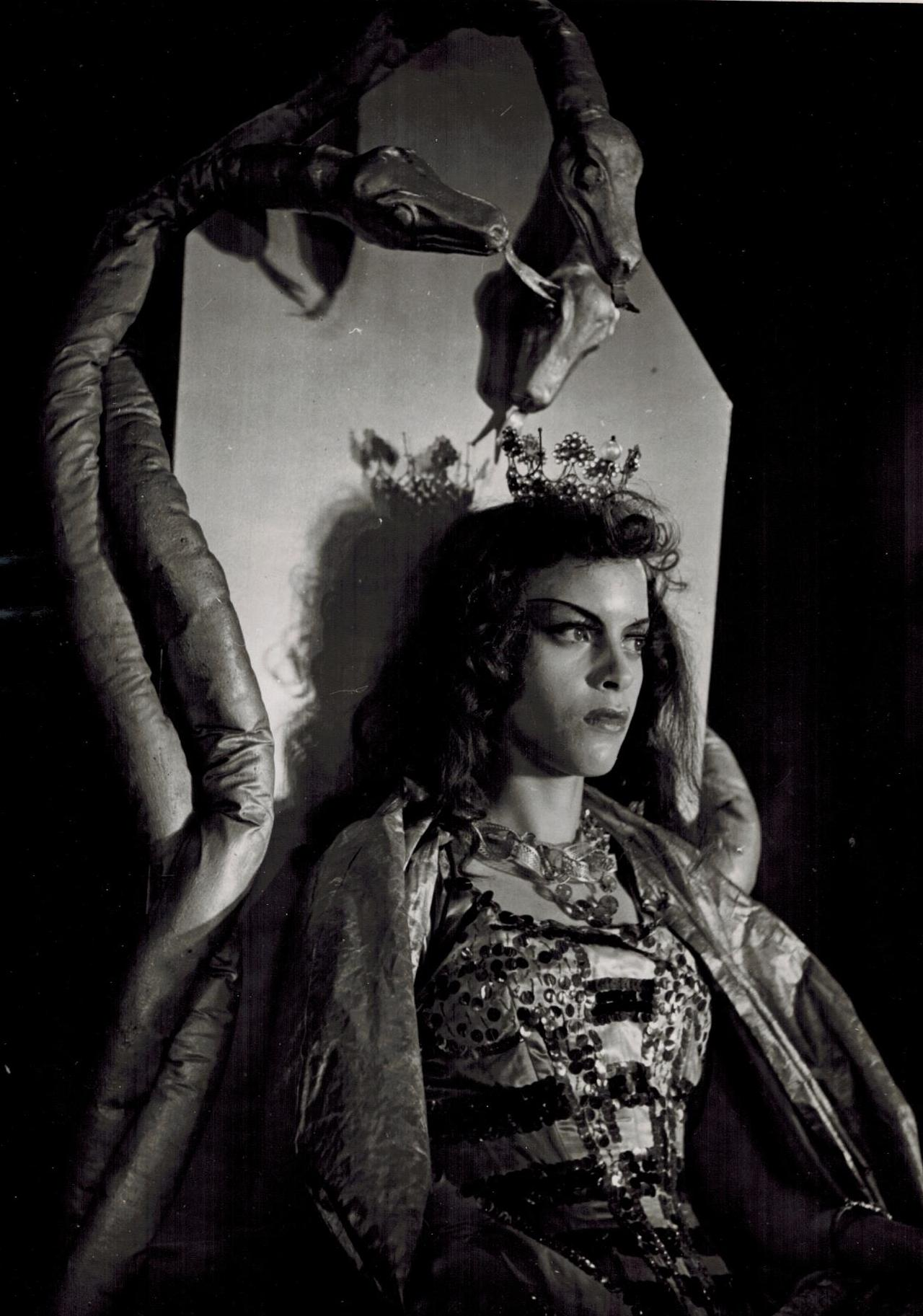
Sonja Mabel Jap Tjong - Prinses Tuuk
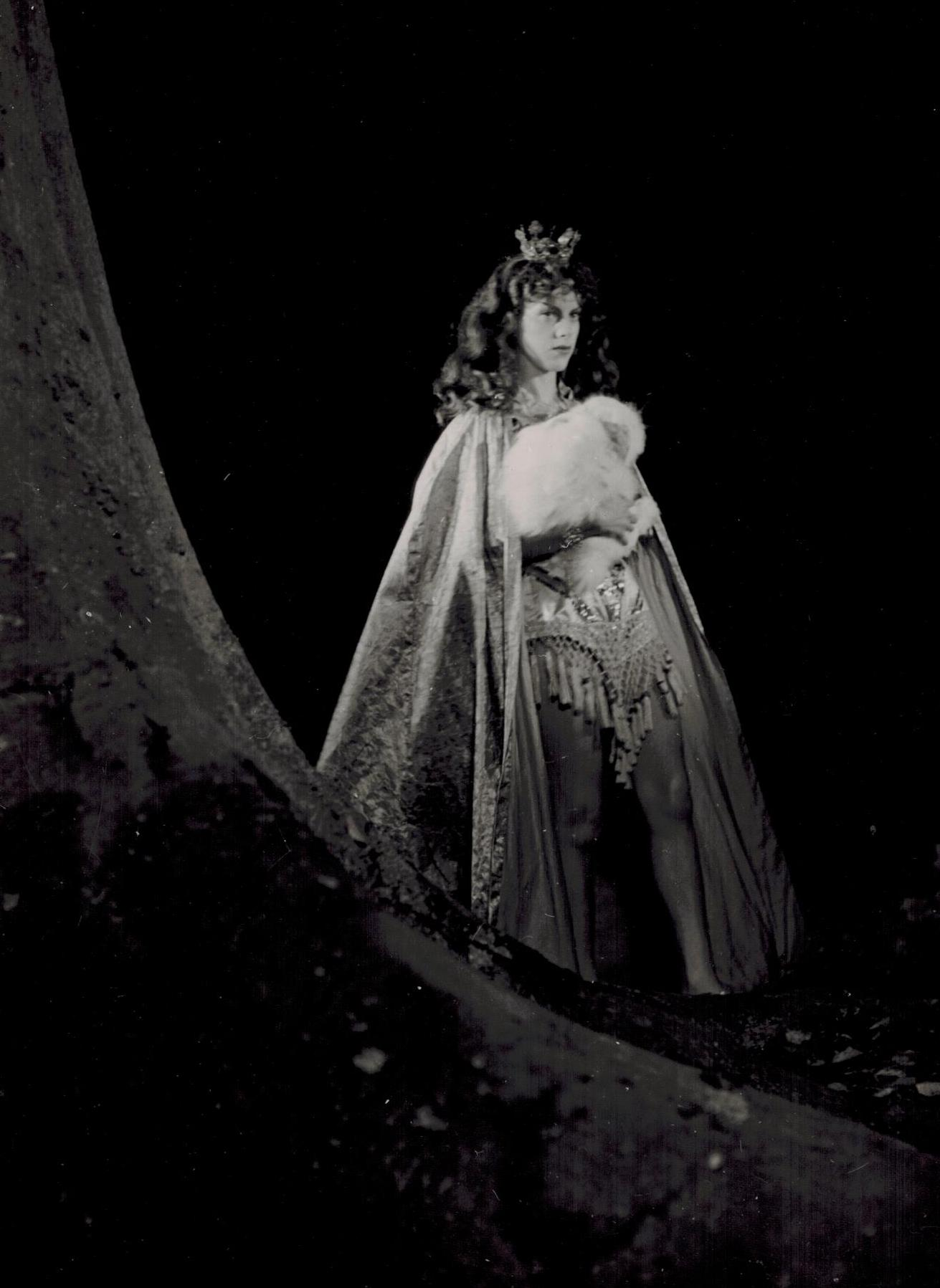
Sonja Mabel Jap Tjong - Prinses Tuuk
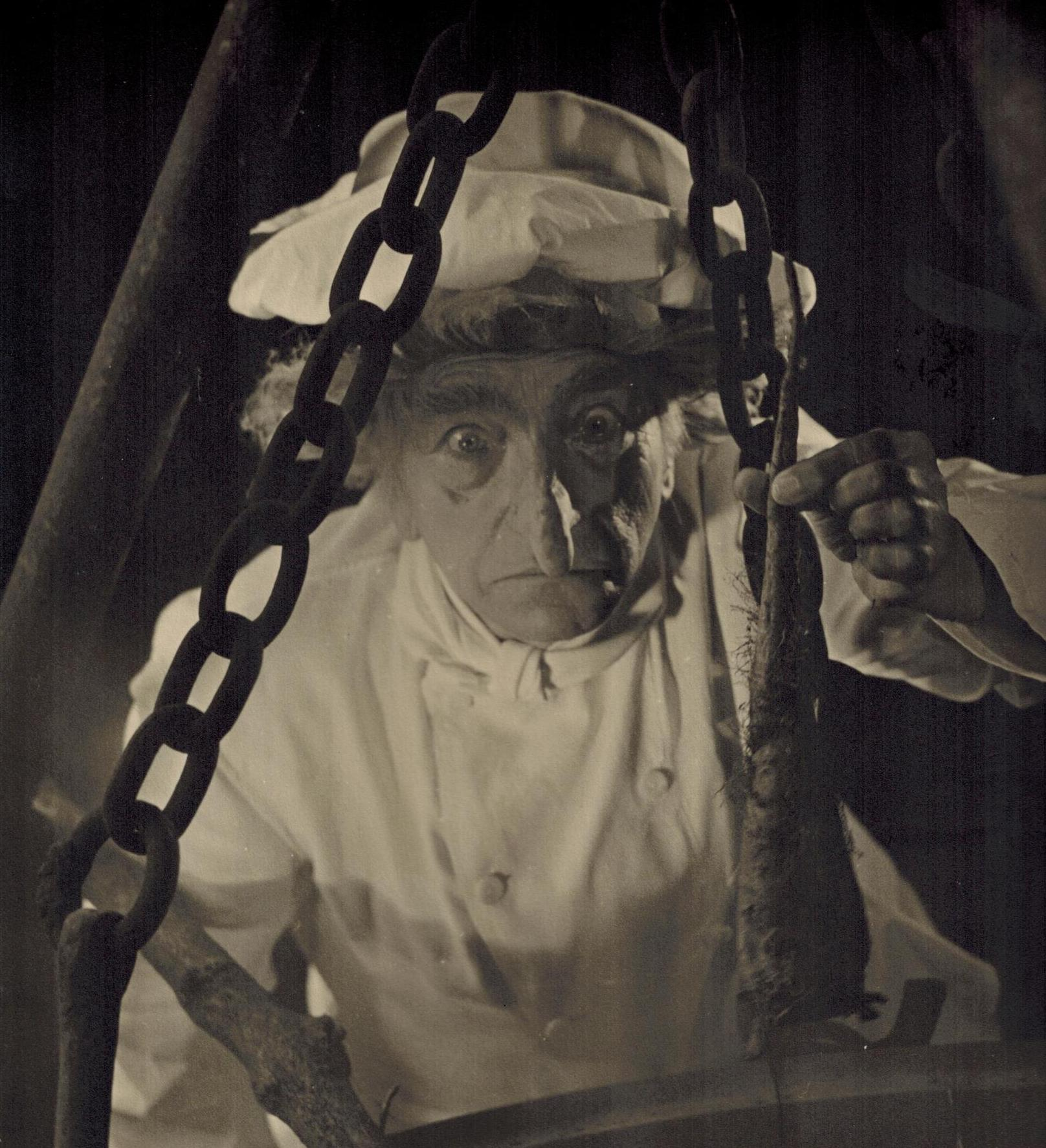
Jan Musch - Paperlak, Hofkok
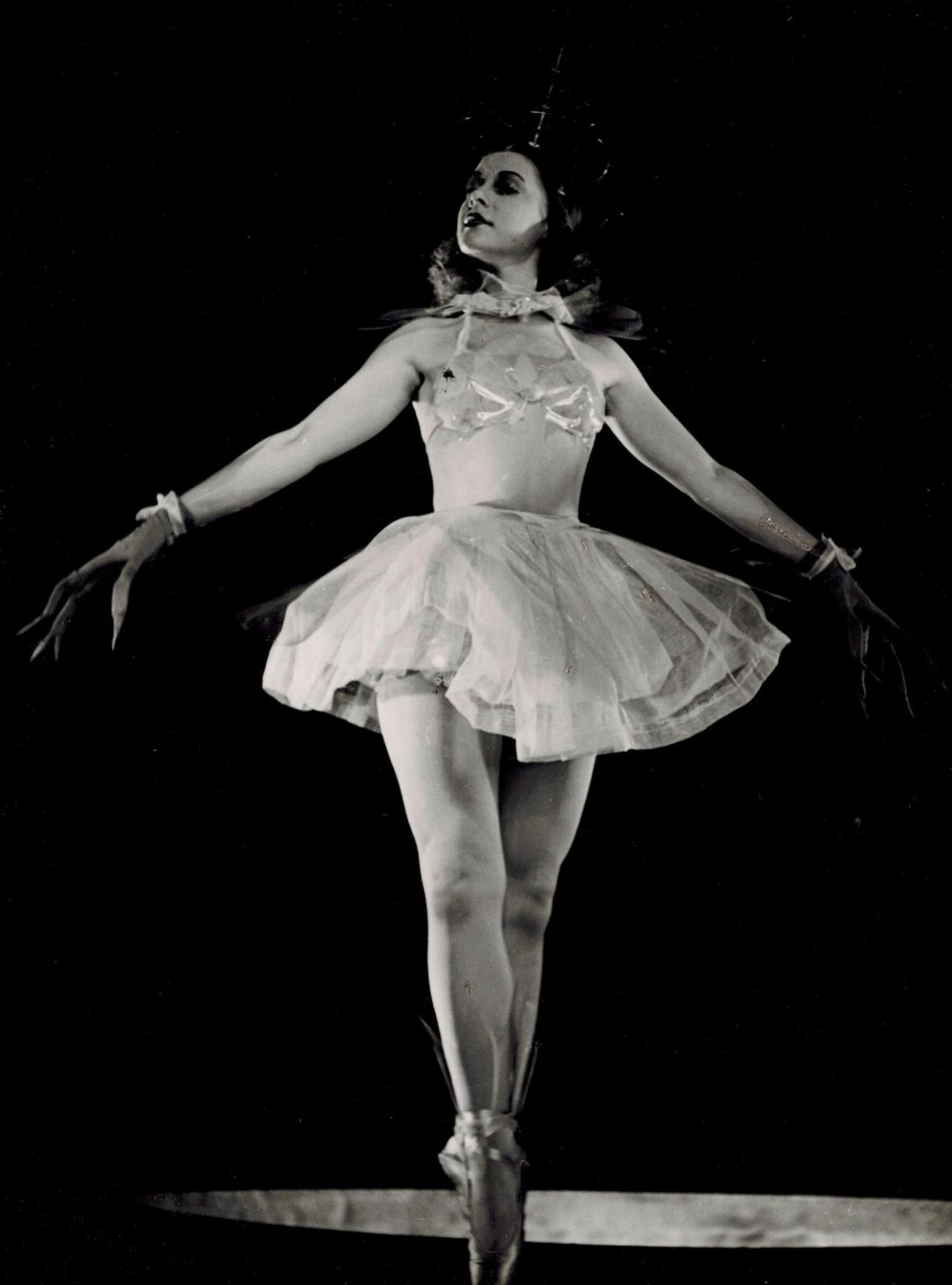
Marie Jeanne van der Veen - Ballerina
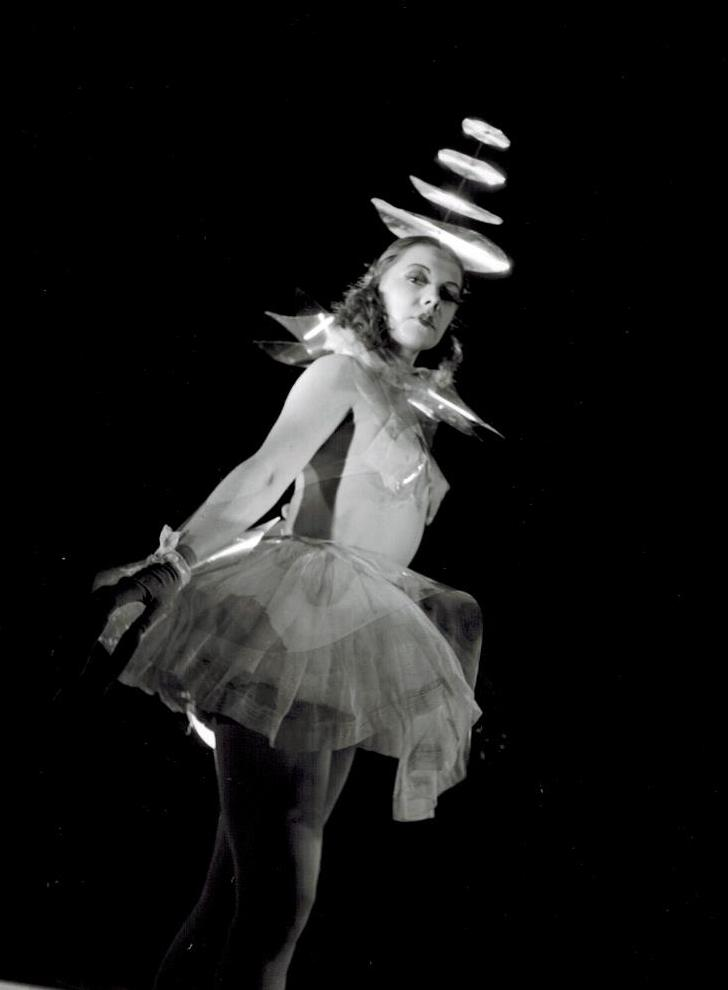
Marie Jeanne van der Veen - Ballerina
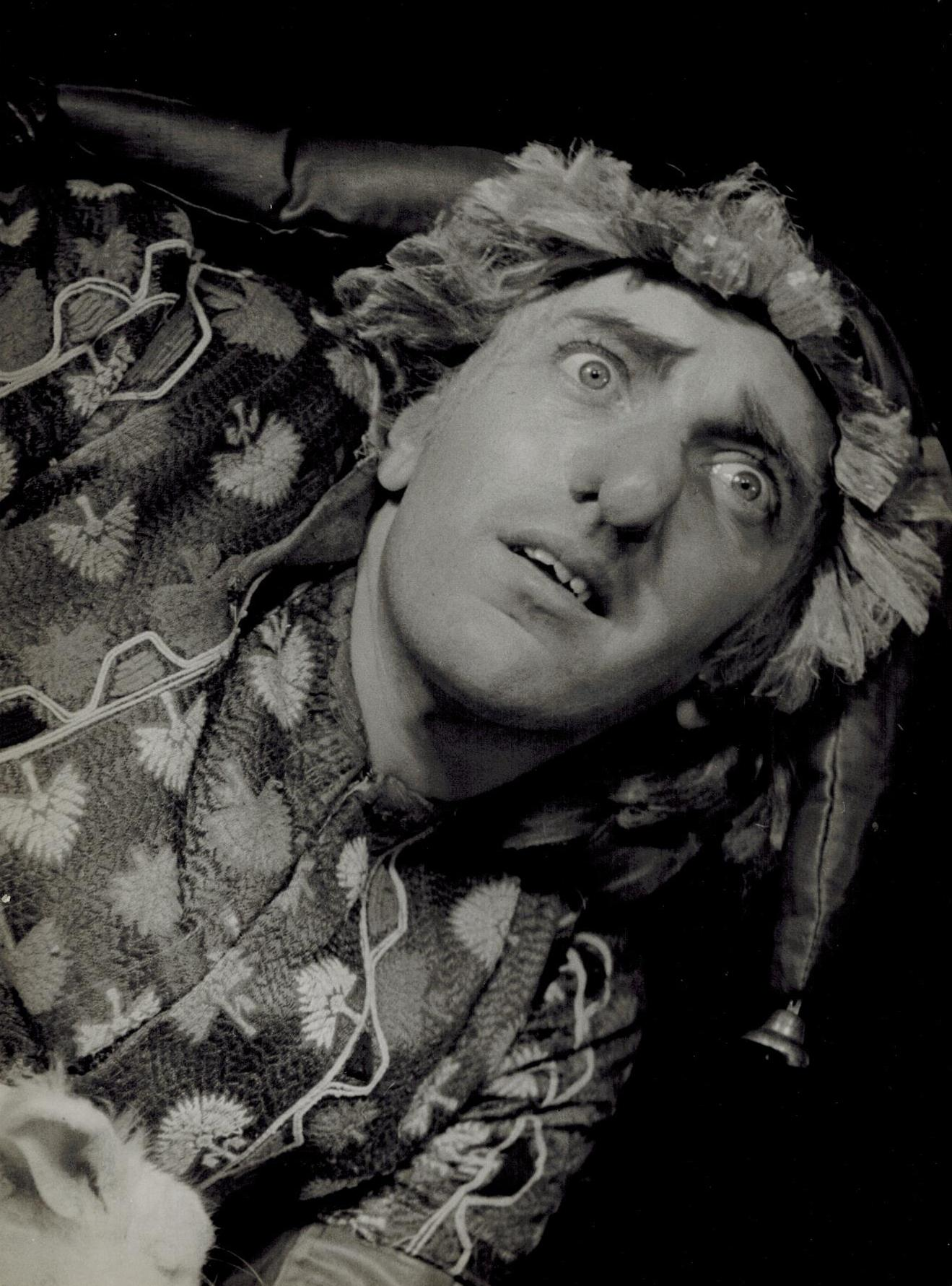
Johan Mittertreiner - Kromlak, Hofnar
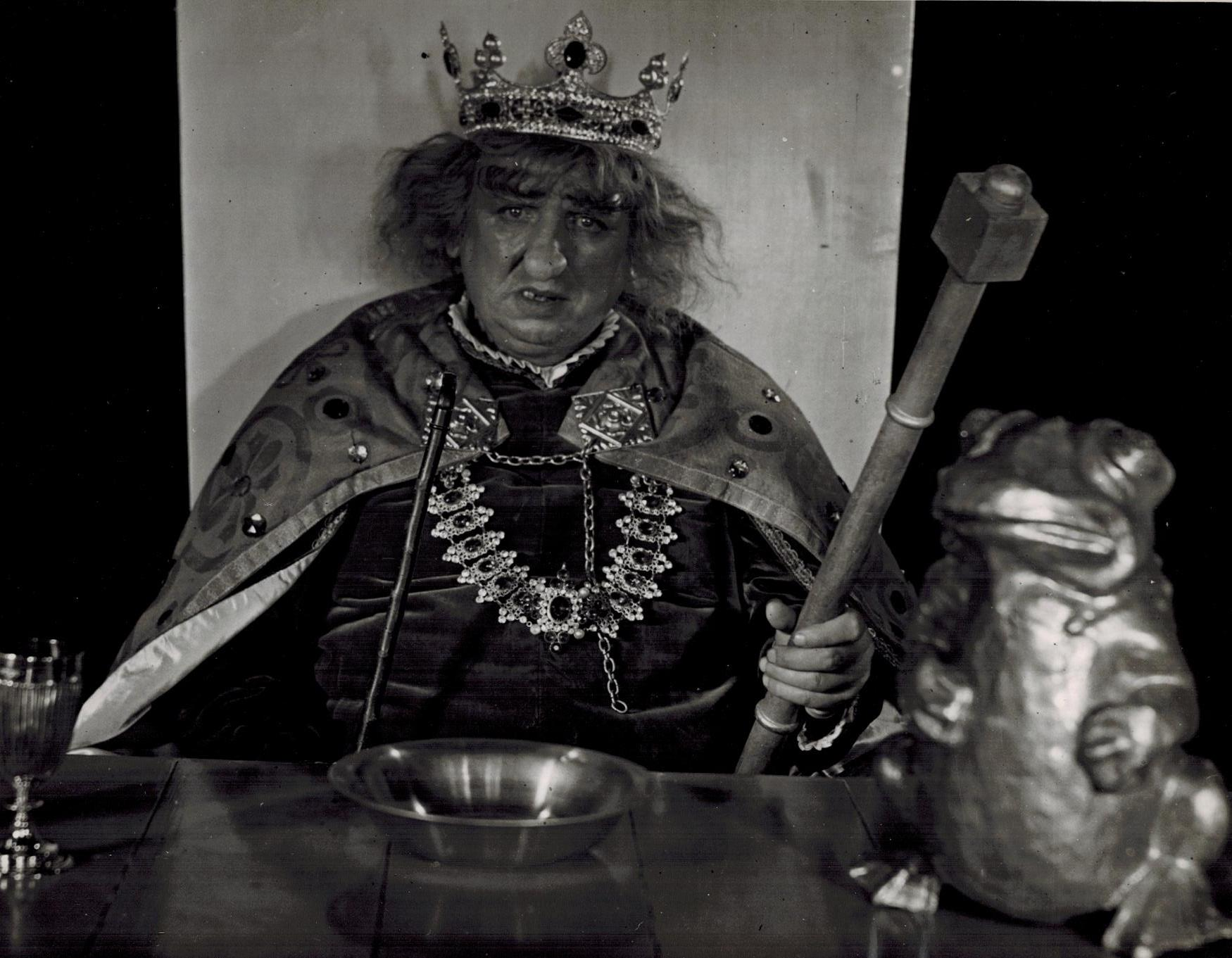
G. Beerenbroek - Koning Buikos VII
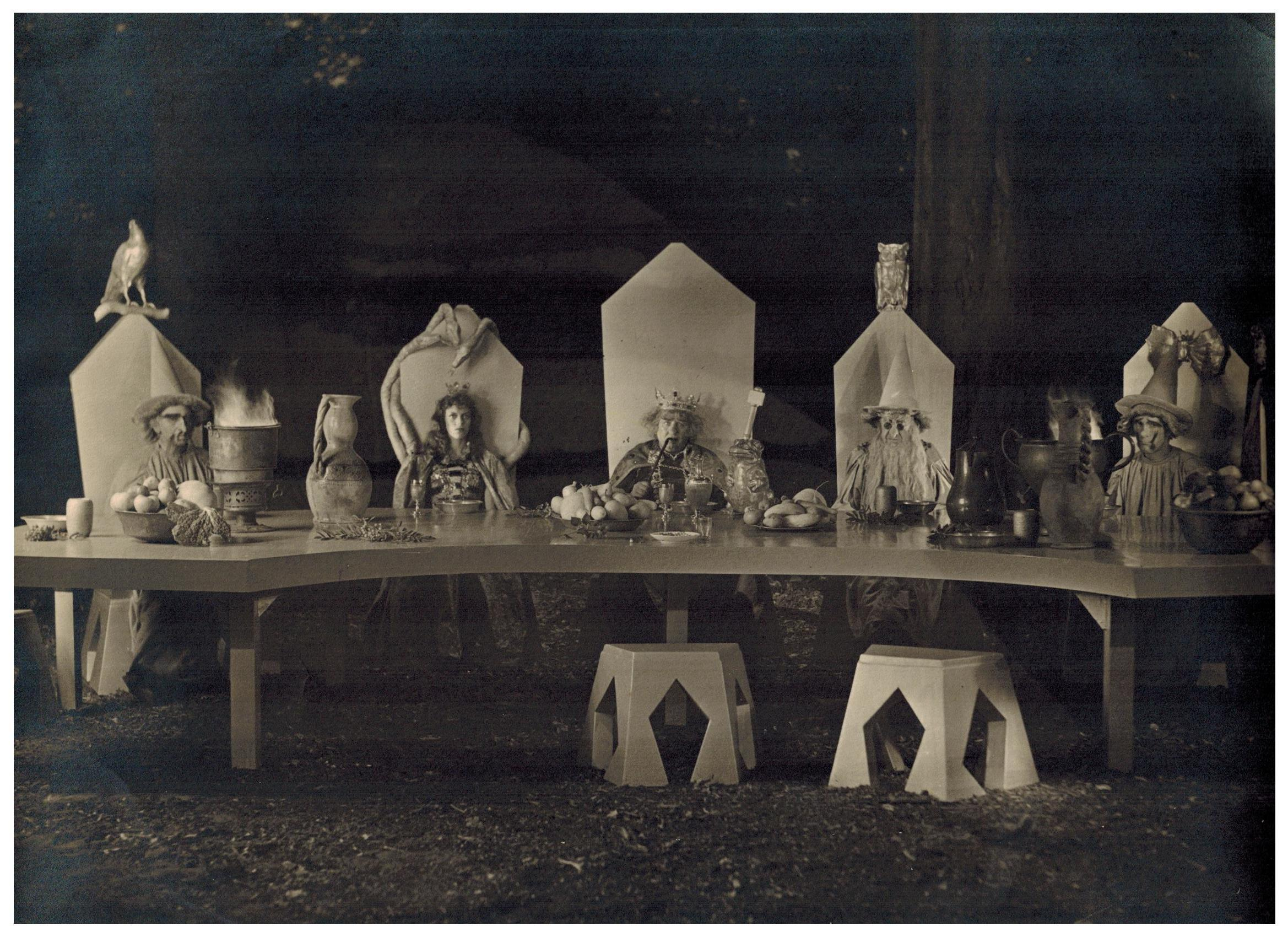
Myrte en de demonen - Prinses en Koning
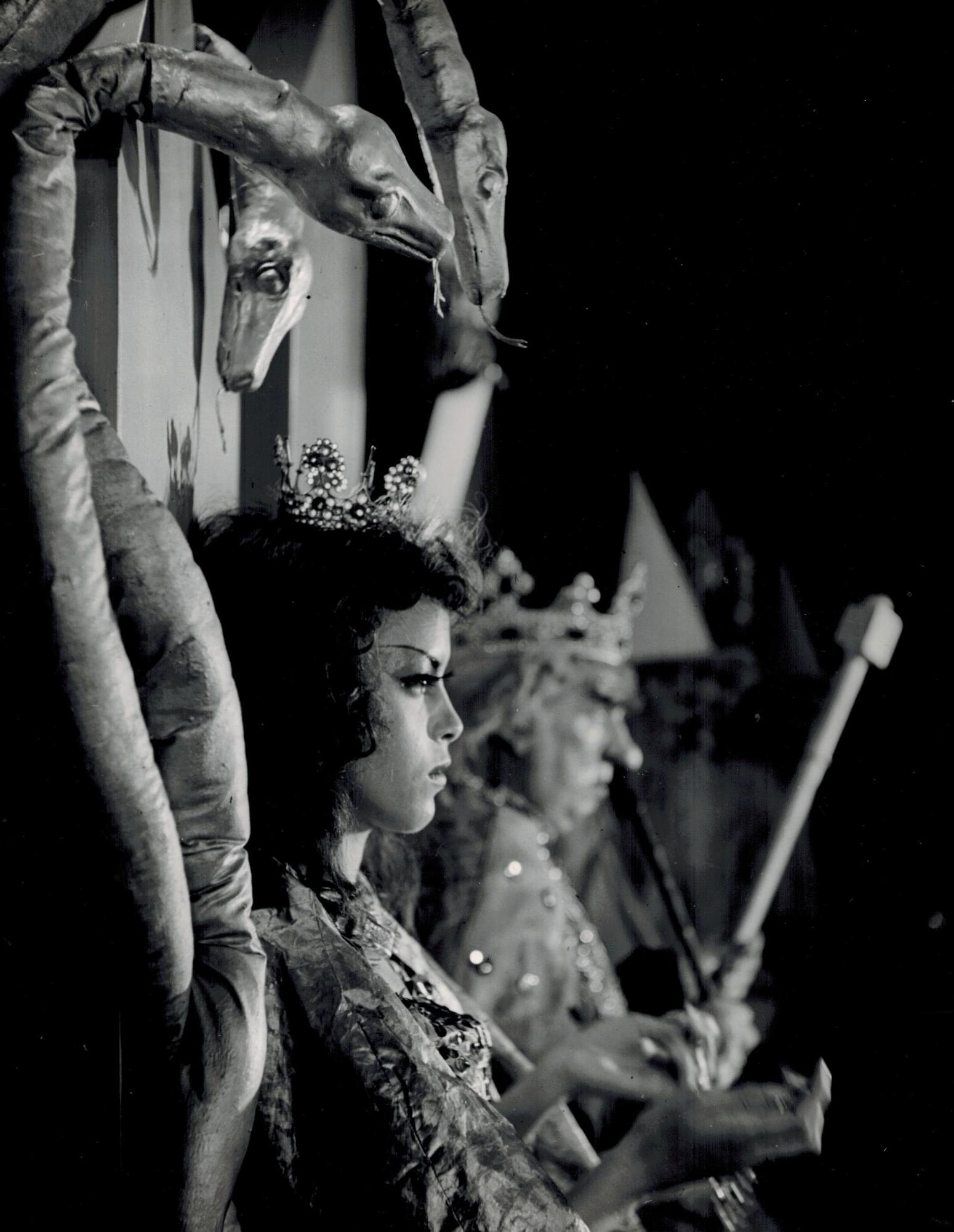
Sonja Mabel Jap Tjong - Prinses Tuuk en G. Beerenbroek - Koning Buikos VII
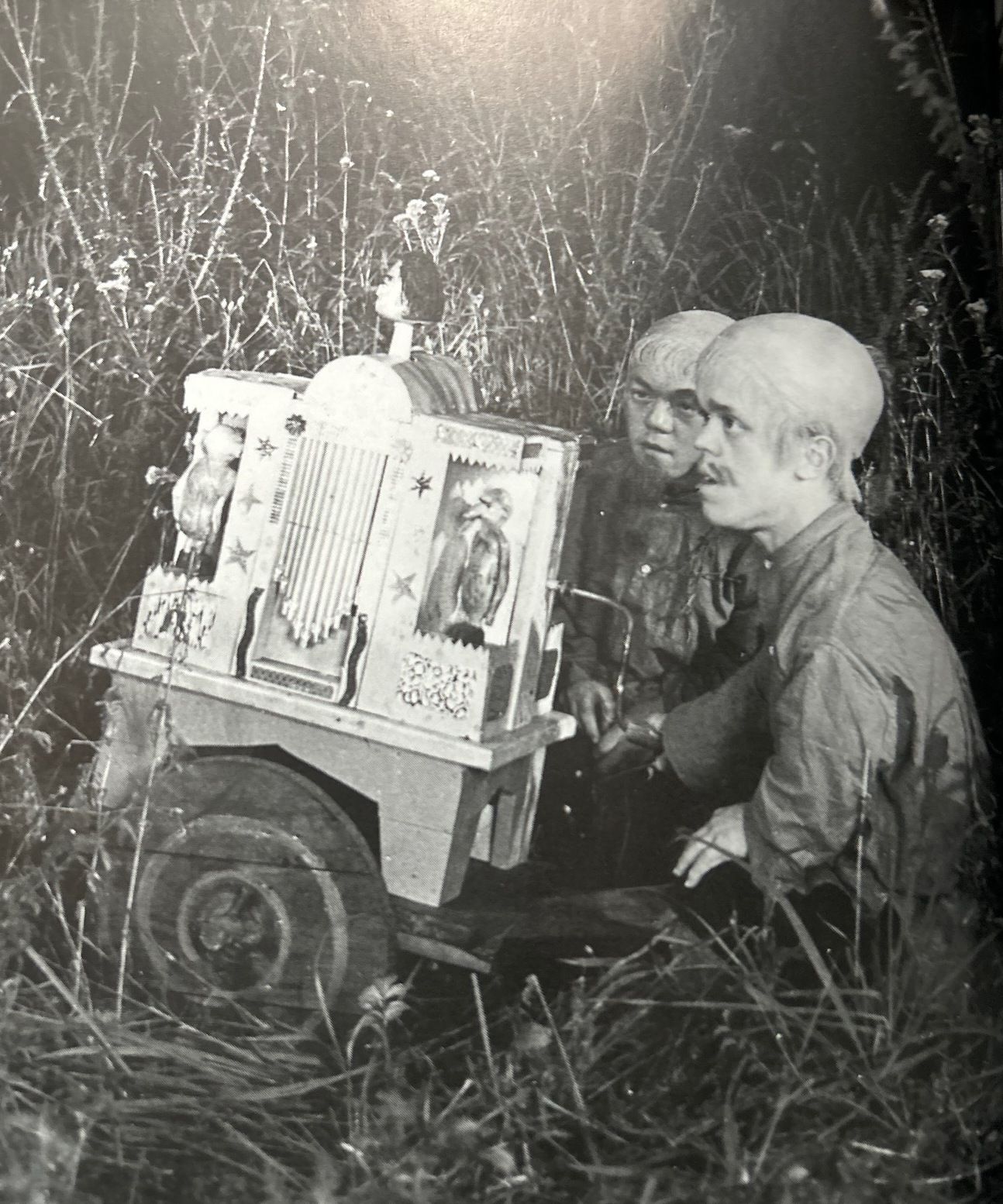
Bokkel en Nokkel - Draaiorgel

## Fotogalerie - Foto's op de set
De onderstaande foto's zijn in privébezit en gearchiveerd in Schloss Möhren in Treuchtlingen, Duitsland.

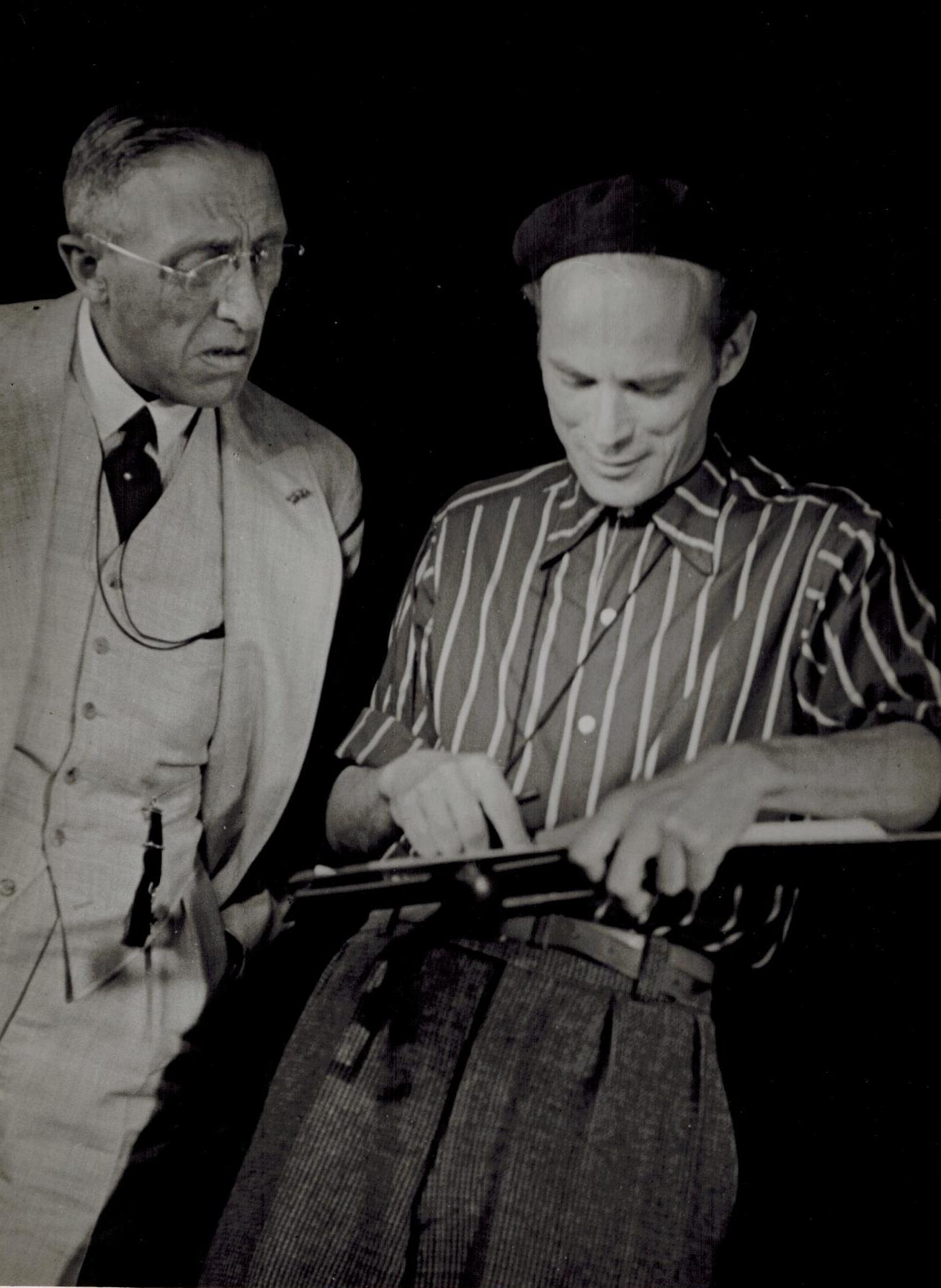
Paul Schreiber met P.J. van Lookeren Campagne
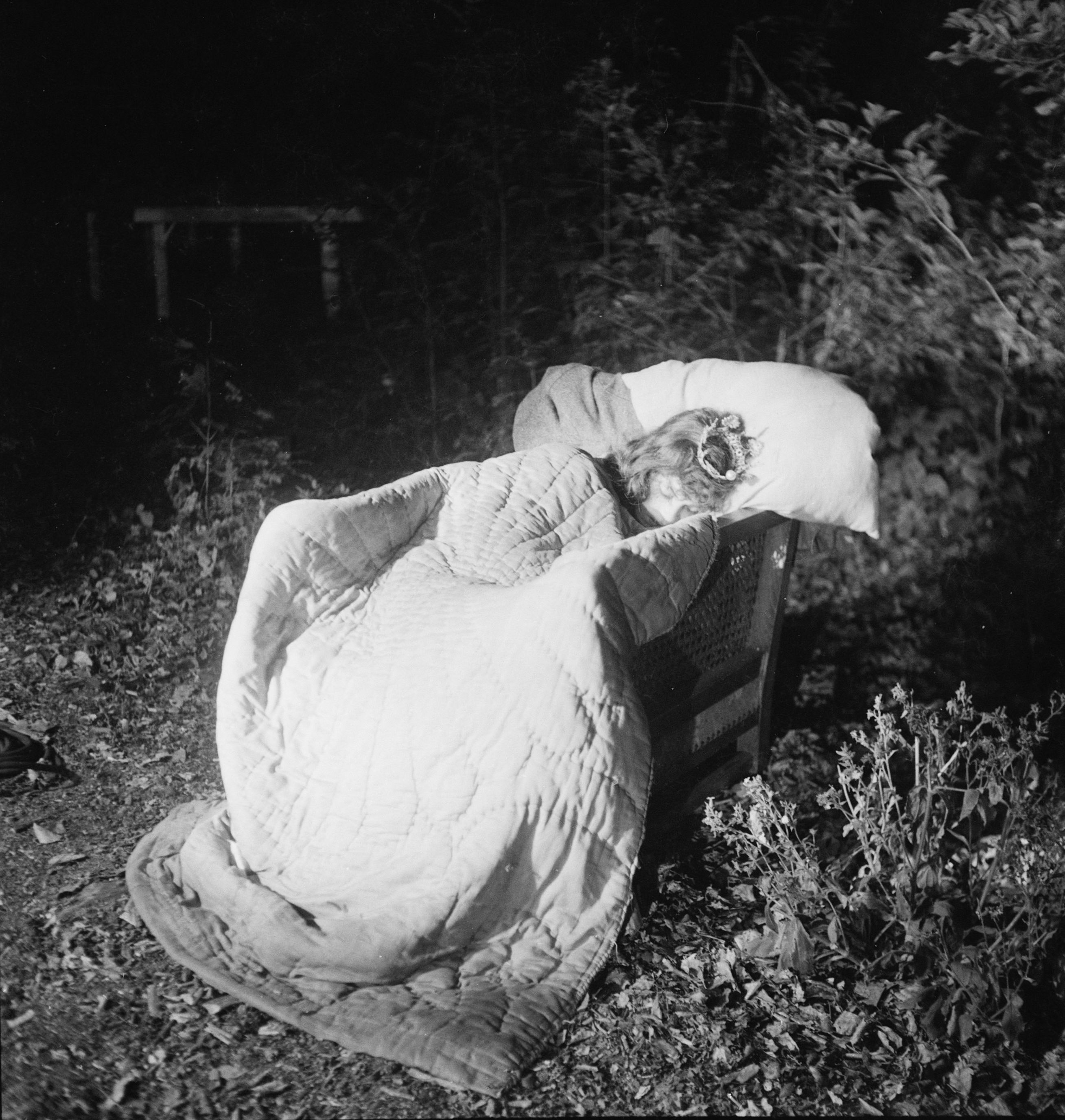
prinses Tuuk
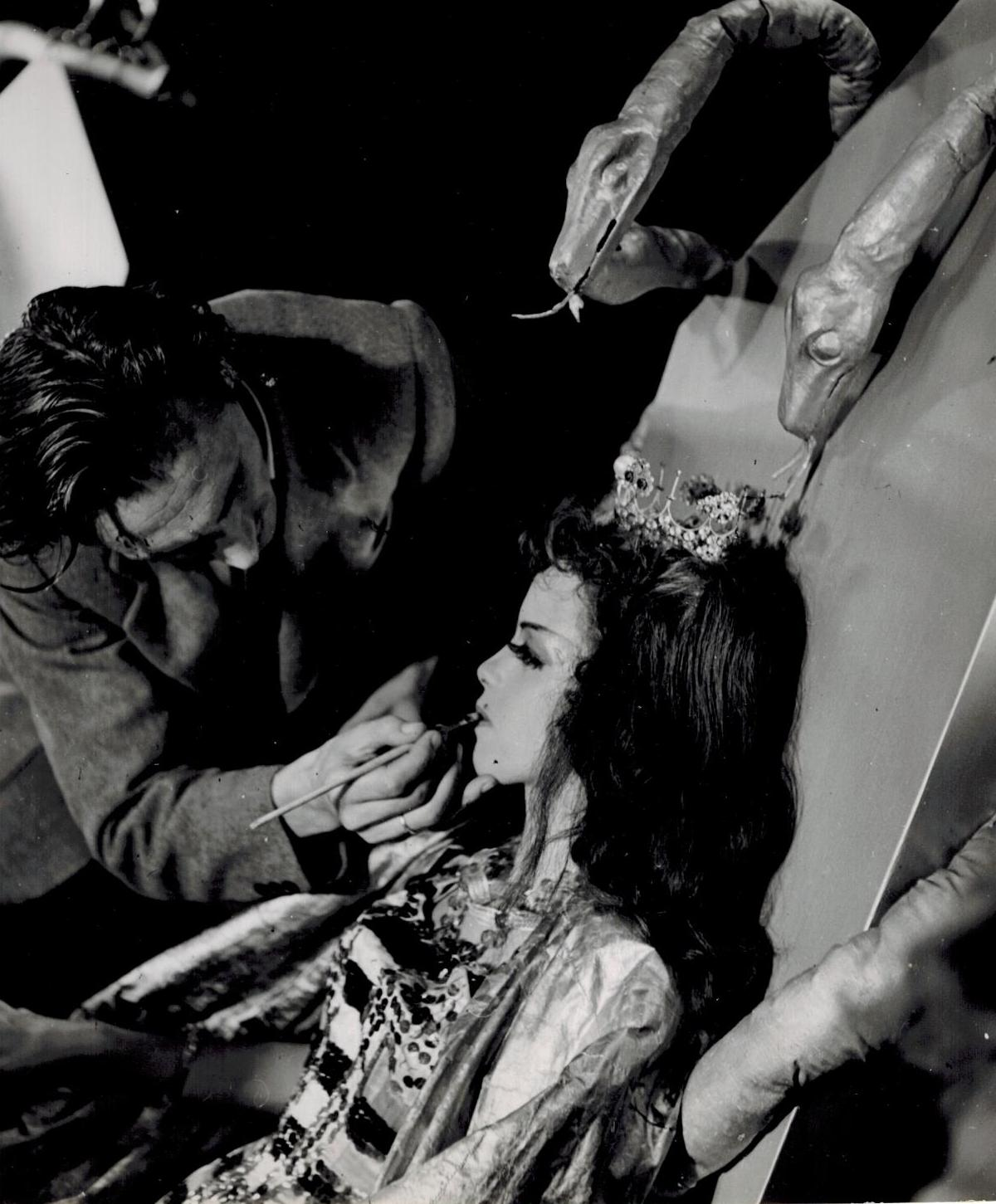
Myrte en de demonen - grimeren Prinses Tuuk
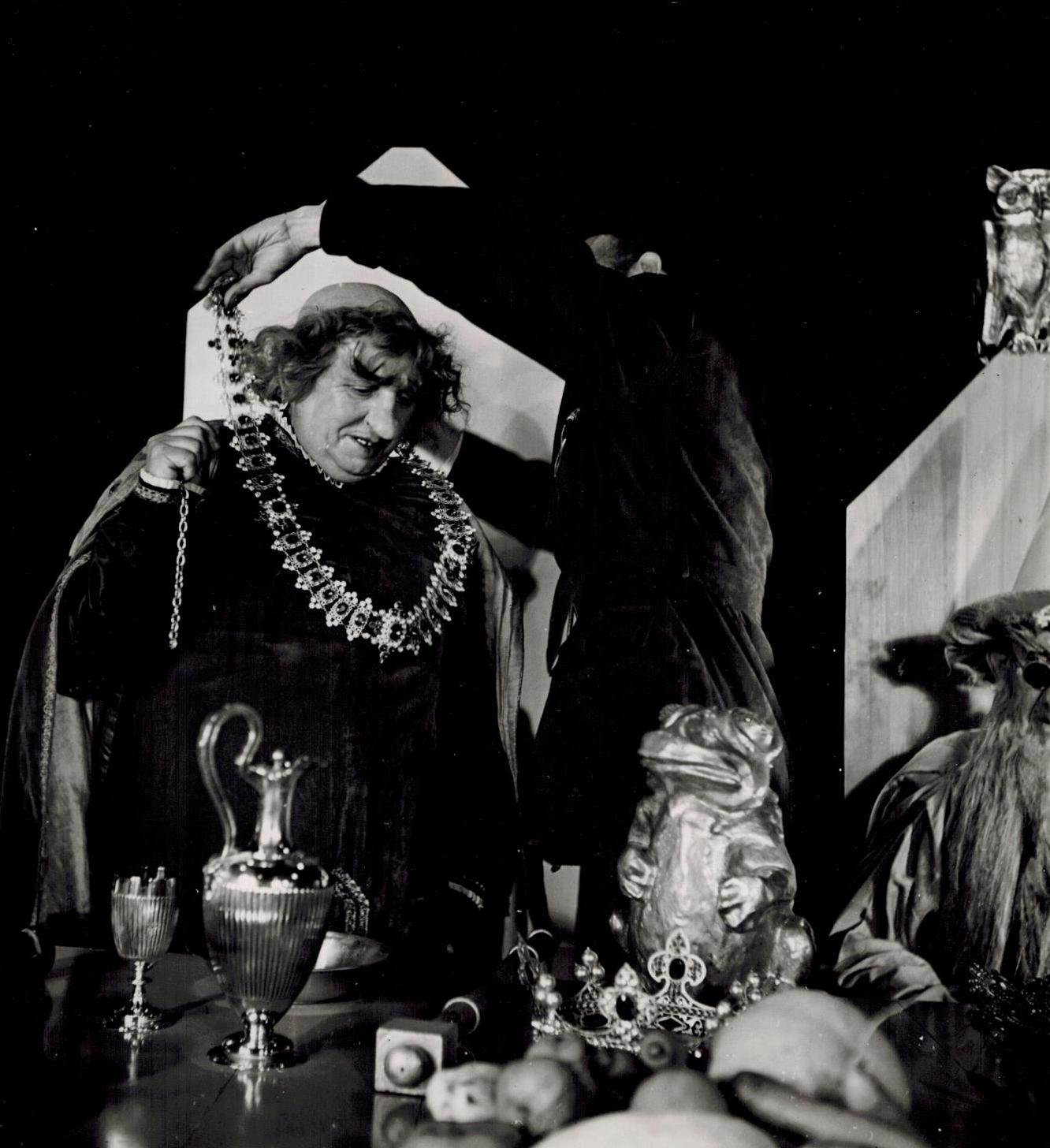
Koning Buikos
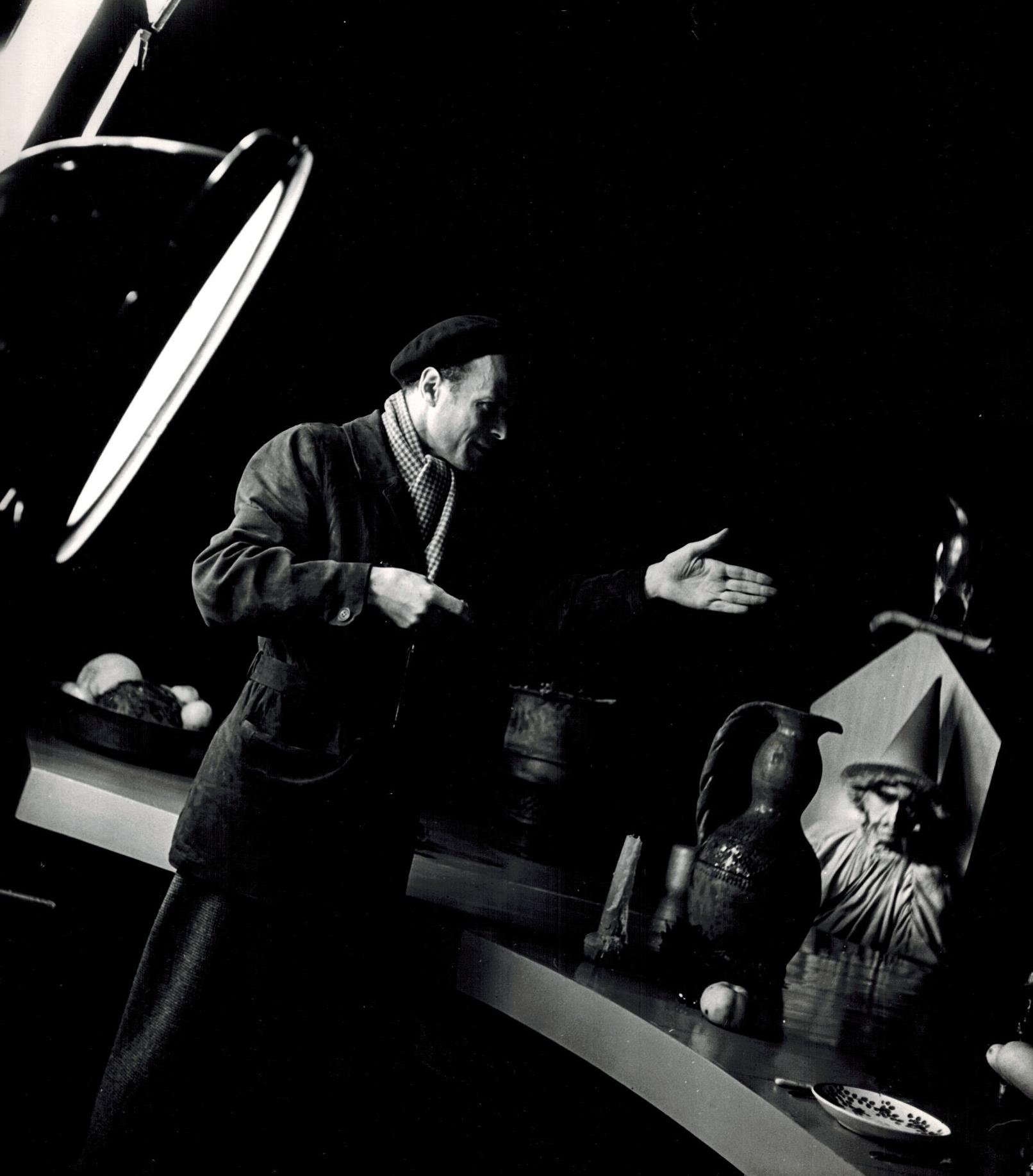
Myrte en de demonen - de regisseur geeft aanwijzingen
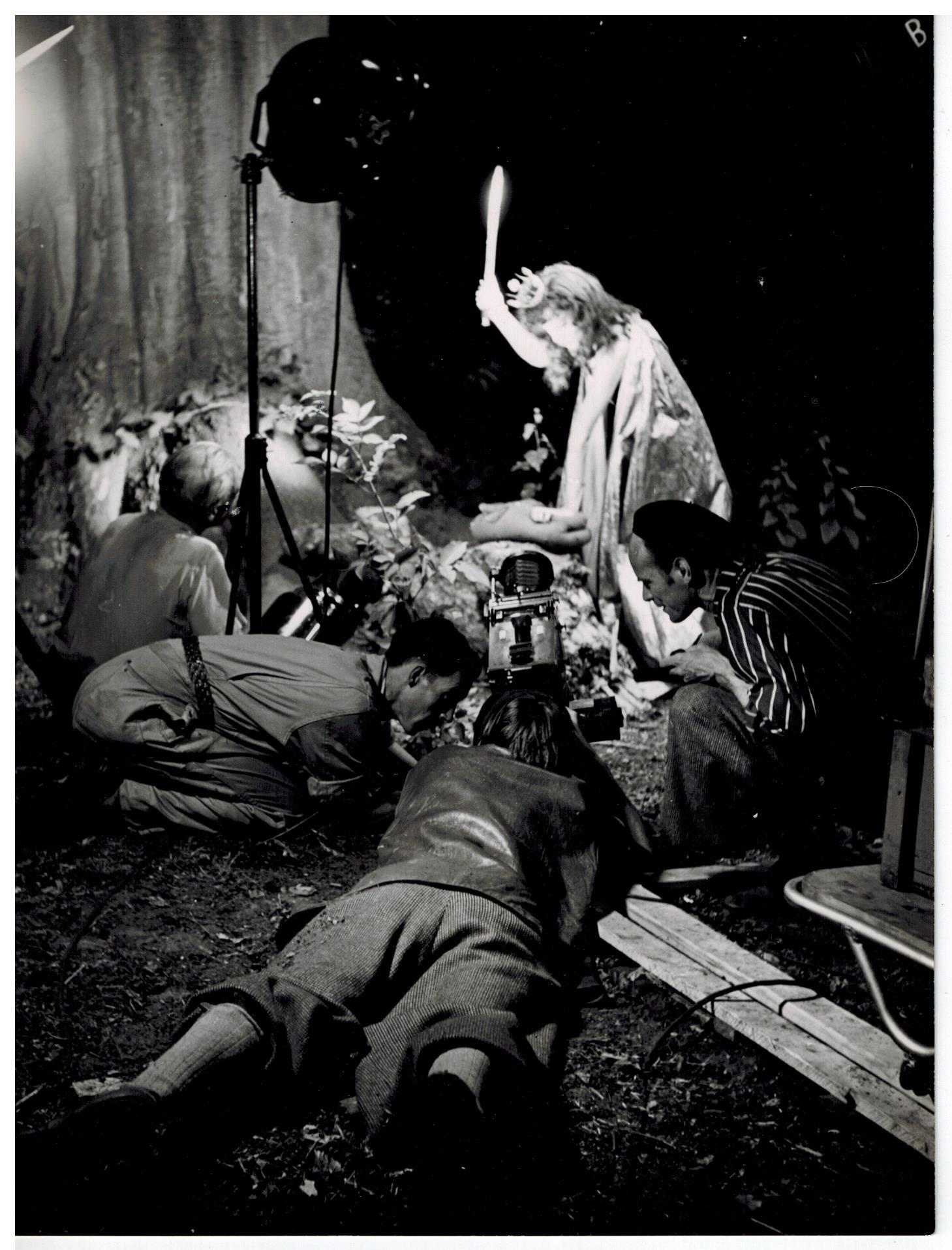
Myrte en de demonen - Dirk de Herder - Berthaanstra - Paul Schreiber
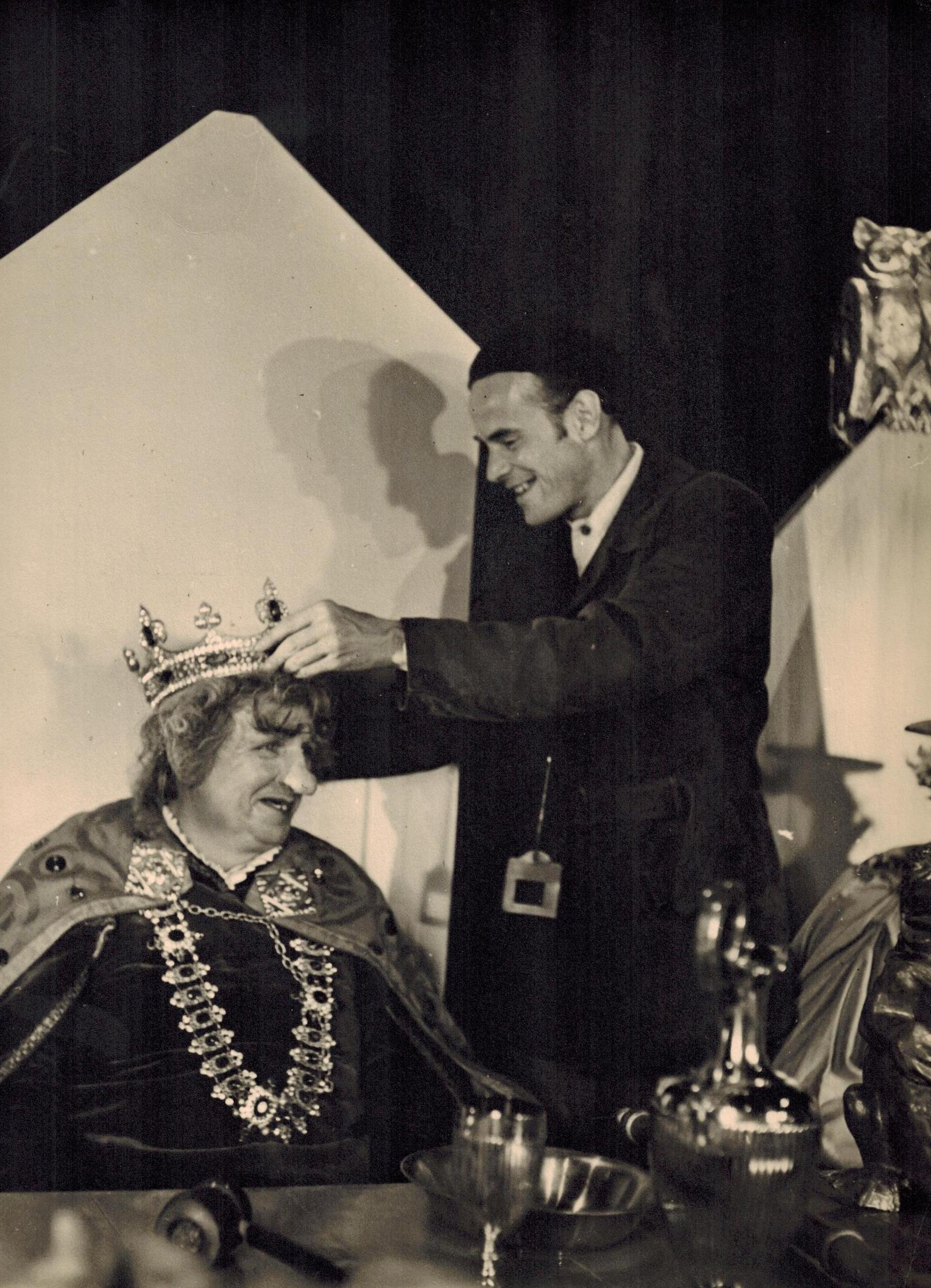
Myrte en de demonen - Paul Schreiber en Koning Buikos
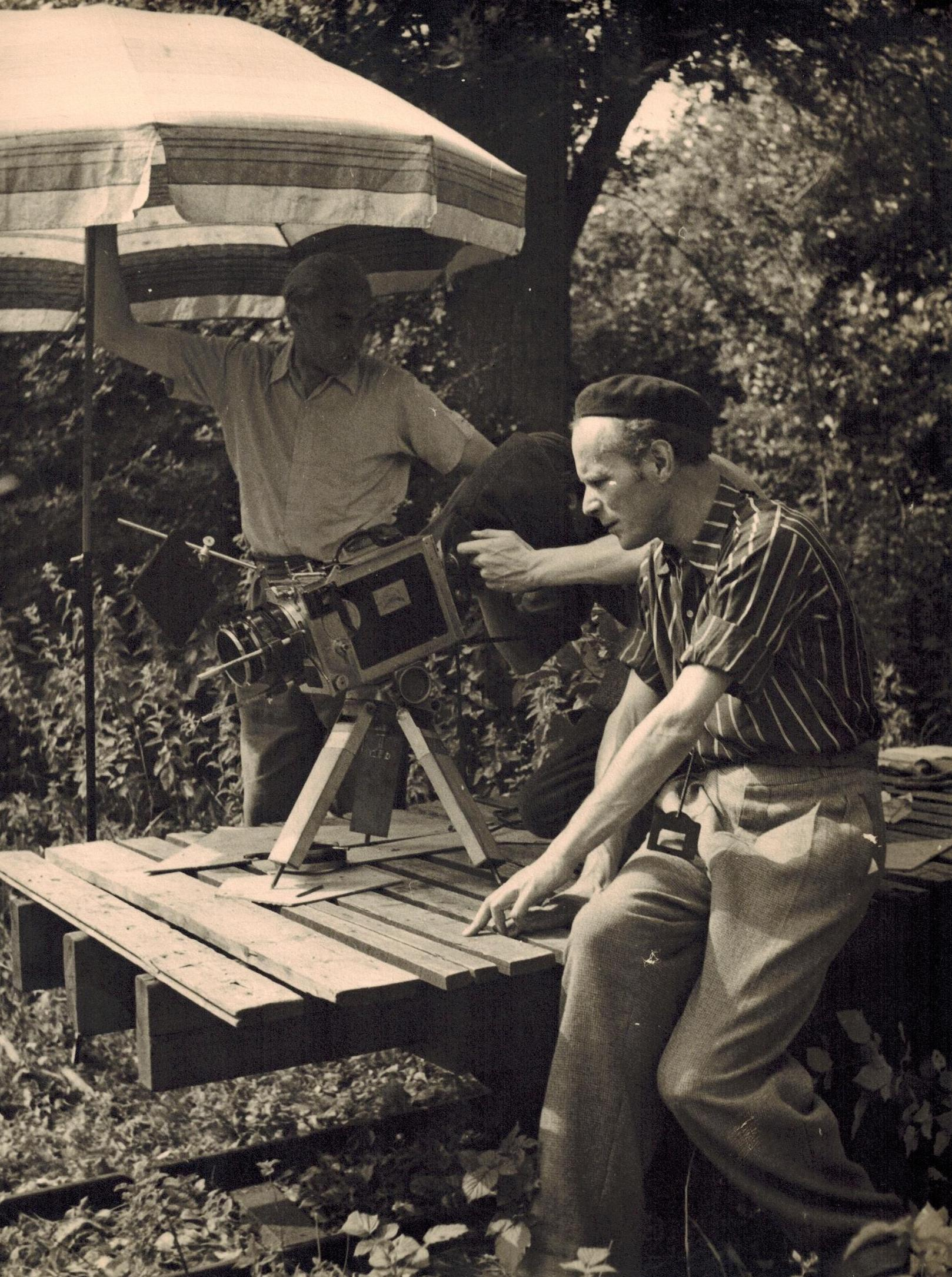
Myrte en de demonen - camera Paul Schreiber
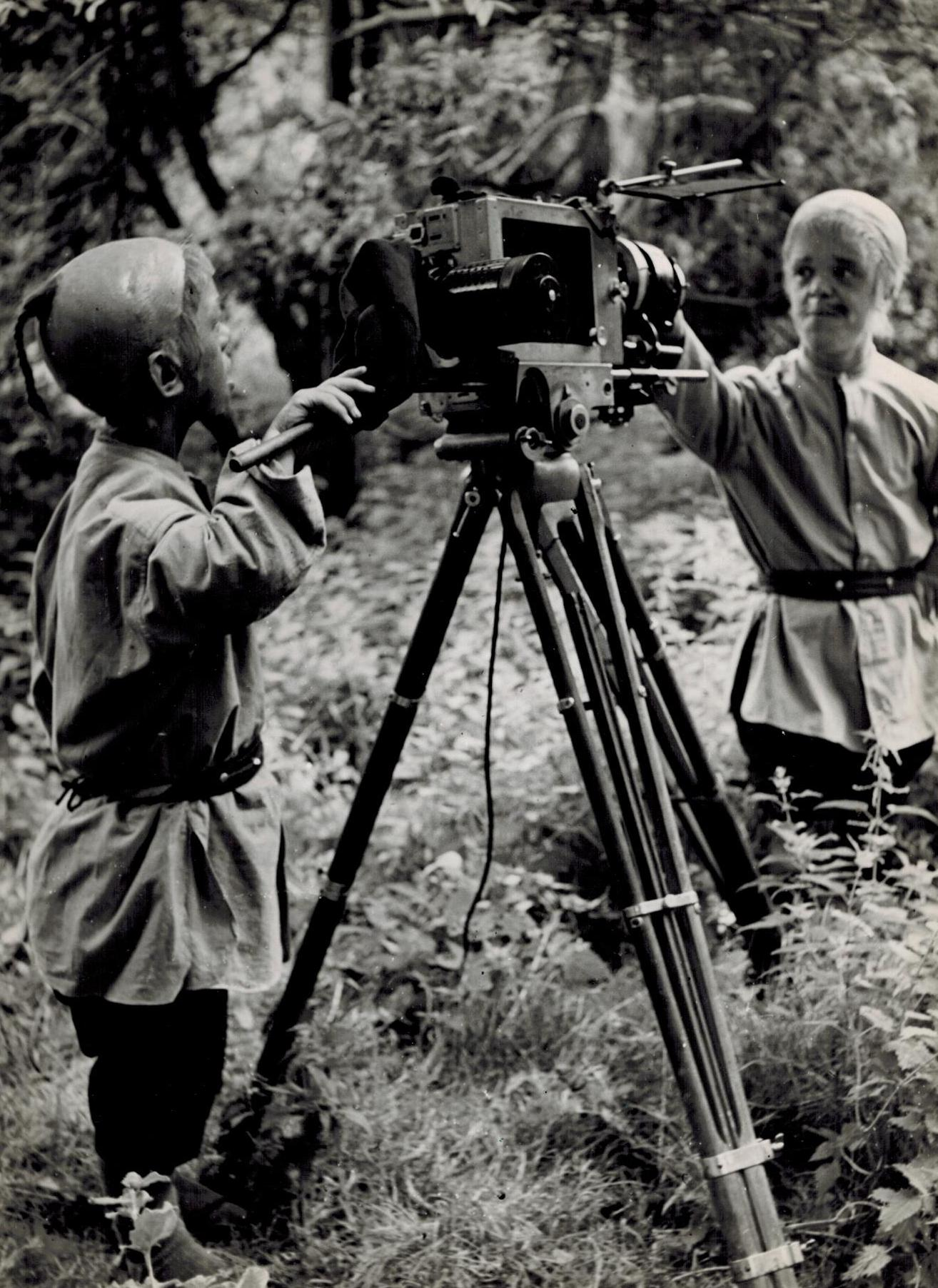
Myrte en de demonen - Bokkel en Nokkel
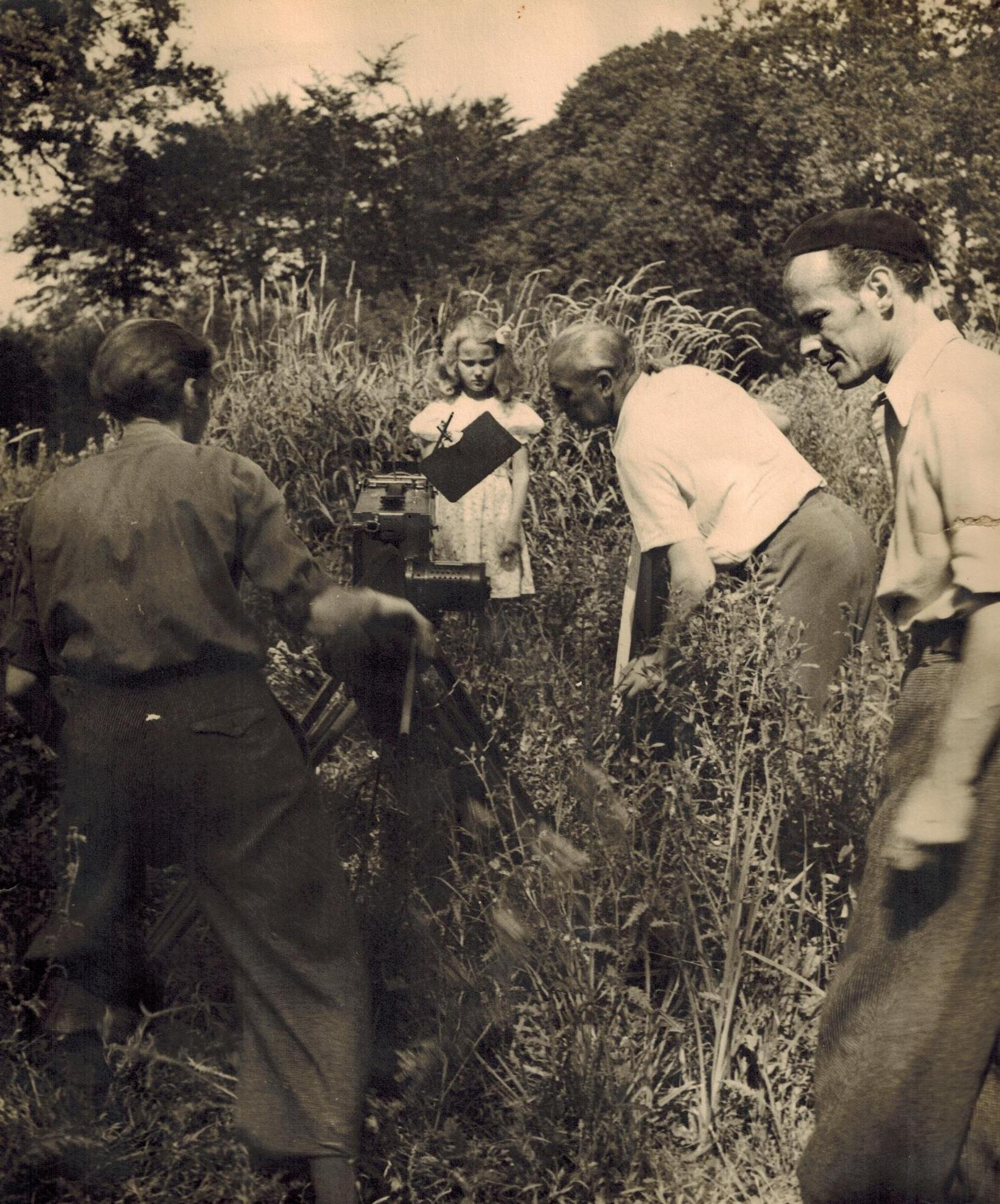
Myrte en de demonen - Camera positie
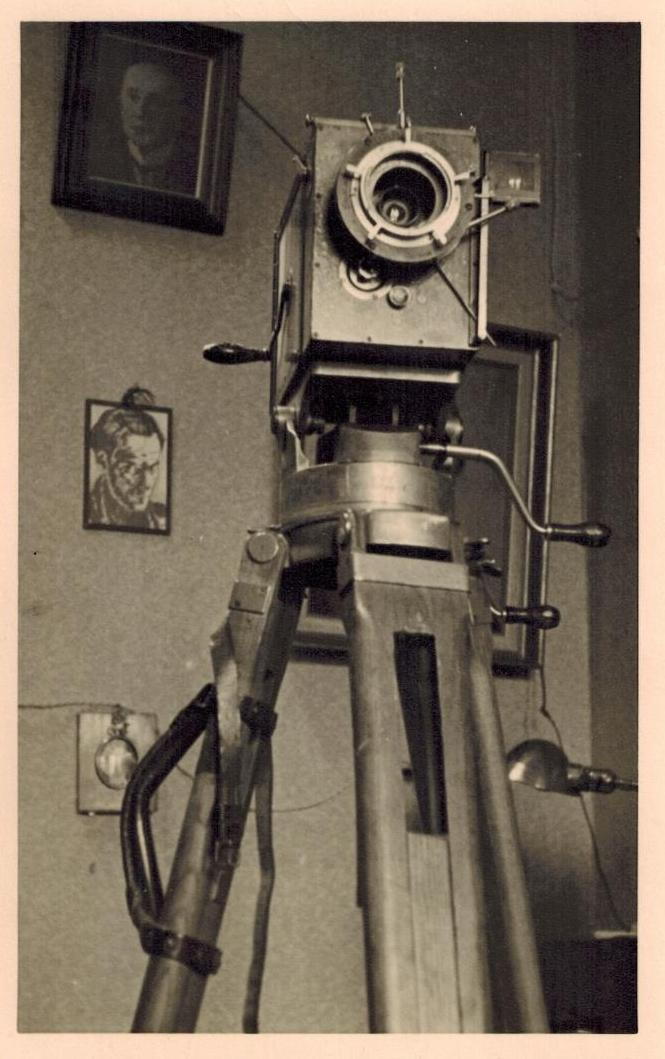
Myrte en de demonen - camera
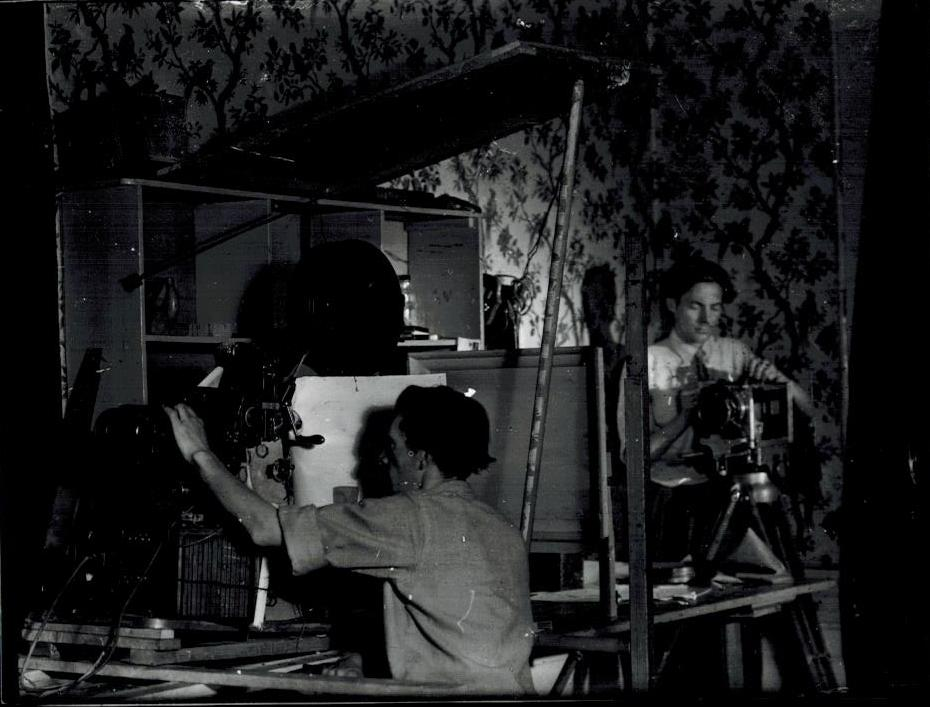
Myrte en de demonen - voorbereiding
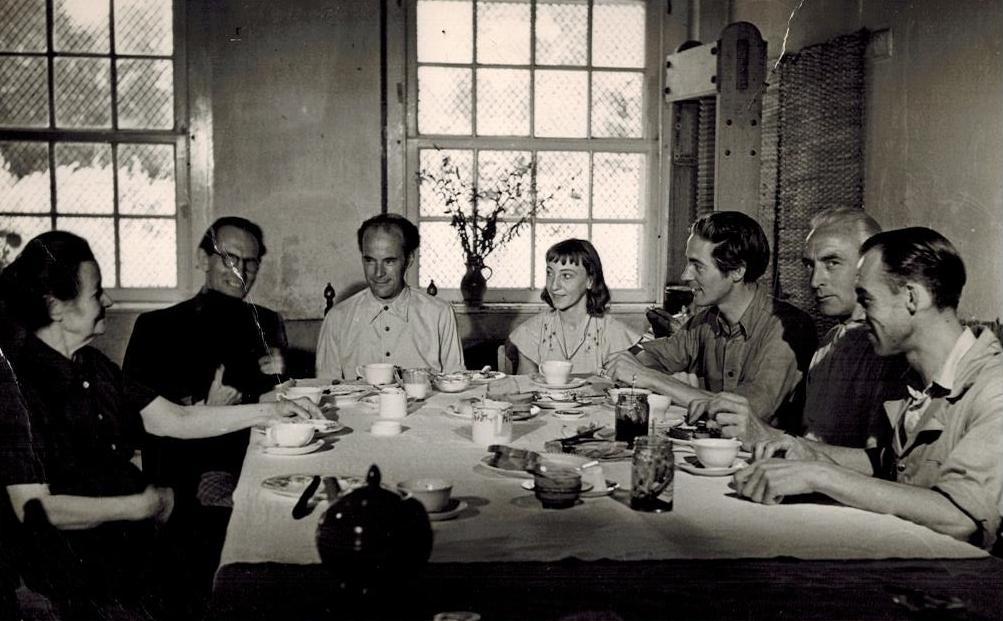
Myrte en de demonen - Huize Manpad - overleg
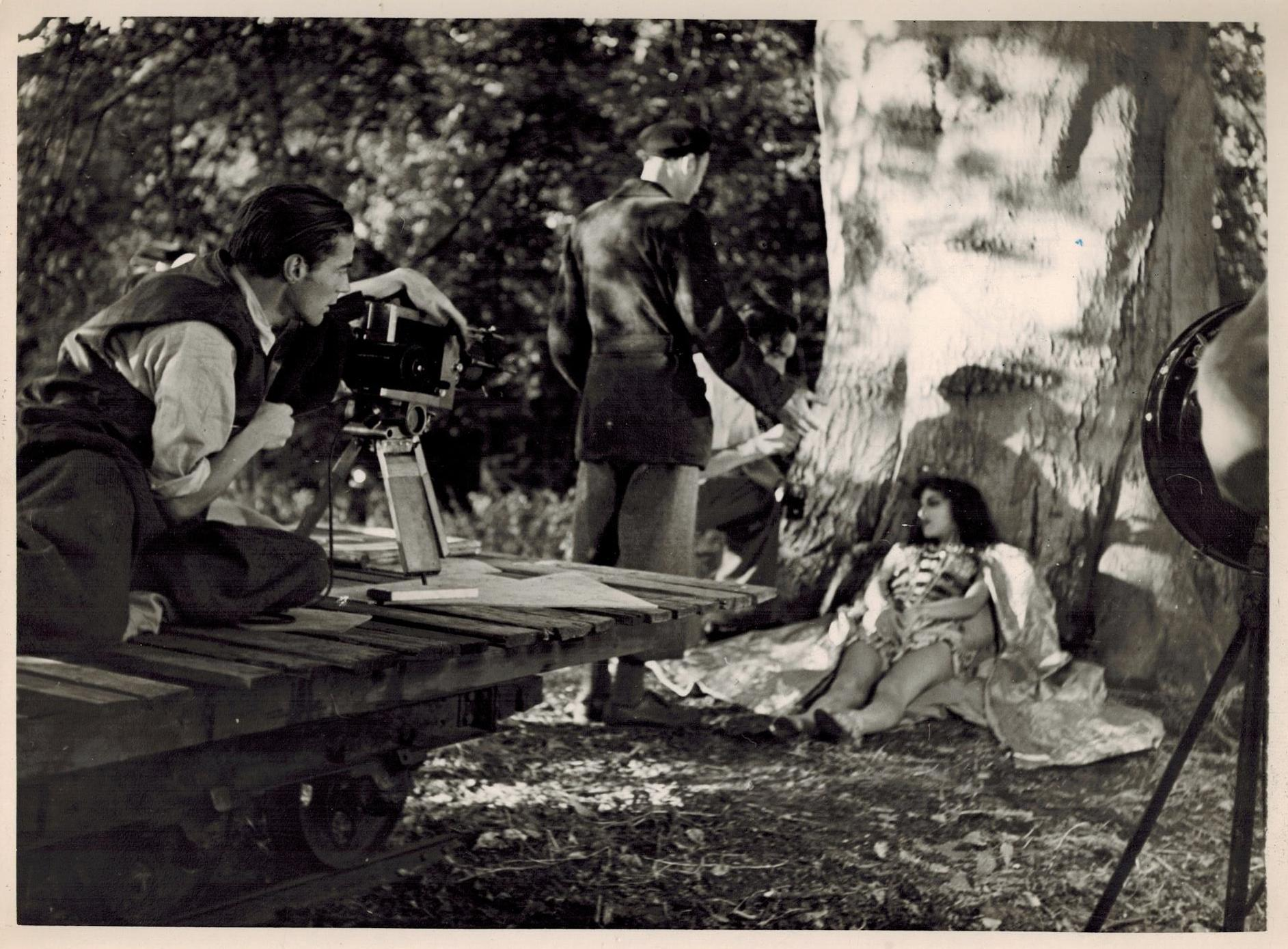
Myrte en de demonen - Bert Haanstra - Paul Schreiber - Prinses Tuuk
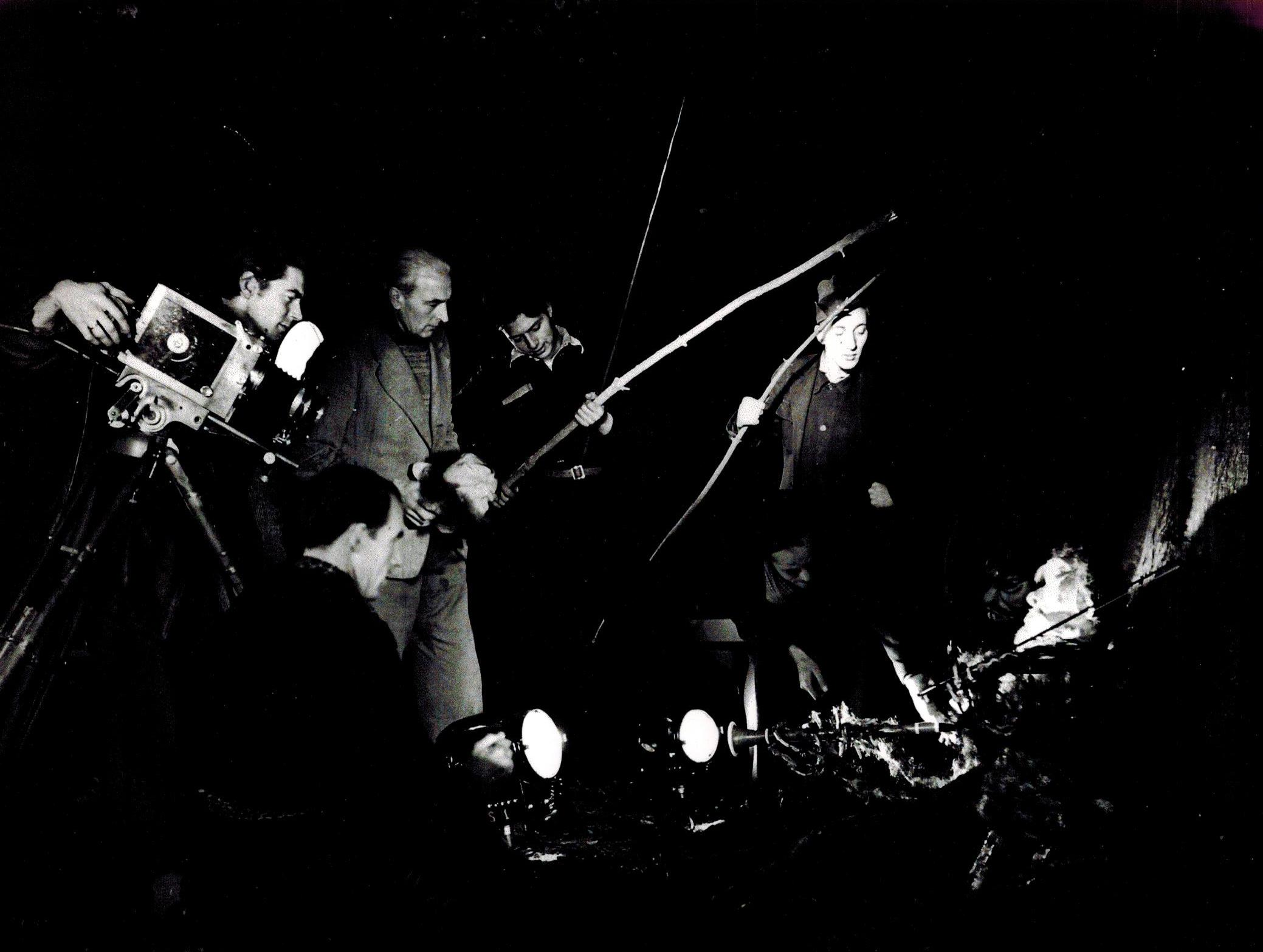
Myrte en de Demonen - Lichtinstellingen
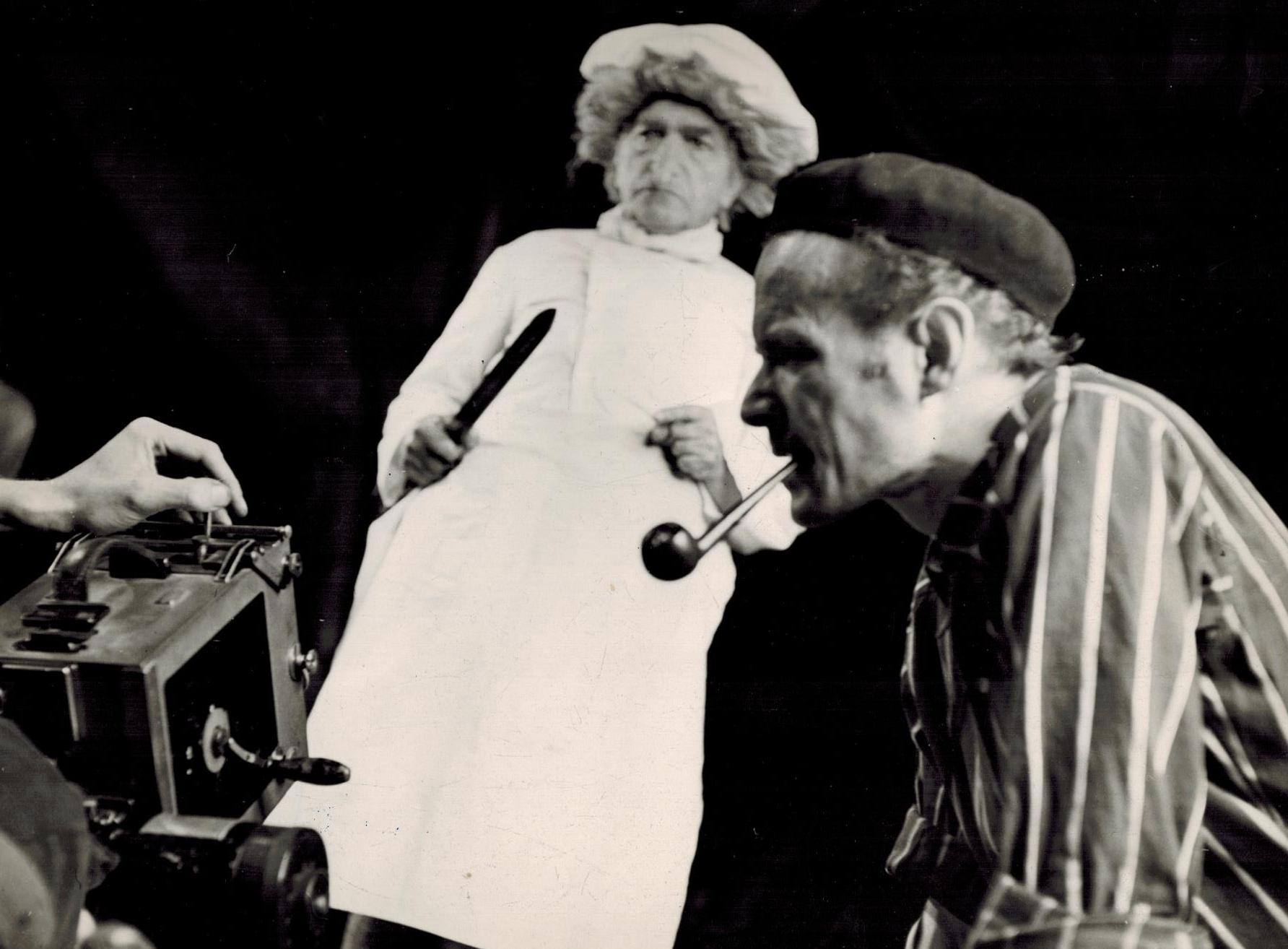
Myrte en de demonen Jan Musch - Paperlak - Hofkok en Paul Schreiber
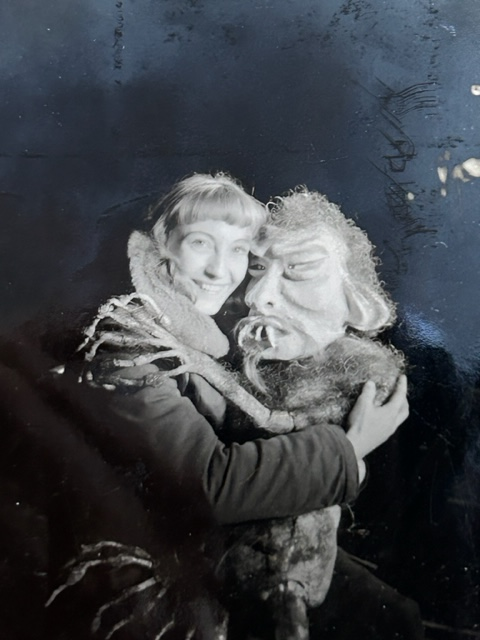
Ida Weggelaar Schreiber met bosgeest
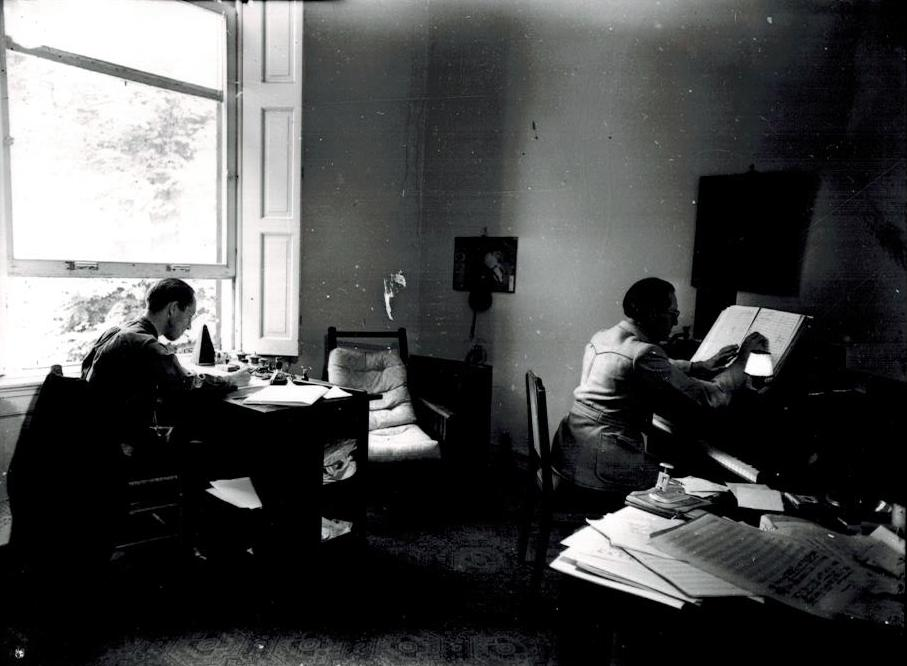
Myrte en de demonen - componeren
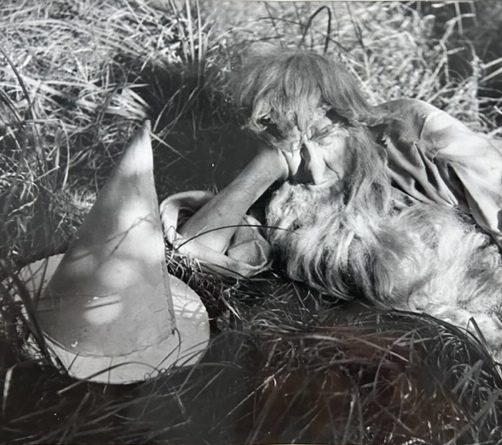
Myrte en de demonen - uitrusten

## Fotogalerie - Poppen en figuren
De onderstaande foto's, figuren en attributen zijn in privébezit en gearchiveerd in Schloss Möhren in Treuchtlingen, Duitsland.

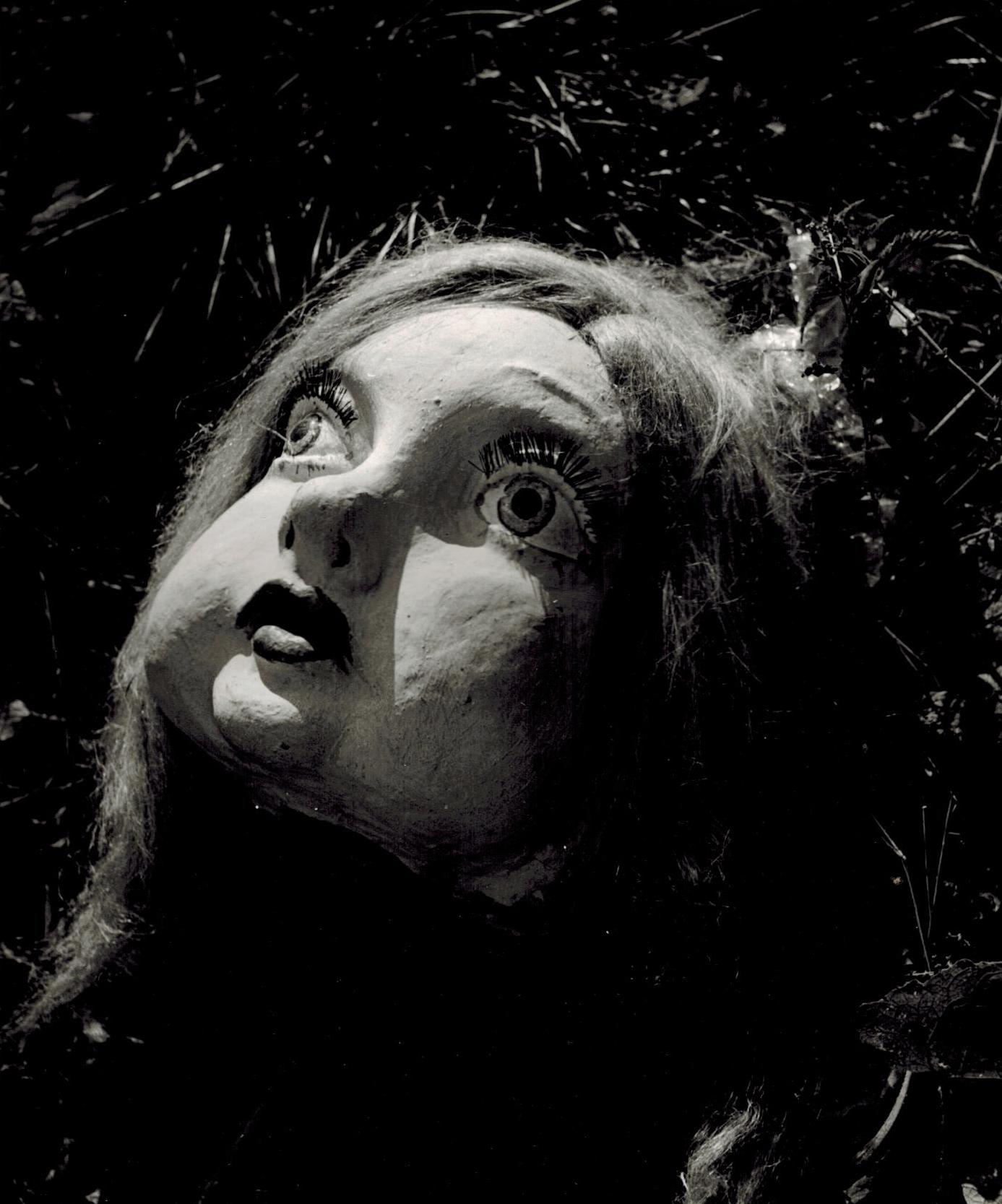
Myrte en de demonen - Pop
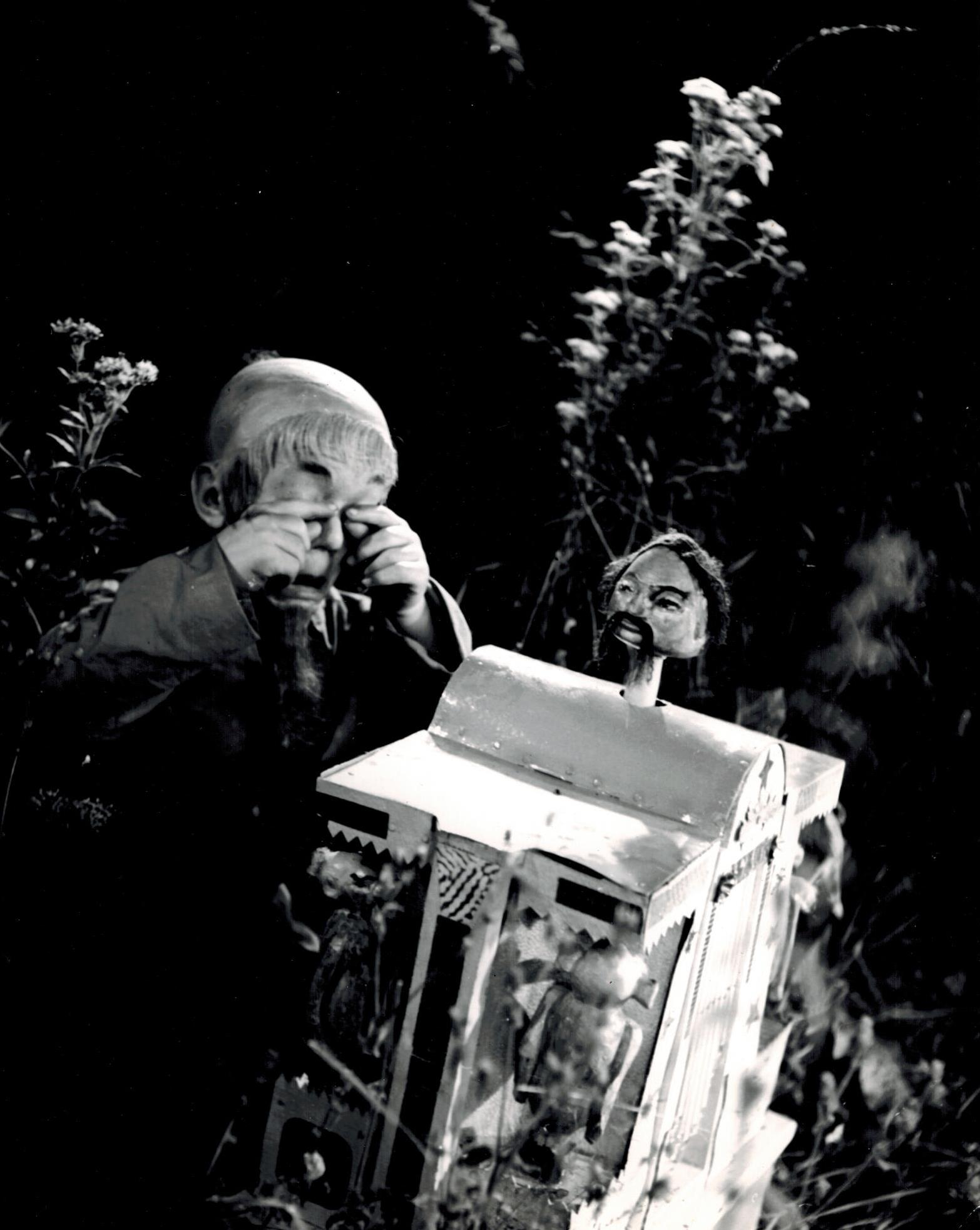
Bokkel of Nokkel met draaiorgel
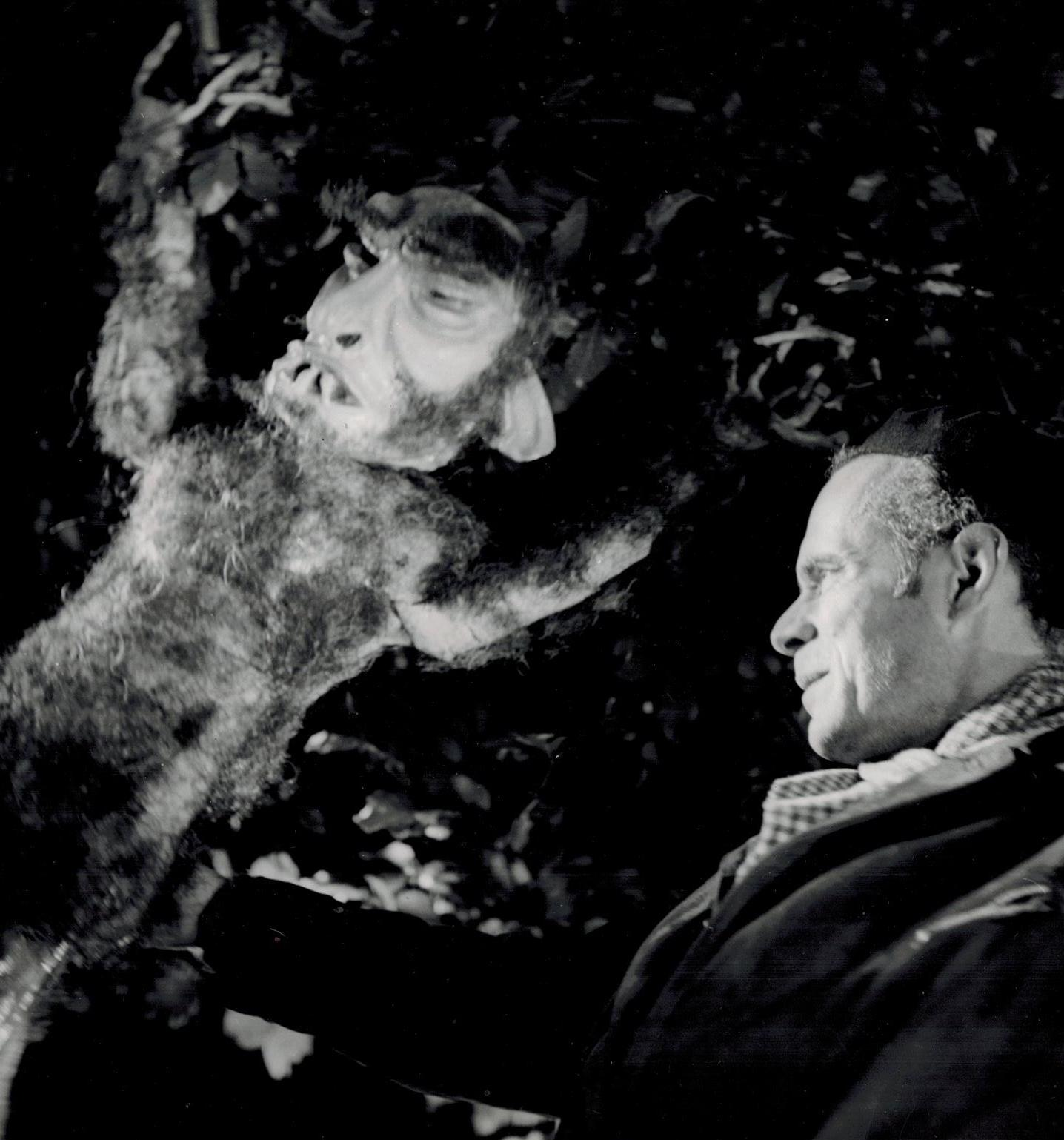
Myrte en de demonen - Paul Schreiber met een bosgeest
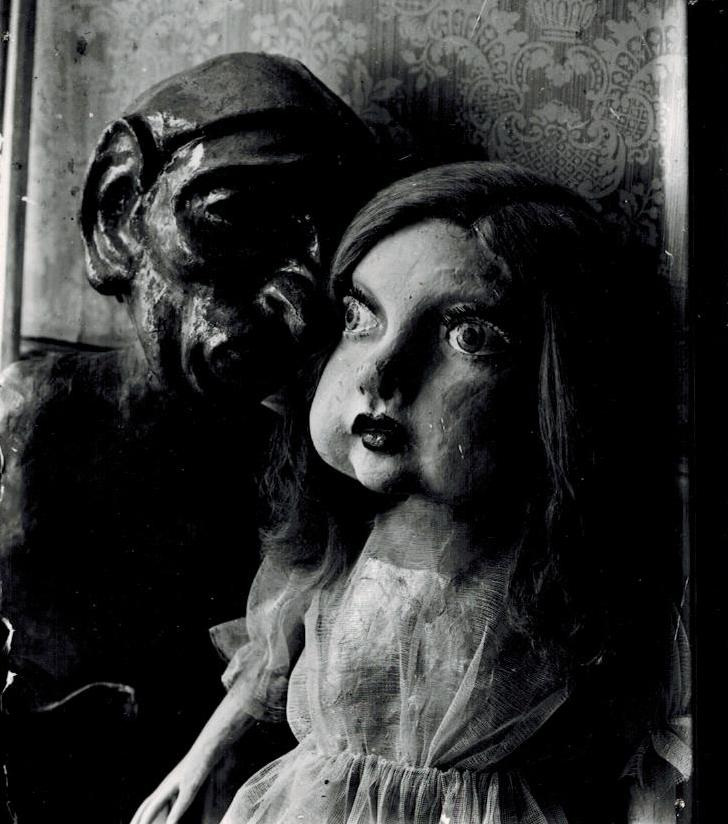
Myrte en de demonen - onbekend
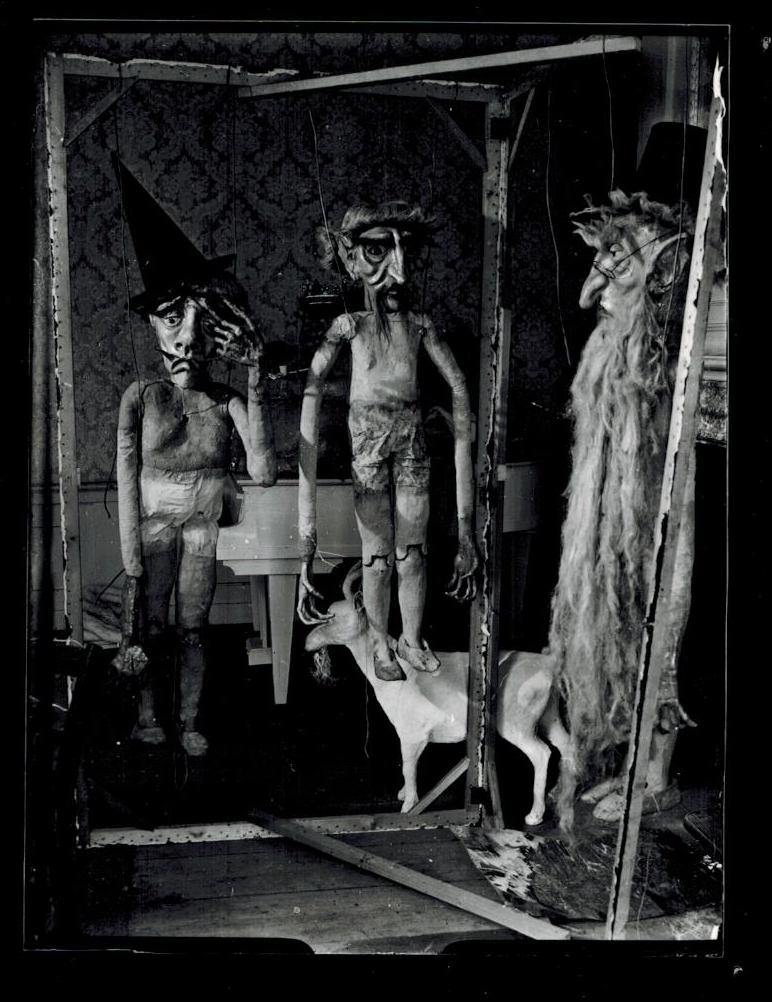
Myrte en de demonen - levensgrote marionetten
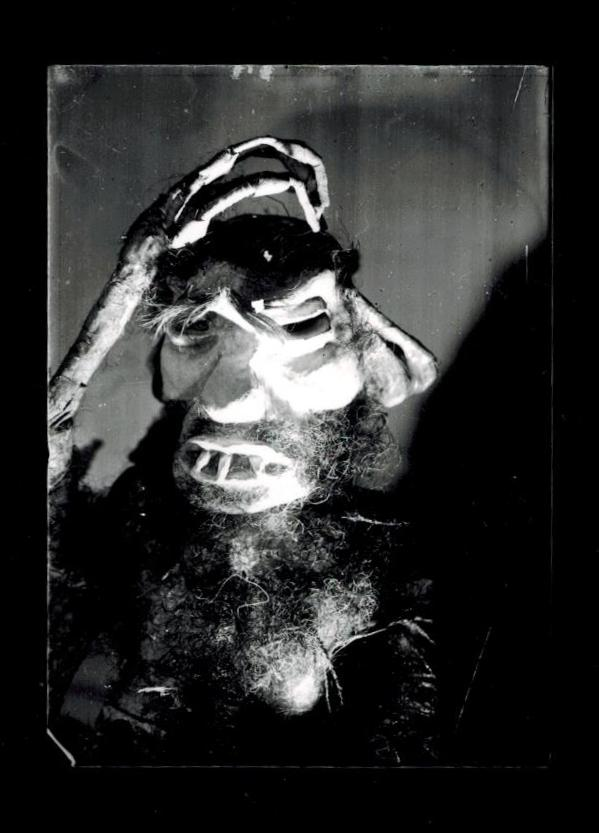
Myrte en de demonen - Bosgeest
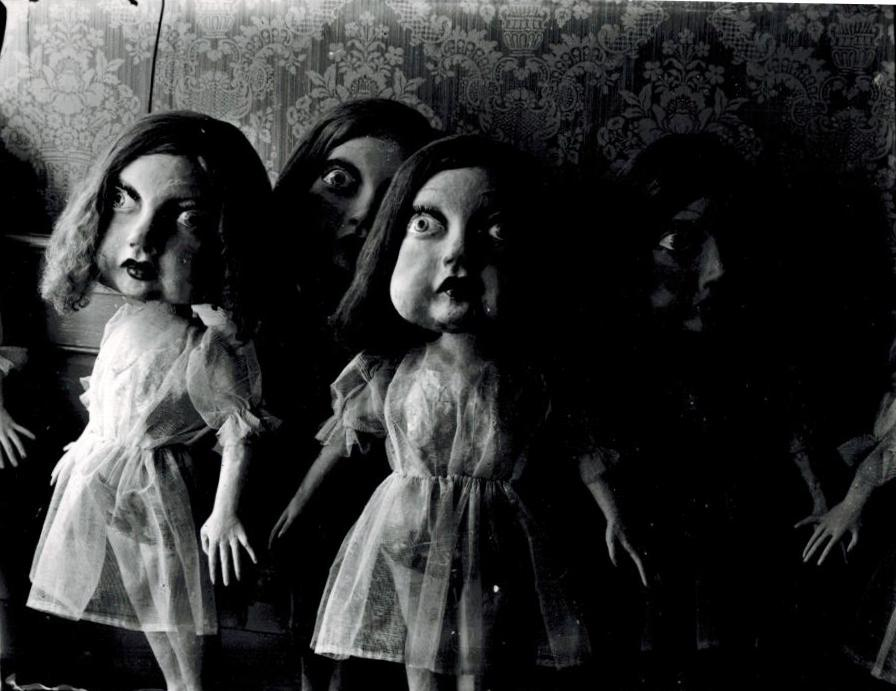
Myrte en de demonen - Poppen
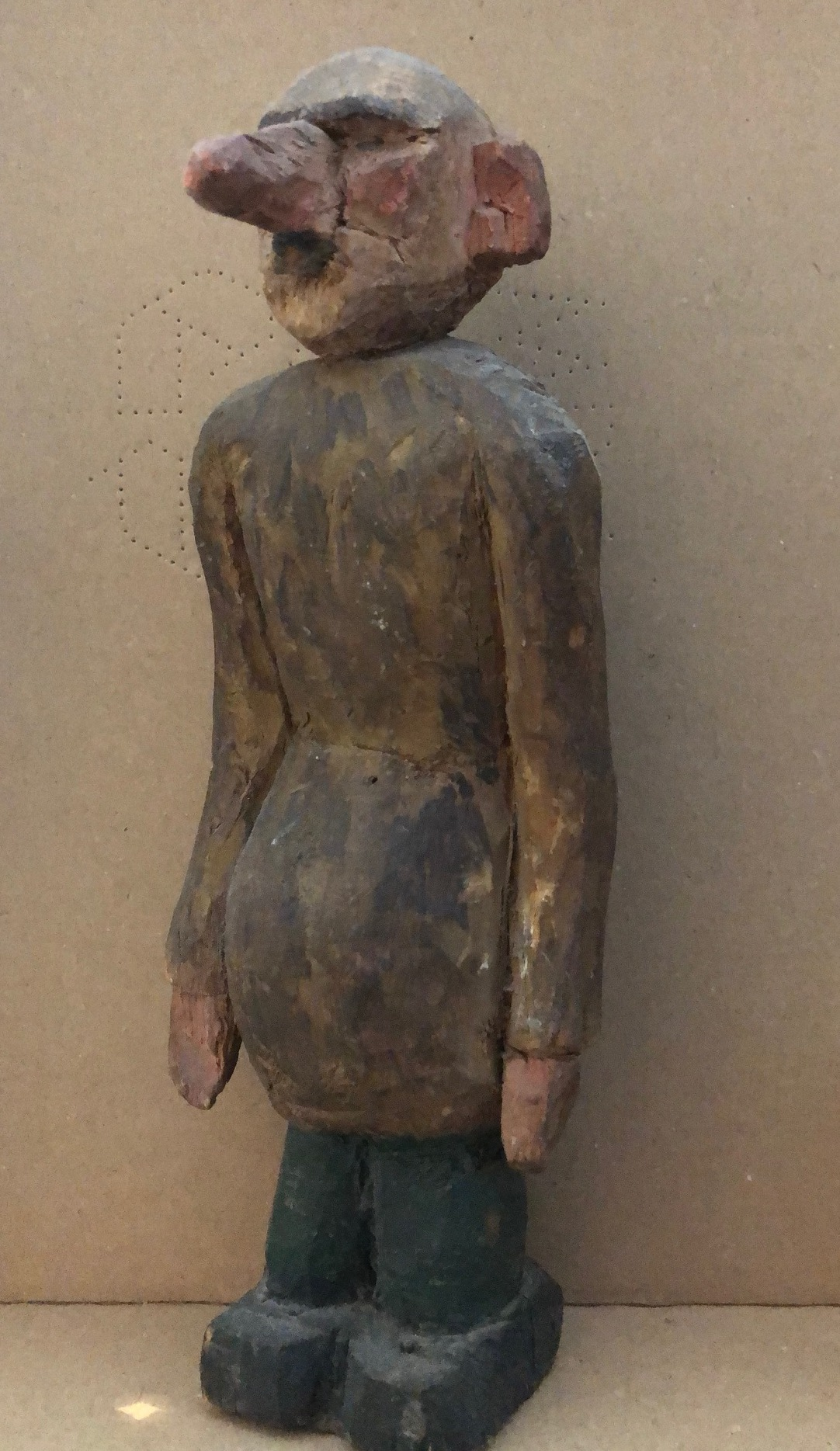
Manfiguur gesneden voor het draaiorgel van Bokkel en Nokkel
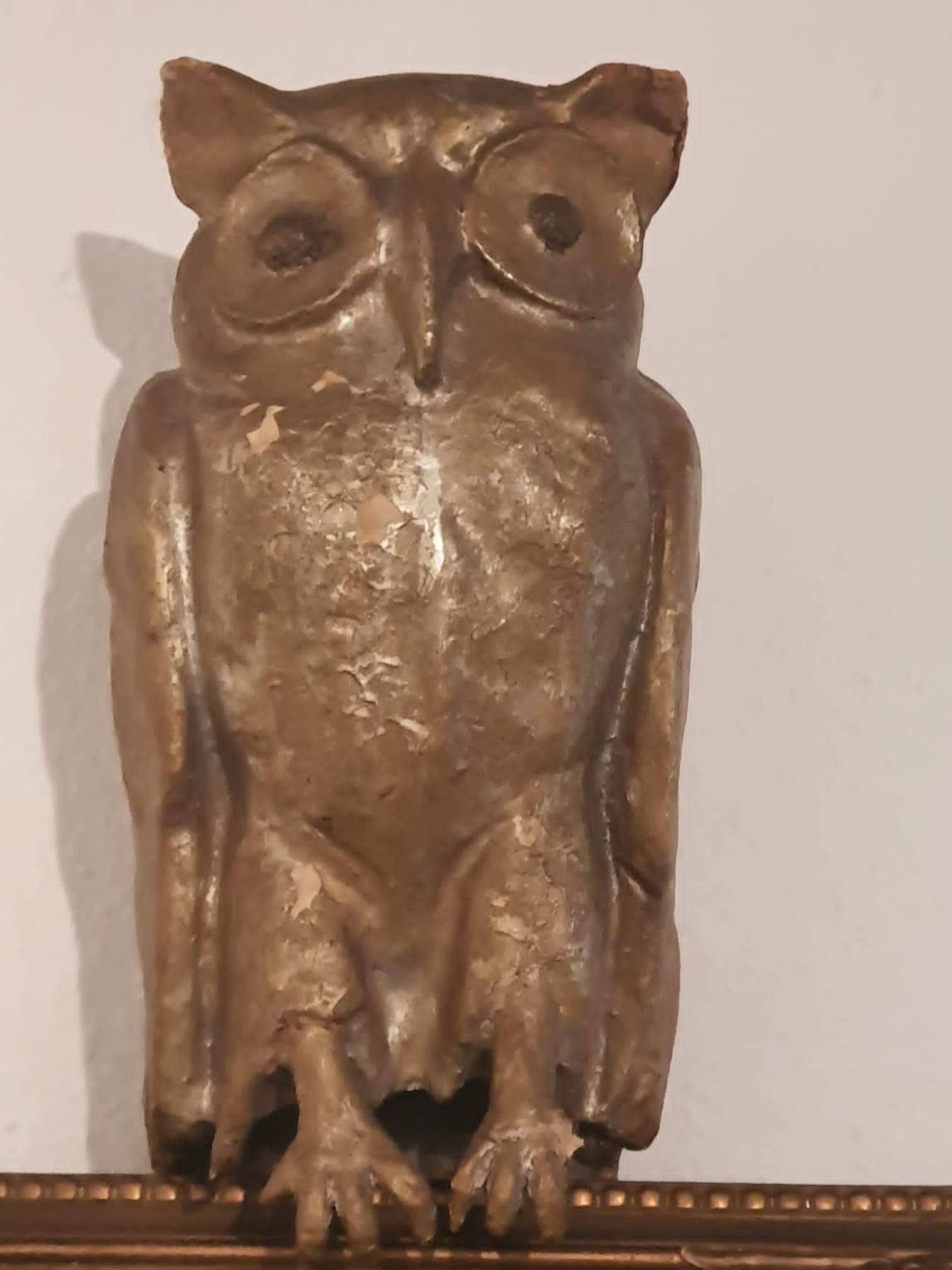
uil uit papiermache
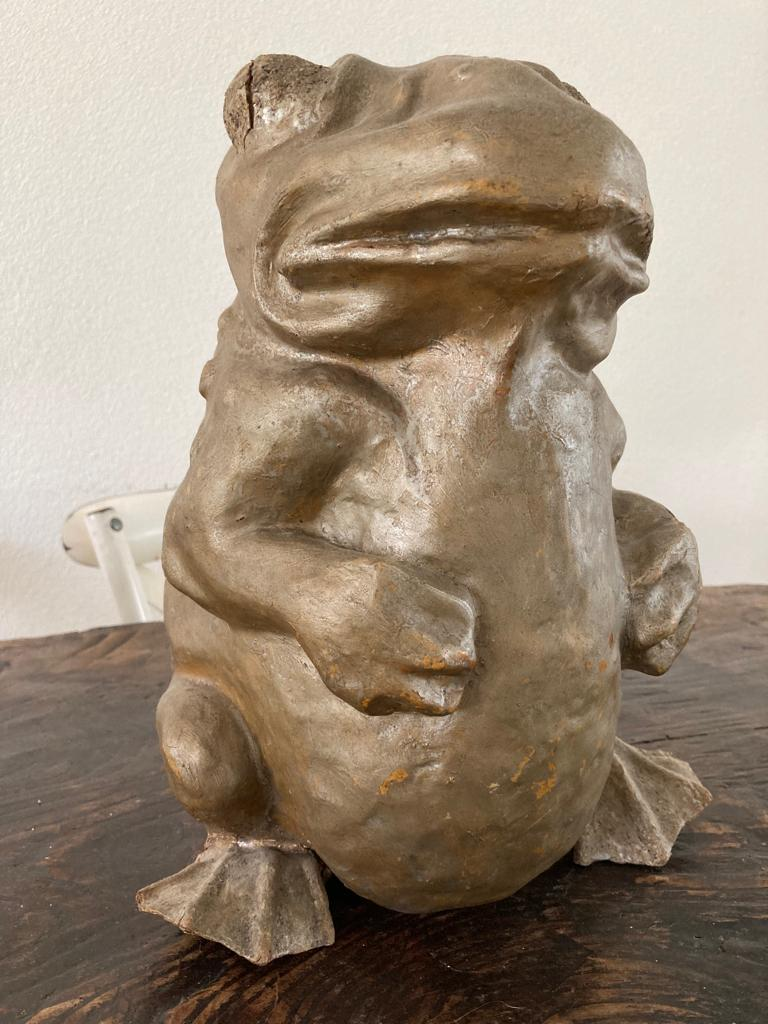
kikker uit papiermache
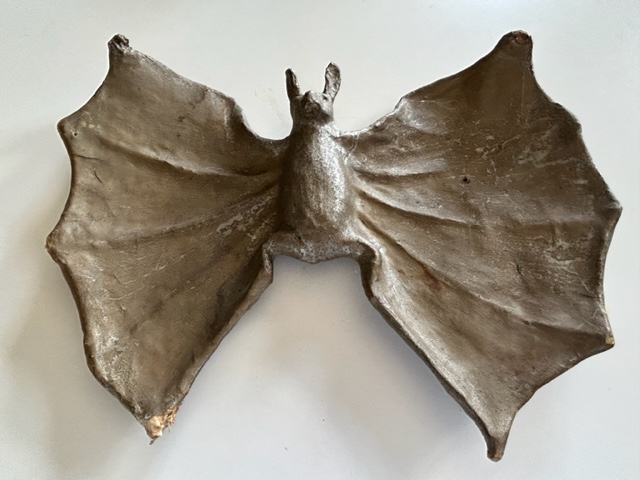
vleermuis uit papiermache
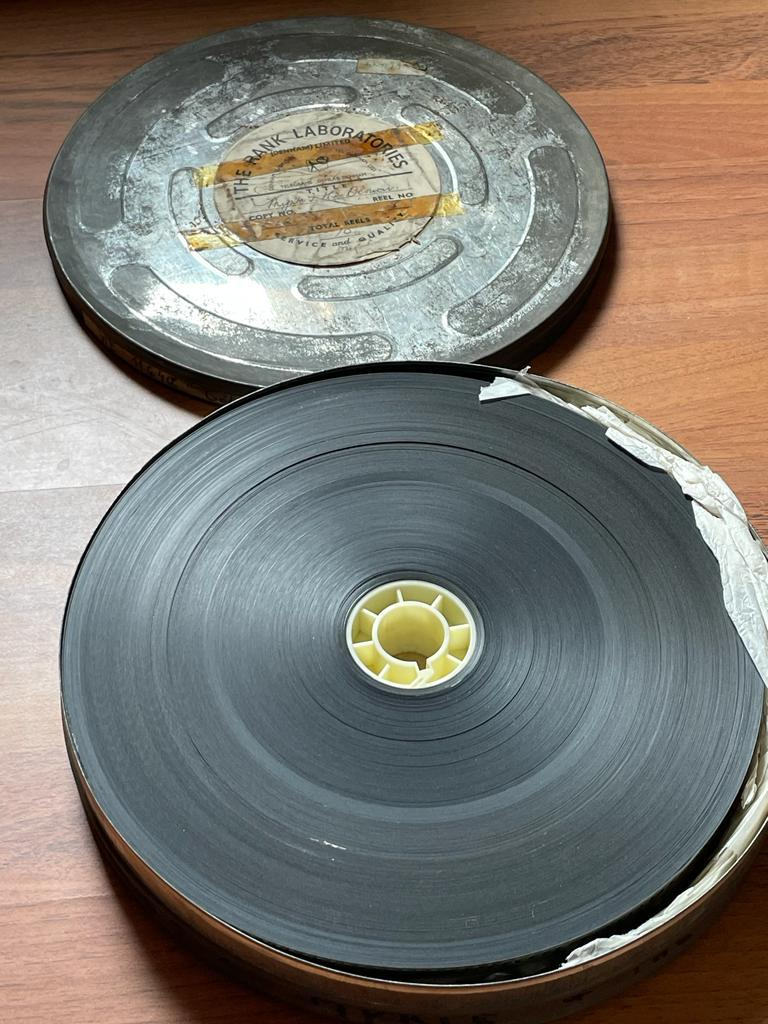
Myrte en de demonen 35mm Film - The Rank Laboratories Denham

## Fotogalerie - Negatieven
De onderstaande negatieven zijn in privébezit en gearchiveerd in Schloss Möhren in Treuchtlingen, Duitsland.

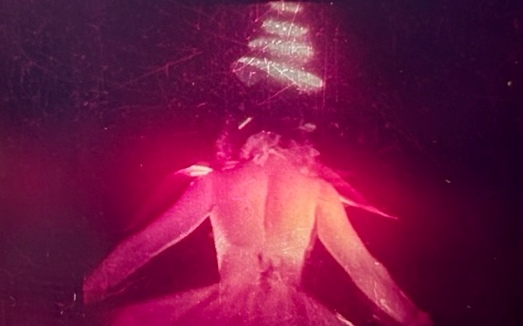
Negatief - Marie Jeanne van der Veen - Ballerina
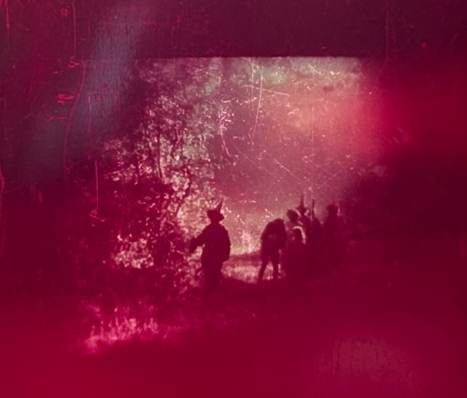
Negatief - Theo van Vliet - Tovernaar - Horribos
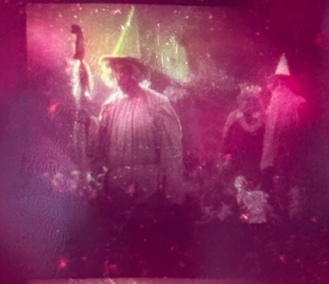
Negatief - Theo van Vliet - Tovernaar - Horribos
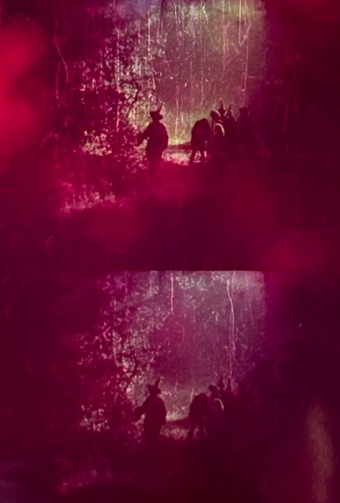
Negatief - Theo van Vliet - Tovernaar - Horribos
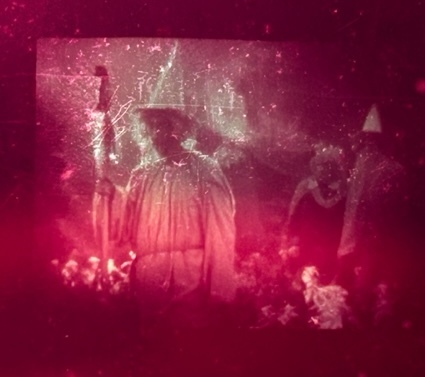
Negatief - Theo van Vliet - Tovernaar - Horribos

## Fotogalerie - opnamen London Symphony Orchestra
De onderstaande foto's en brief zijn in privébezit en gearchiveerd in Schloss Möhren in Treuchtlingen, Duitsland.

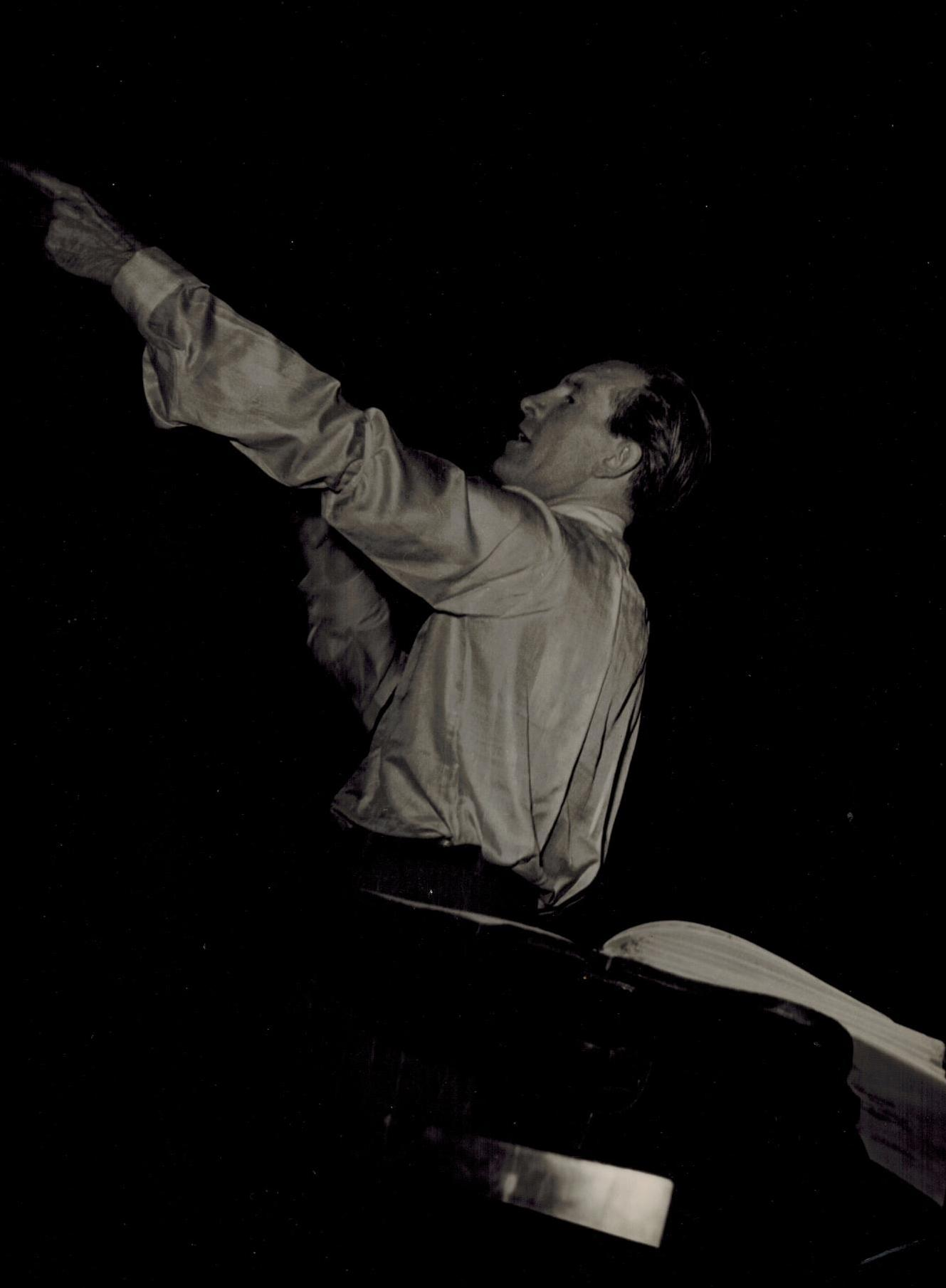
Marinus Adam - dirigent - componist
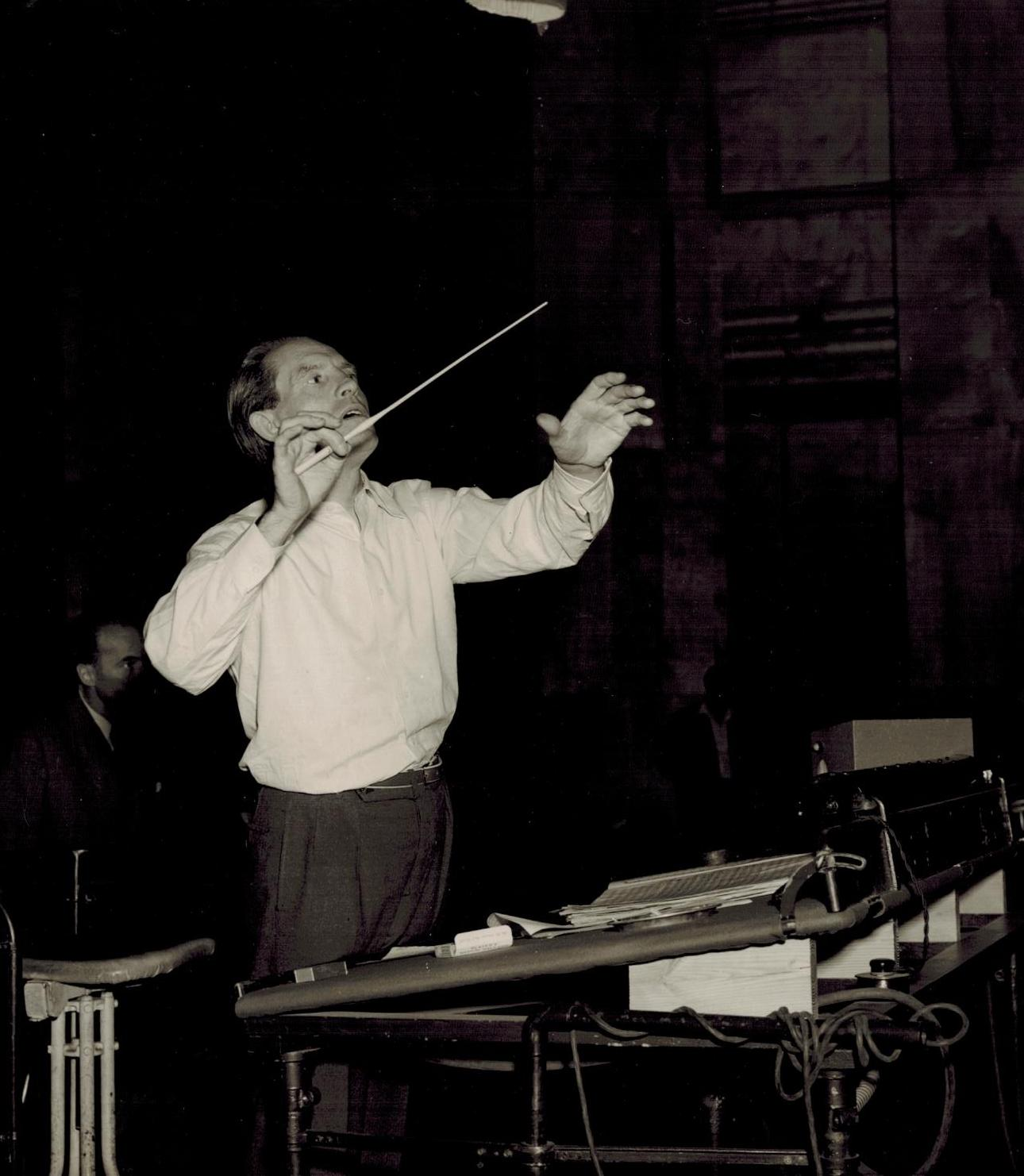
Myrte en de demonen -Marinus Adam - dirigent
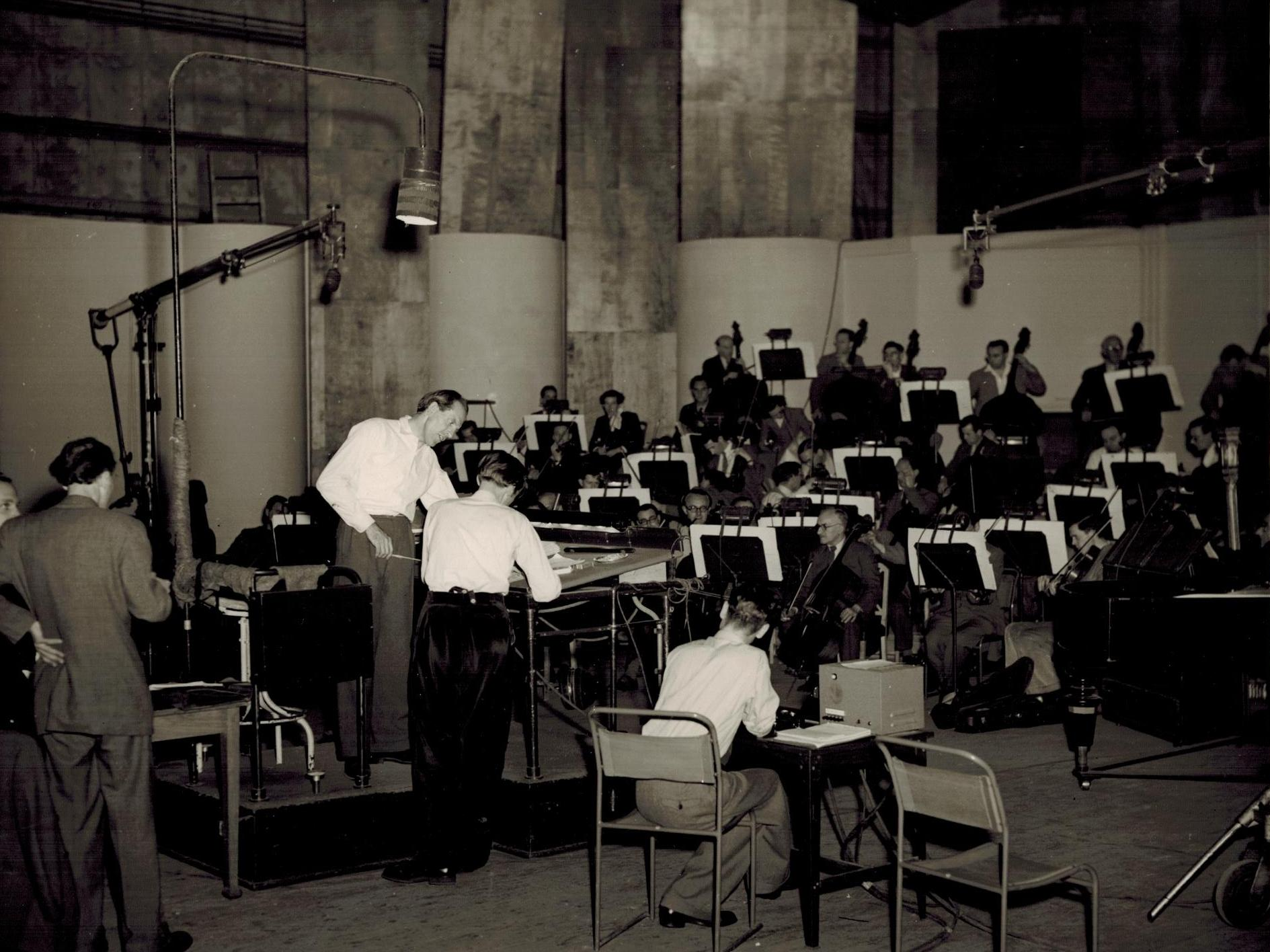
Myrte en de demonen - London Philharmonic Orchestra
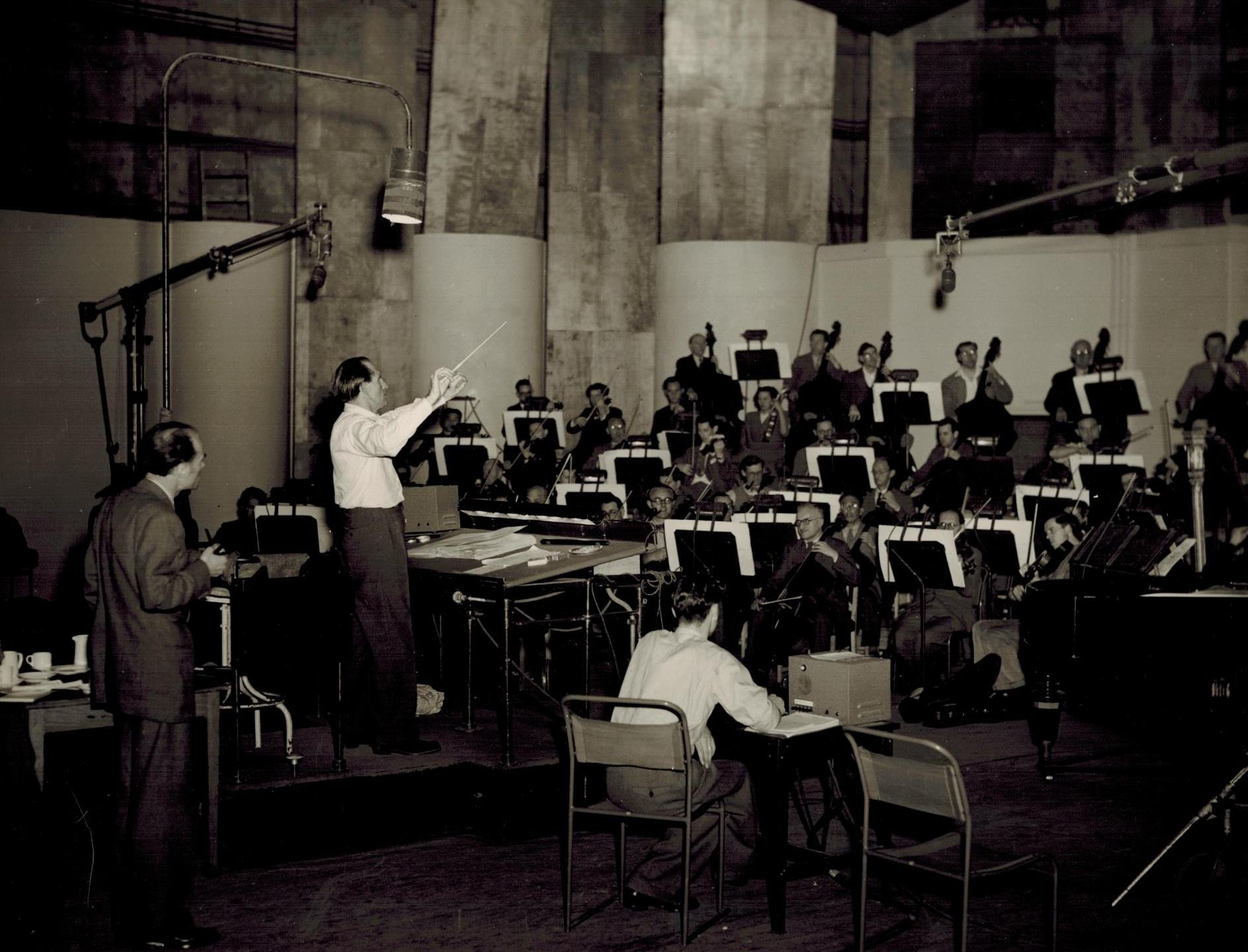
Myrte en de demonen - London Philharmonic Orchestra - Paul Schreiber
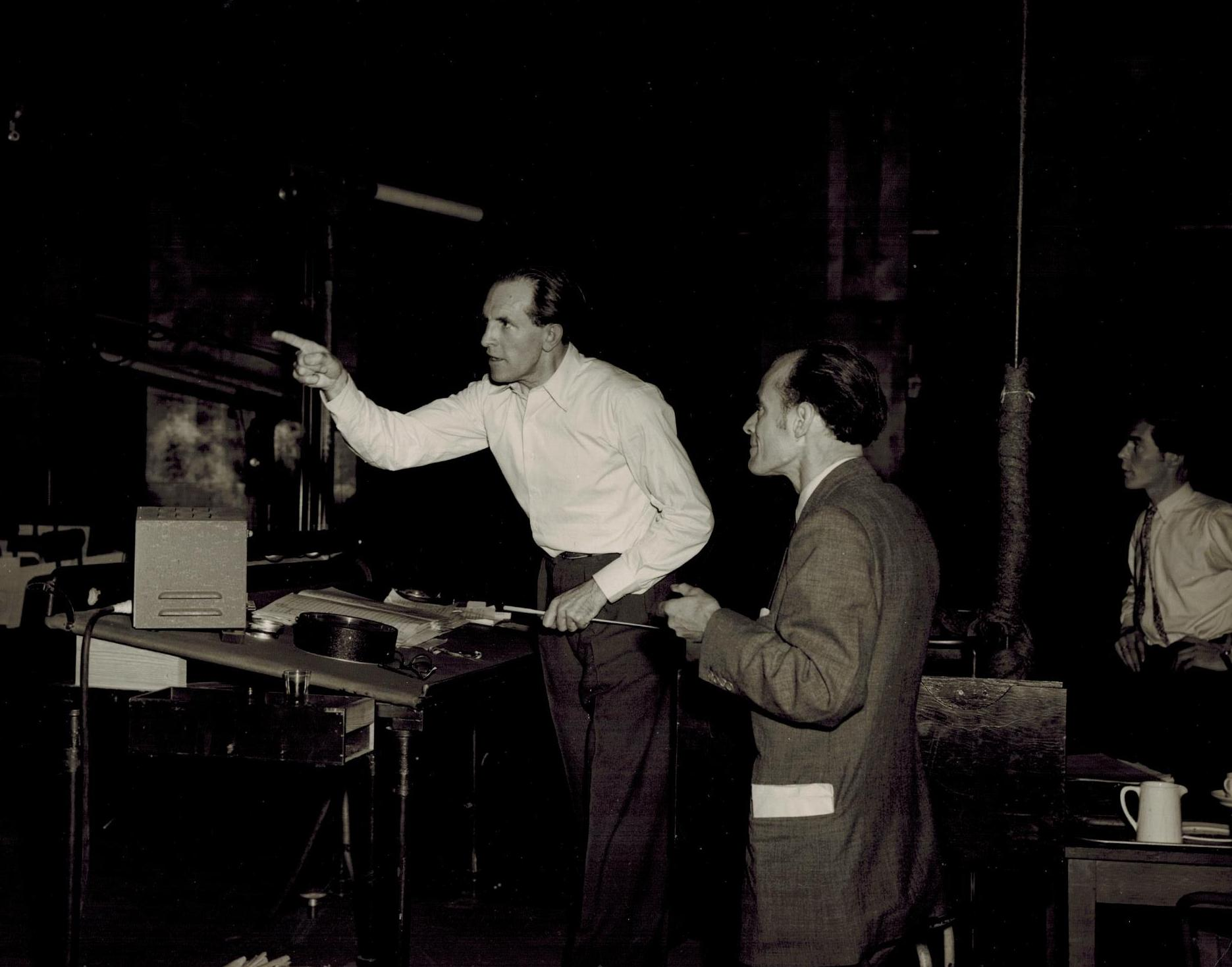
Myrte en de demonen - London Philharmonic Orchestra - Marinus Adam
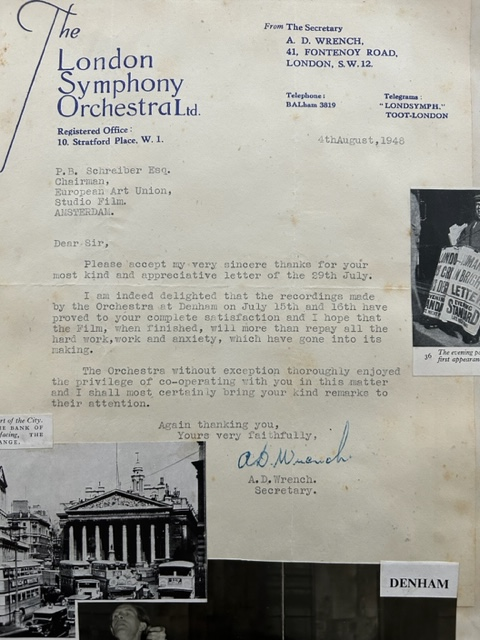
Myrte en de demonen - Letter - London Symphony Orchestrl Ltd.

## Fotogalerie - Generale repetitie gebouw v. Kunsten en Wetenschappen, Den Haag
De onderstaande foto's zijn in privébezit en gearchiveerd in Schloss Möhren in Treuchtlingen, Duitsland.

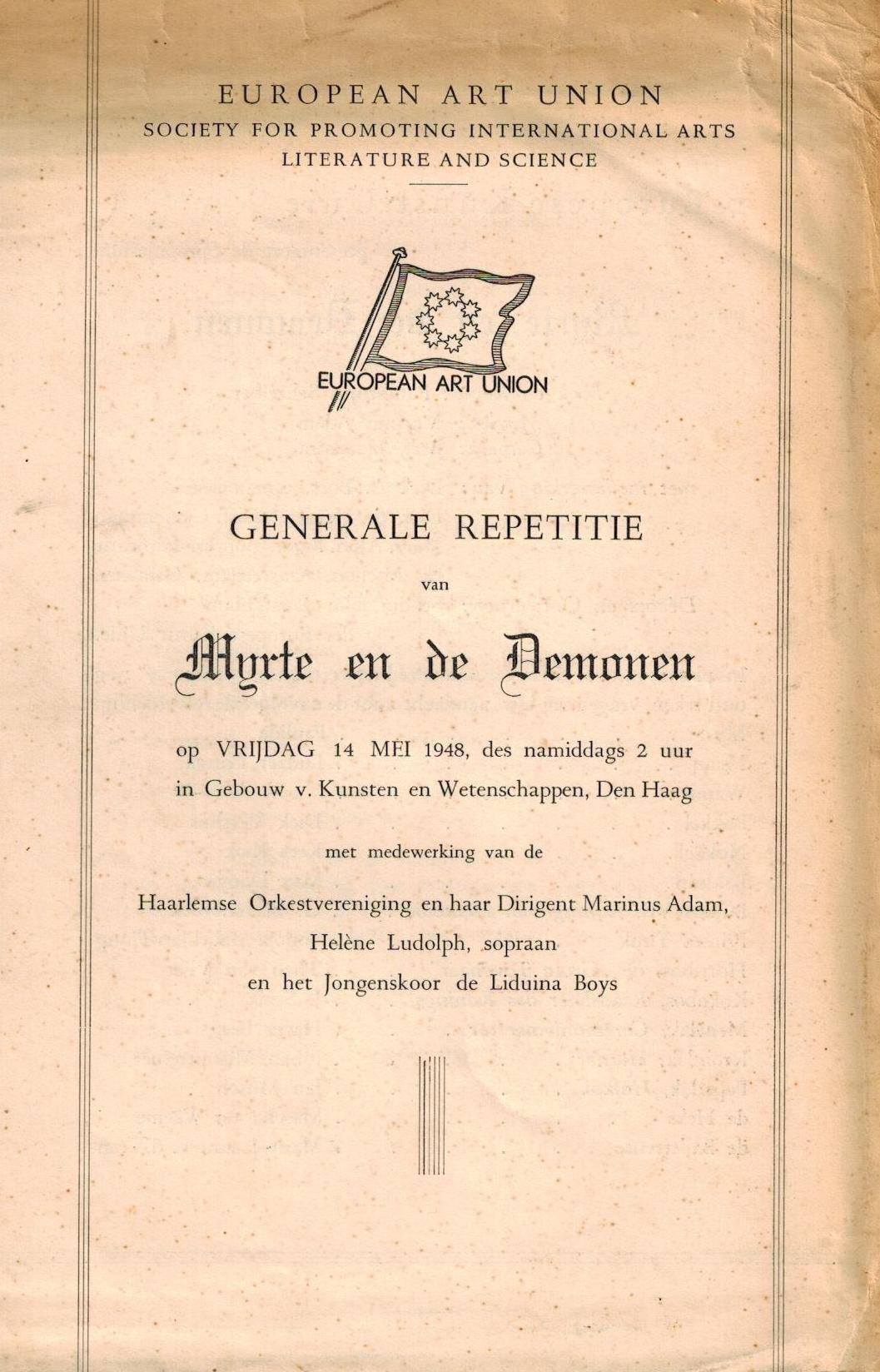
Generale repetitie in gebouw v. Kunsten en Wetenschappen - Den Haag
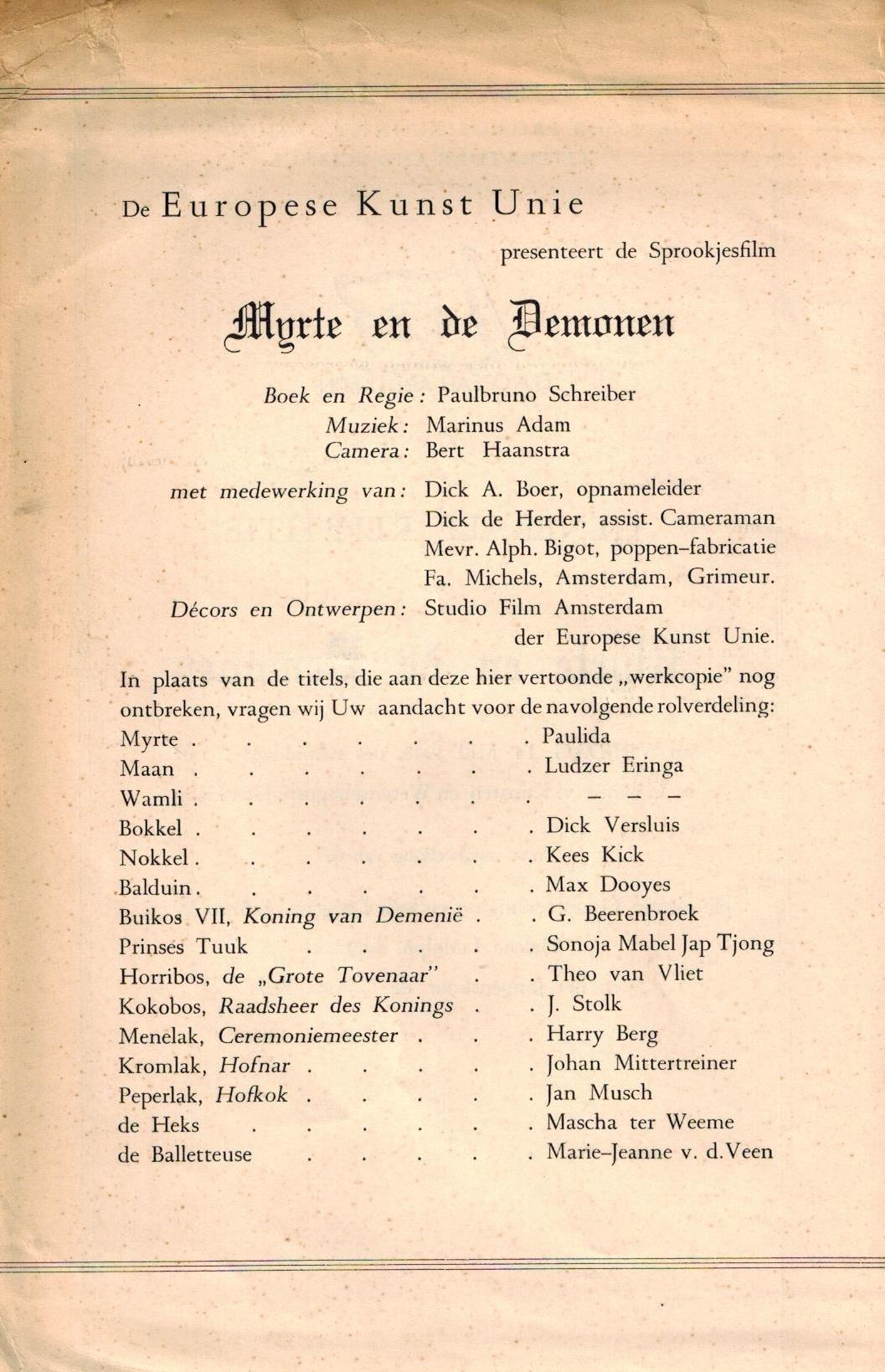
Generale repetitie in gebouw v. Kunsten en Wetenschappen - Den Haag
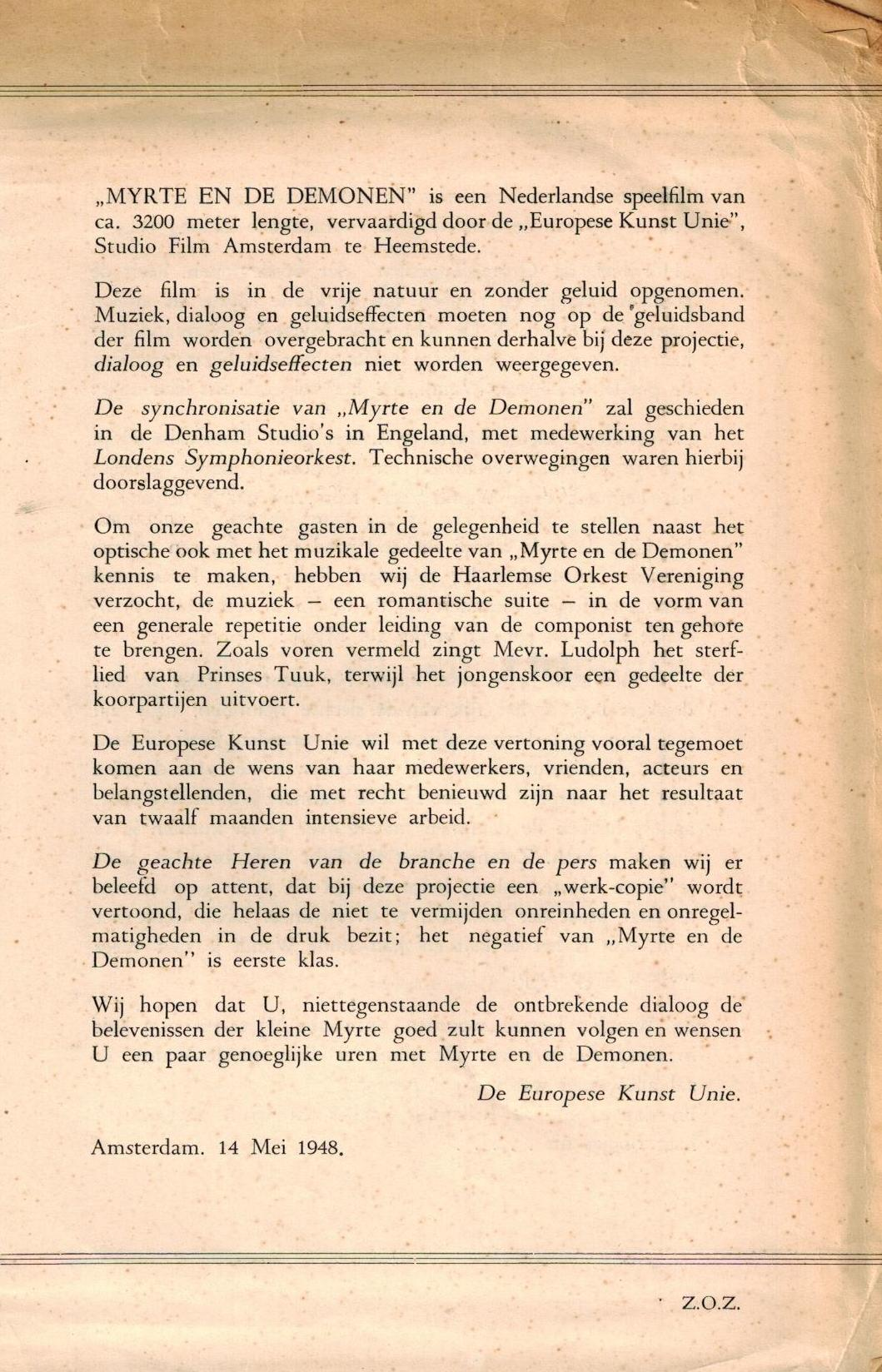
Generale repetitie in gebouw v. Kunsten en Wetenschappen - Den Haag
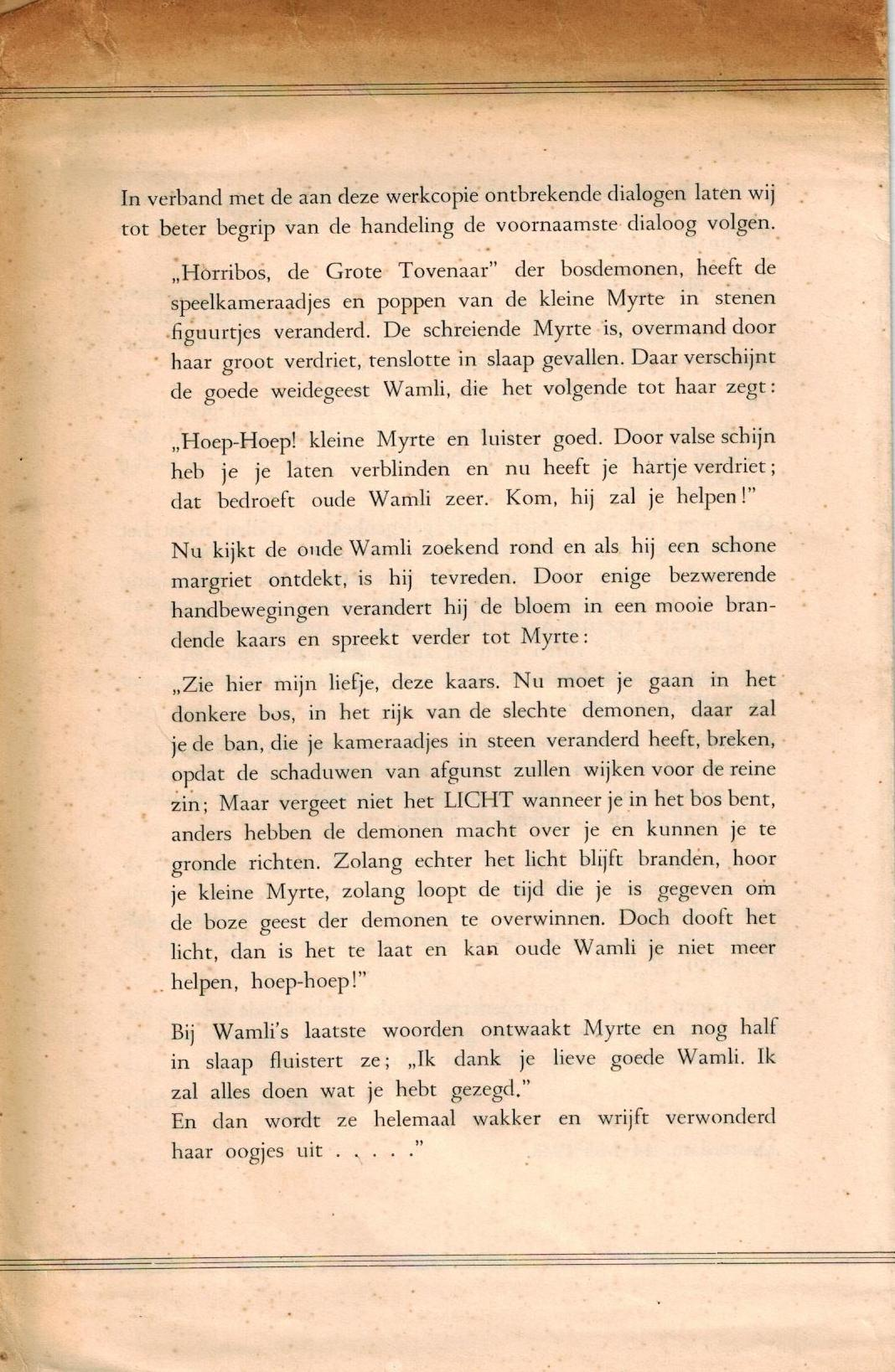
Generale repetitie in gebouw v. Kunsten en Wetenschappen - Den Haag

## Commentaren
L.J. Jordaan (Vrij Nederland, maart 1950)
"..verrassend knappe fotografie, een staal van goede smaak en vakmanschap, dat voor de beste buitenlandse prestaties niet behoeft onder te doen en de gehele mise-en-scene, de suggestieve demonenmaskers inbegrepen, getuigt van een bekwaamheid en inzicht, die men bij een gelegenheidsproductie als de Nederlandse niet licht zou verwachten. Kortom: de film werd aldus een ogenlust."
Hans Alma (Zwolse Courant, maart 1956)
„..naar mijn oordeel is dit de beste speelfilm die tot dusver binnen onze grenzen is gemaakt,- het eerste half uur is ronduit meesterlijk: het spel in de zon van Myrte met haar hondje, geit en konijnen beloerd door demonen in de bosrand. Als demonen fungeren fascinerend griezelige poppen die slechts enkele bewegingen maken, maar waarvan, mede door de pakkende muziek, een enorme suggestie uitgaat… Het is moeilijk in woorden te vangen, maar deze eerste fase van de rolprent is zeer, zeer schoon, ontroerend en bovenal door en door filmisch. – Regie en montage van Schreiber, het tere spel van zijn dochtertje, het camera-werk van Haanstra en vooral niet te vergeten, de muziek van Marinus Adam (dirigent van de H.o.V.), dat alles is bewonderenswaardig..“
Hans-Günther Staudenmayer: Citaat uit briefwisseling, Weissenburg, 14.09.1965. (hage-Filmkunst Television-Filmproduktion)
".....Die Musik ist so bezauberend, dass man das Ganze als künstlerisch ungemein feinfühlige Interpretation eines musikalischen Märchenoratoriums auffassen könnte. Sebst beim ersten Anhören entgehen dem aufmerksam Lauschenden nicht die subtilen Feinheiten der Instrumentation wie sie bisher keine uns bekannte Filmmusik aufwies...".

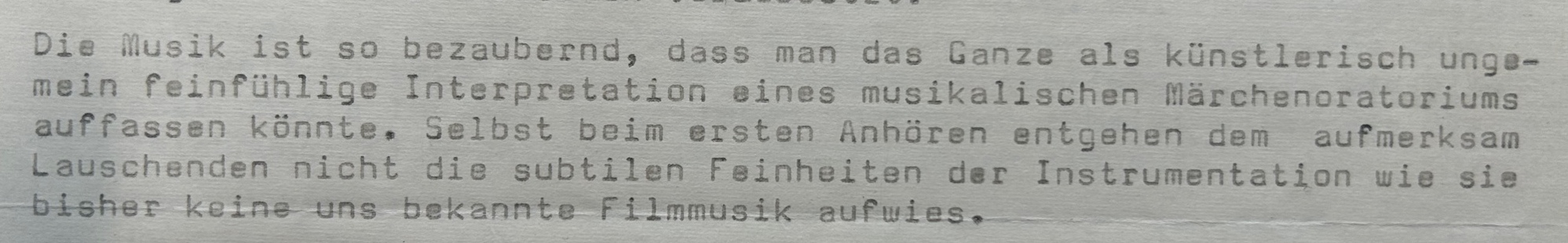
Hage-Filmkunst - Hans-Günther Staudenmayer - Musik

Dr. Roger Mavell (Sight and Sound, zomer 1949 - director of the British Film Academy)
"There are few enough films with the atmospheric qualities of MYRTE AND THE DEMONS, and Paulbruno Schreiber might well make a number of subjects of this kind on a modest budget which would bring back fantasy to a medium that in recent years has almost forgotten it."
Veruit de meeste besprekingen waren echter uitgesproken negatief: 'Men ontdekt weer eens dat halfzachtheid haar identiteit bijzonder duidelijk verraadt als men haar verfilmt' (Het Parool, 18 maart 1950). 'Een zekere geestelijke seniliteit' (de Volkskrant, 18 maart 1950). 'Alleen voor de zeer kinderlijken' (Nieuwe Rotterdamse Courant, 18 maart 1950). 'Ziekelijk welbehagen in morbide weekheid' (De Tijd, 18 maart 1950).

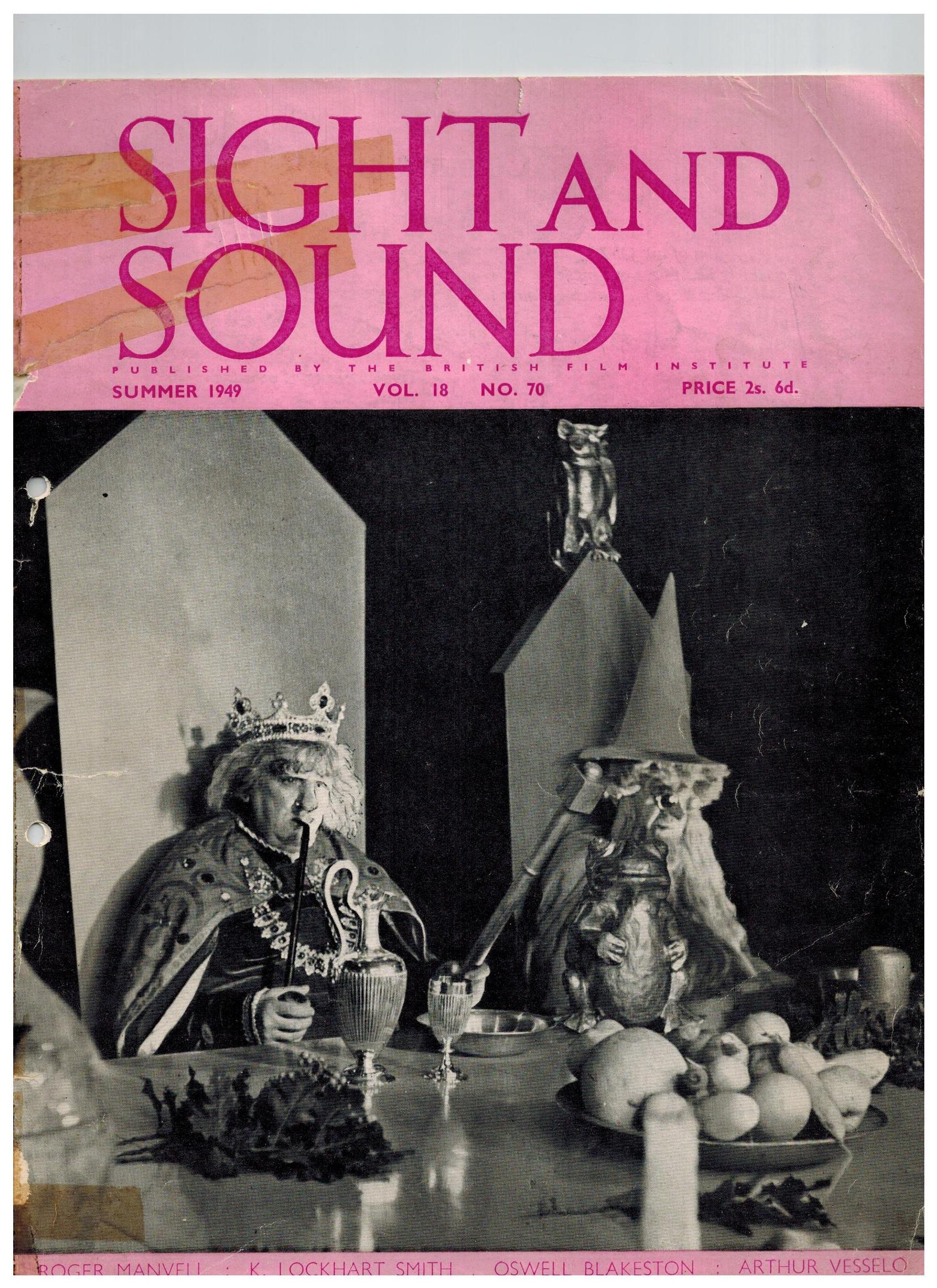
Sight and Sound - Summer 1949 Vol. 18 No. 70 - published by the British Film institute - Roger Manvell
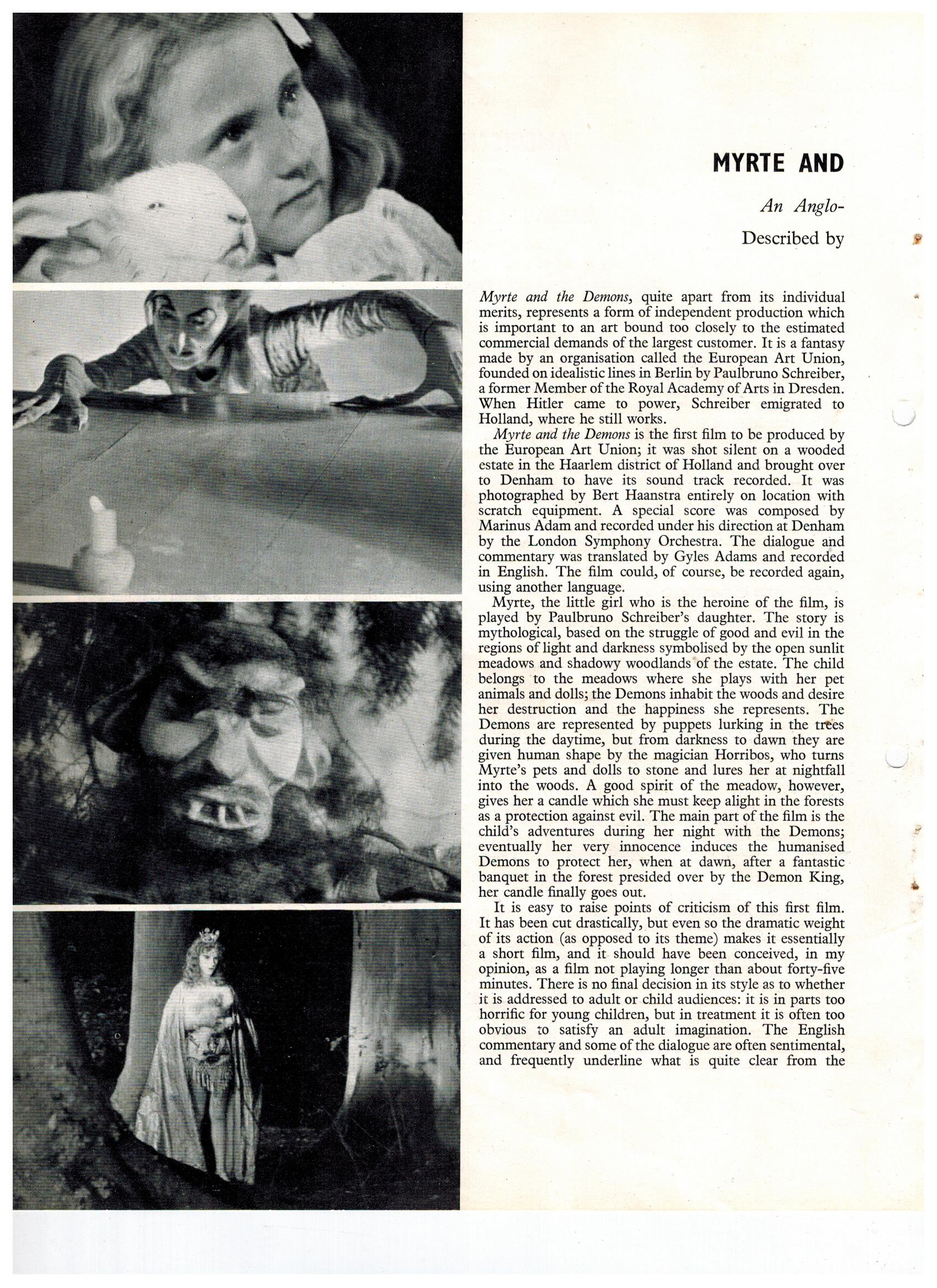
Sight and Sound - Summer 1949 Vol. 18 No. 70 - published by the British Film institute - Roger Manvell
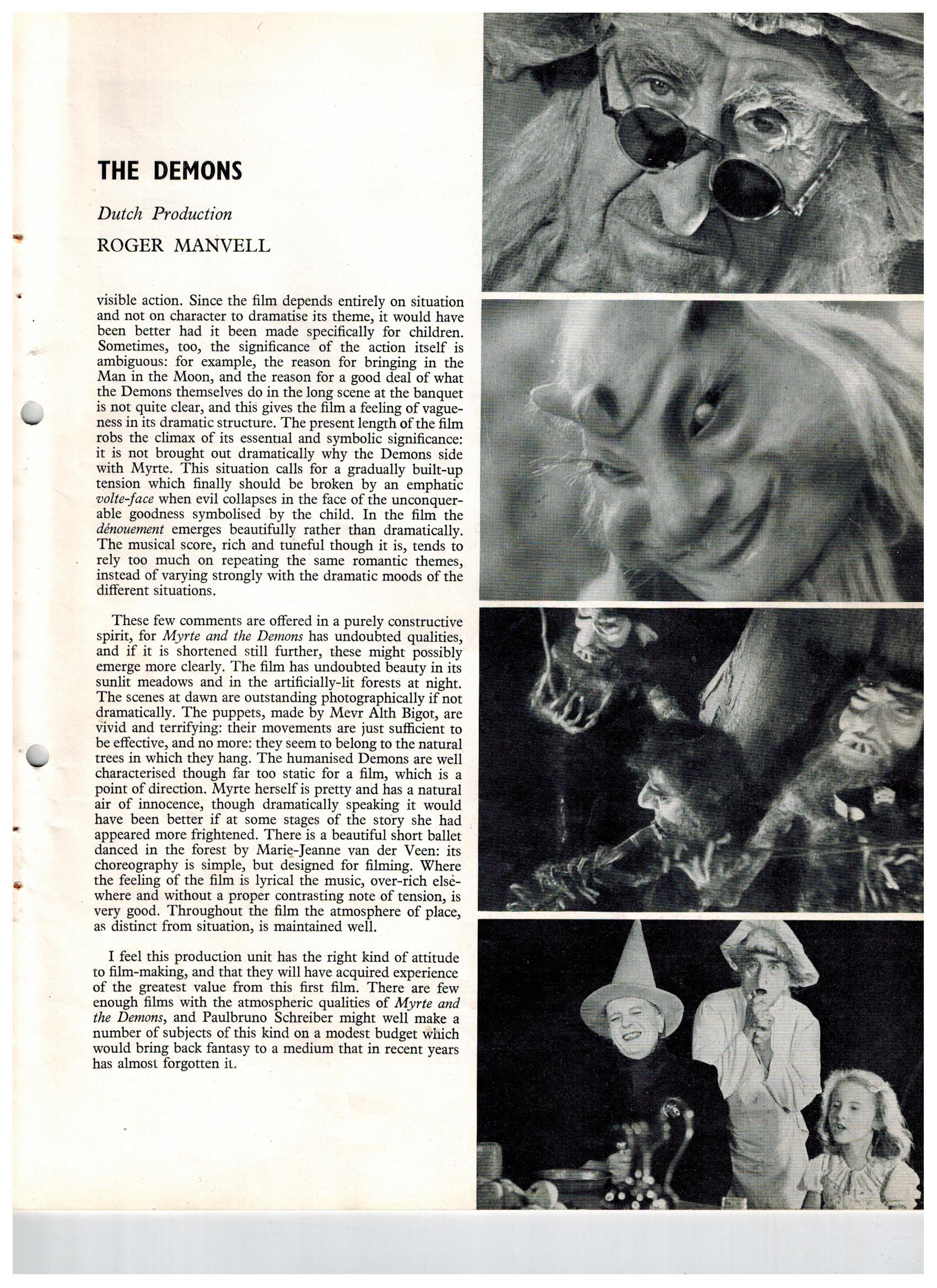
Sight and Sound - Summer 1949 Vol. 18 No. 70 - published by the British Film institute - Roger Manvell
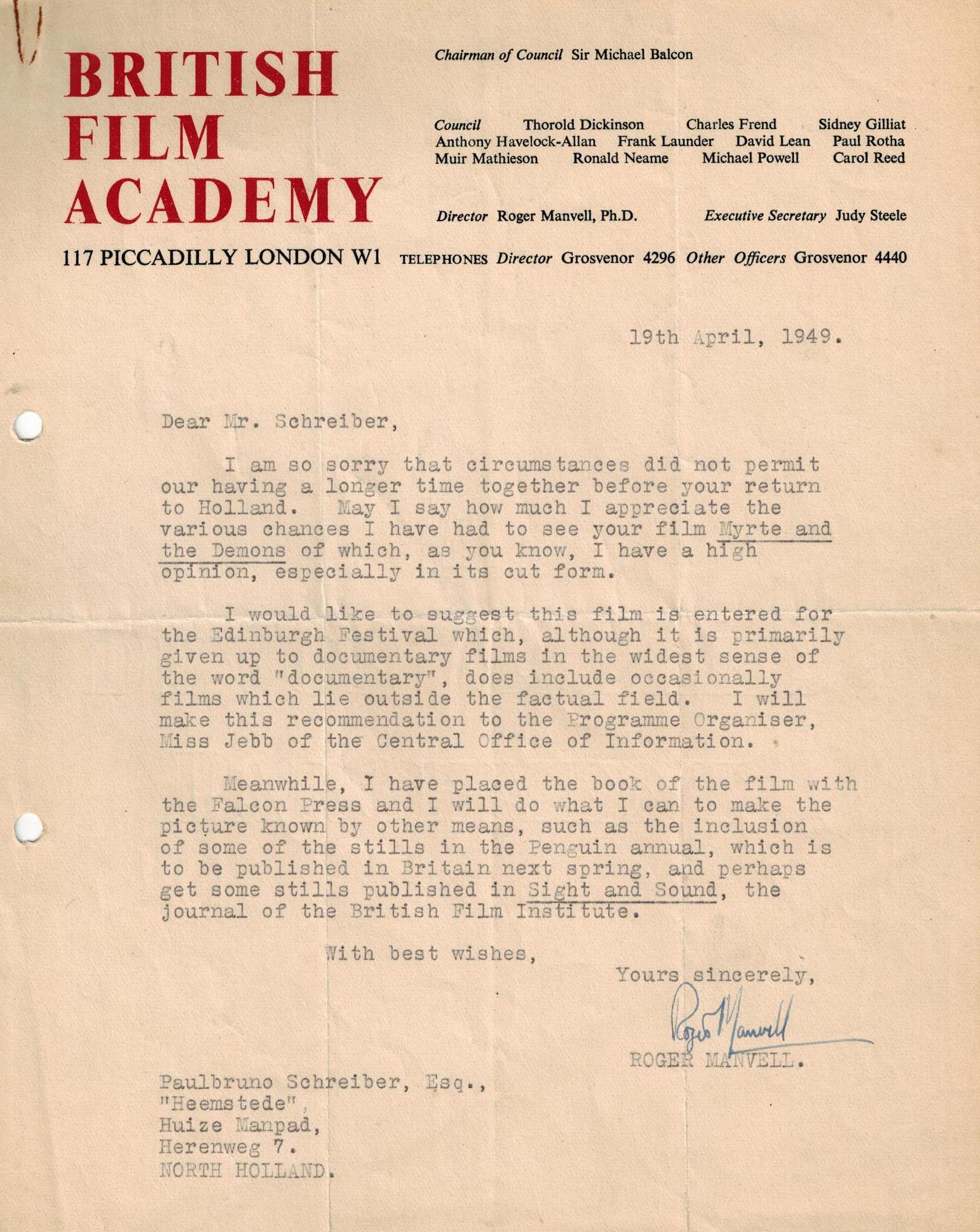
British film academy - Roger Manvell 19th April 1949
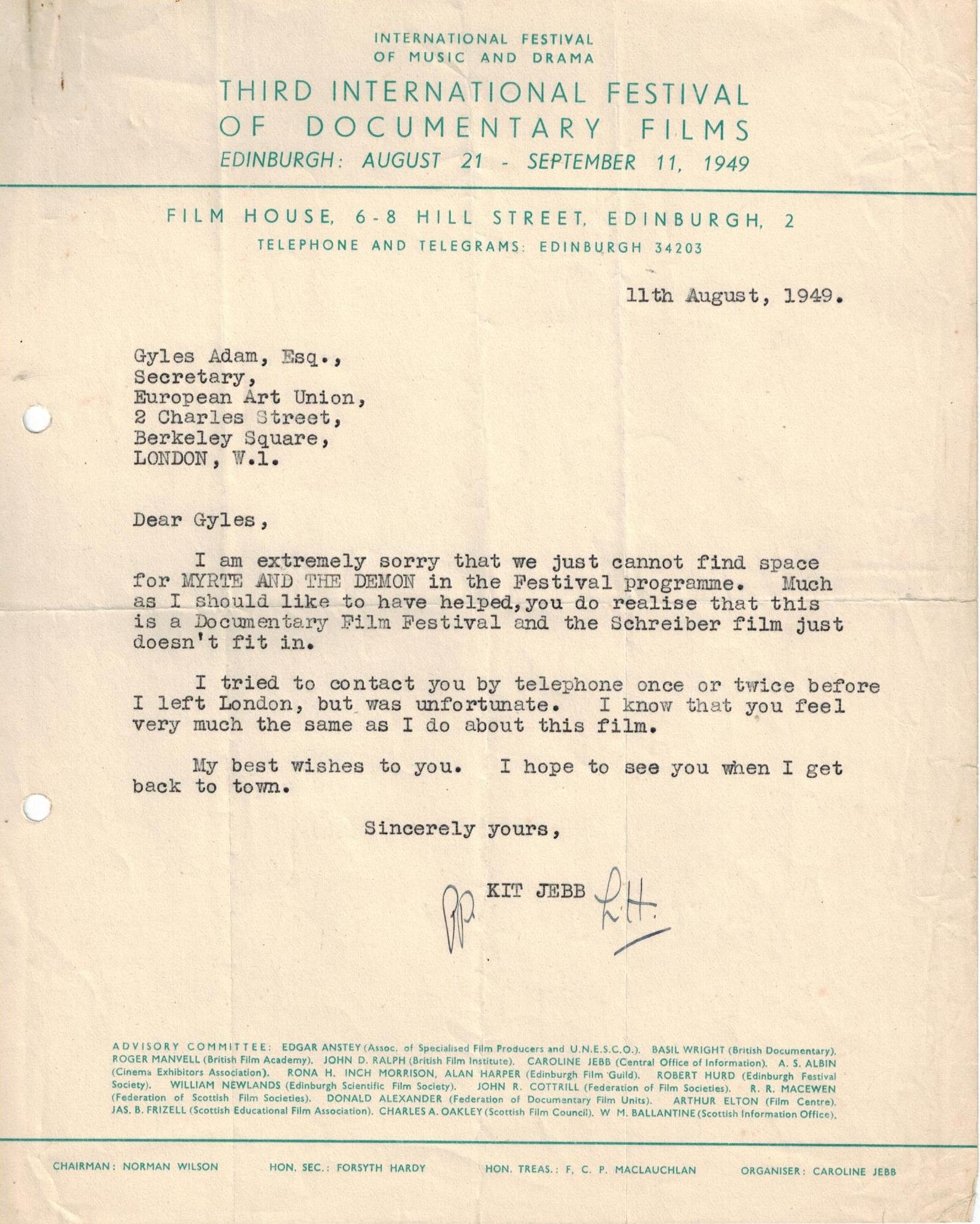
International festival of music and drama - Kit Jebb 11th August 1949